# Geschichte des christlichen Mönchtums in Palästina

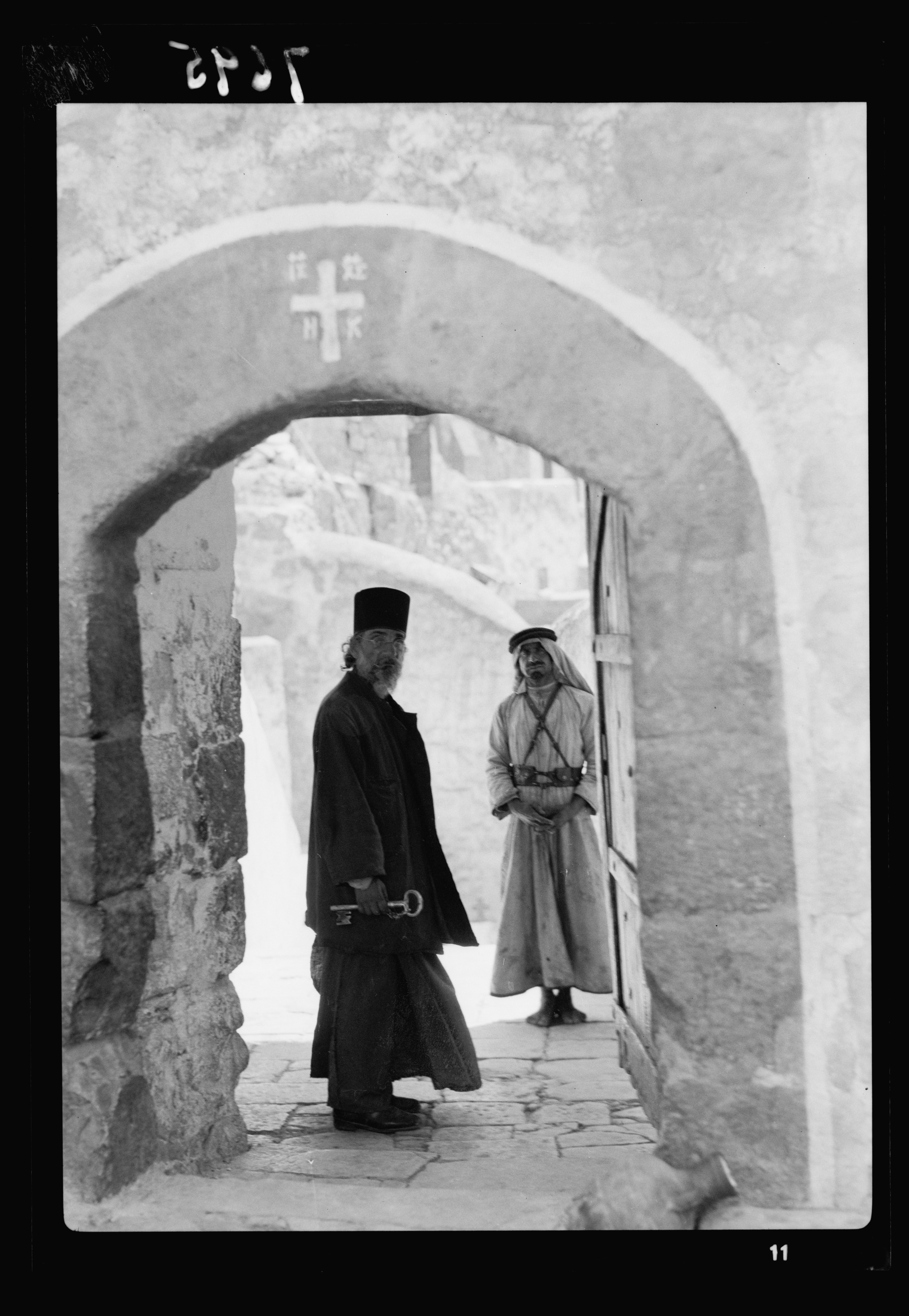
Pforte des Sabasklosters in der Judäischen Wüste (1934/1939)

Die Geschichte des christlichen Mönchtums in Palästina reicht von der Spätantike bis in die Gegenwart. Palästina war für die Anfänge des christlichen Mönchtums eine prägende Region. Kennzeichnende Klosterformen sind das Koinobion und die Lawra. Das Koinobion ist ein von einer Mauer umschlossener Gebäudekomplex mit Kirche, in dem Mönche gemeinsam leben, essen, schlafen; die Lawra ist eine Einsiedlerkolonie ohne Ummauerung, in deren Zentrum sich die Kirche und andere gemeinsam genutzte Gebäude befinden. Daneben gibt es städtische Klöster, seit der Spätantike auch für Nonnen.
Über die Jahrhunderte hinweg steht das Mönchtum Palästinas in einer Wechselbeziehung zum Pilgertourismus, dessen Ziel die christlichen Hauptheiligtümer sind: in Jerusalem die Grabeskirche und in Bethlehem die Geburtskirche. Je nach den politischen Rahmenbedingungen kann das „Heilige Land“ der Palästinapilger aber weit größer sein und beispielsweise die Sinai-Halbinsel und Unterägypten einschließen (Itinerarium Egeriae, Mosaikkarte von Madaba). Die Klöster in Palästina boten den Pilgern Dienstleistungen, finanzierten sich aber auch durch deren Spenden und rekrutierten ihren Nachwuchs teilweise aus Pilgern, die blieben. Das Klosterwesen fächert sich besonders in Jerusalem konfessionell und national auf.
Im Mittelpunkt dieses Artikels steht das Territorium der spätantiken römischen Provinz Palaestina prima. Frühe monastische Zentren in dieser Provinz waren die Stadt Jerusalem mit dem benachbarten Bethlehem, die Judäische Wüste und die Region von Gaza. Etwas jünger, aber auch byzantinisch, sind Klöster in Galiläa in Palaestina secunda. Das Zentrum des Mönchtums auf der Sinai-Halbinsel (Provinz Palaestina tertia) war das Katharinenkloster.
Die Quellen für die Geschichte des Mönchtums entstammen patriarchalen Gesellschaften. Pilgerinnen, Asketinnen und Nonnen sind oft „mitgemeint“, wo nur über Pilger, Asketen und Mönche berichtet wird. Fallweise ergänzt die Archäologie dieses Bild.

## Spätantike und Byzantinisches Reich

### Stadtklöster in Jerusalem und Bethlehem
Konstantin der Große begünstigte als erster römischer Kaiser die katholische Kirche. Ein Aspekt davon war der Neubau repräsentativer Kirchen an den christlichen heiligen Stätten in Jerusalem und Bethlehem. Sie dienten einer „topographischen Inszenierung“ der biblischen Geschichte. Der Vita Charitons lassen sich einige Informationen zu den Anfängen des palästinischen Mönchtums im 4. Jahrhundert entnehmen: Erste Mönche kamen demnach als Pilger aus dem Norden (Mesopotamien, Armenien, Georgien) und Westen (Konstantinopel, Rom) zu den heiligen Städten im Raum Jerusalem und siedelten sich in deren Nähe an.

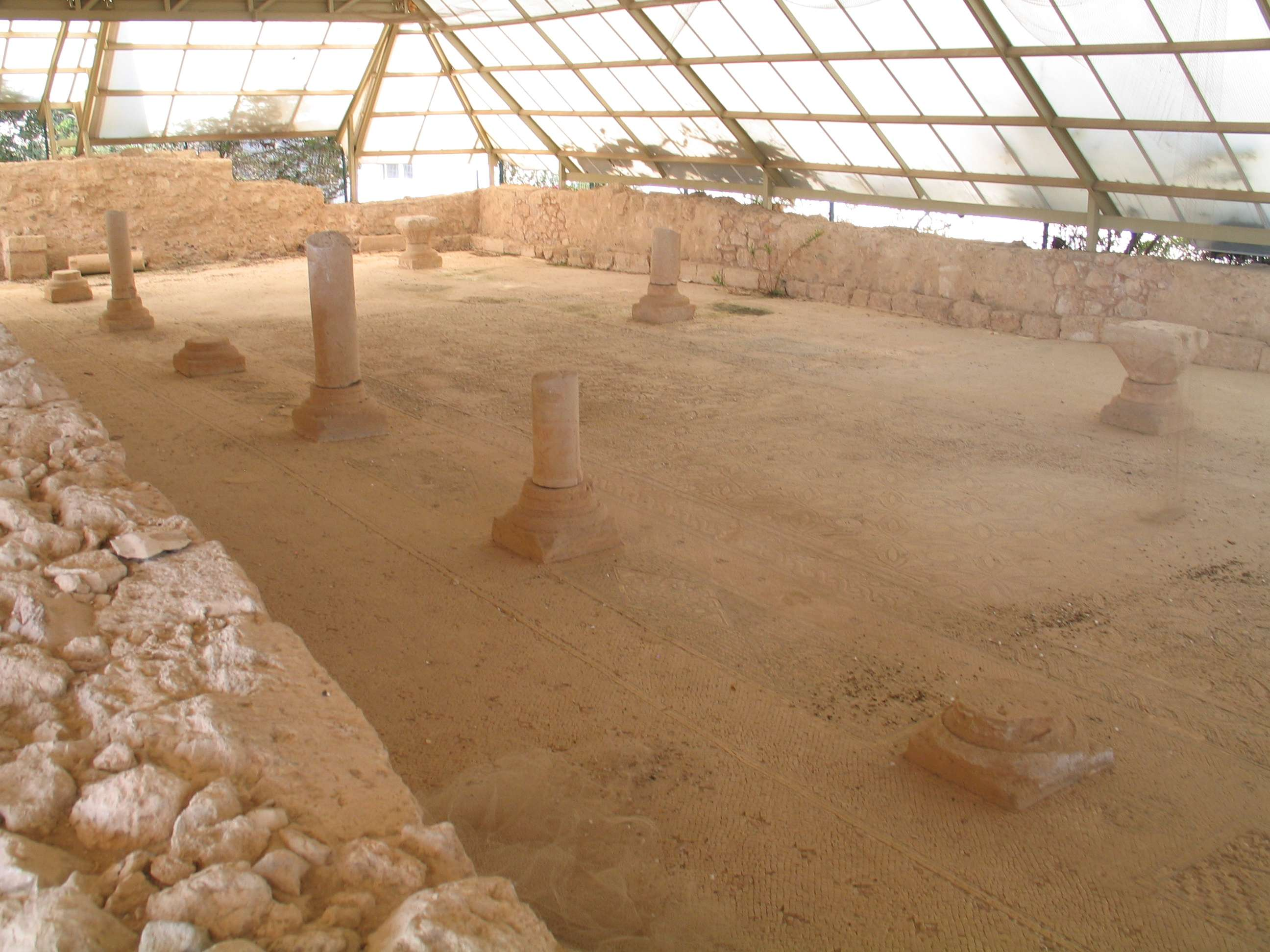
Refektorium des Martyriosklosters

Reiche Pilger aus dem Westen wie Melania die Ältere und Paula von Rom stifteten seit den 370er Jahren die ersten klösterlichen Einrichtungen in Jerusalem und Bethlehem. Diese Bauten waren Anlaufstellen für Pilger, Impulsgeber für liturgische Entwicklungen und Zentren gelehrter Arbeit. So übersetzte Hieronymus in Bethlehem die Vulgata. Mönche dienten den Pilgern als Gastgeber und Führer zu den heiligen Stätten und trugen so ihren Teil dazu bei, die Lokaltraditionen dieser Heiligtümer bekanntzumachen und weiterzuentwickeln.
Die Stadtklöster der spätantiken und byzantinischen Zeit waren den Quellen zufolge stattliche Anlagen. Beispielsweise finanzierte Paula in Bethlehem ein Pilgerhospiz an der Durchgangsstraße, ein Männerkloster mit Bibliothek und angeschlossenem Skriptorium am Ortsrand und einen Komplex von drei Frauenklöstern (gegliedert nach dem sozialen Stand der Nonnen) direkt bei der Geburtskirche. Der Klosterbetrieb und die Pilgerversorgung speisten sich aus Paulas beträchtlichem Vermögen, bis dieses aufgezehrt war. Das Männerkloster wurde 416 von Plünderern zerstört. Die Bücher verbrannten, die Mönche flüchteten in einen Wehrturm. Von den Stiftungen der Paula in Bethlehem wurde bisher nichts lokalisert. Generell gibt es wenig archäologische Befunde von Stadtklöstern. Einen Eindruck vermittelt das Martyrioskloster (Khirbet el-Murassas, heute auf dem Territorium der Westbank-Siedlung Maʿale Adummim). Es lag 6 km östlich von Jerusalem, war aber in seiner Geschichte eng mit der Stadt verbunden. Yizhar Hirschfeld charakterisiert Khirbet el-Murassas als „Vorstadtkloster“.
Etwa 3 km nordwestlich der Jerusalemer Altstadt befindet sich die archäologische Stätte Khirbat el-Masaniʾ. Hier, an der Straße von Jaffa und Lydda nach Jerusalem und somit an einer Route der Jerusalempilger, war etwa von 350–650 eine Klosteranlage in Betrieb. Israelische Archäologen legten 2025 mehrere Beisetzungen des 5. Jahrhunderts frei (Männer, Frauen und Kinder). Besondere Aufmerksamkeit erregte ein Frauenskelett, das mit einer Eisenkette mehrfach umwickelt war. Die asketische Praxis des Kettentragens war bei Frauen bisher nur durch literarische Quellen bekannt. Als Zeichen besonderer Ehrerbietung war die Asketin bzw. Nonne mitsamt der Kette, die sie um Hals, Arme und Schienbeine trug, unter dem Altar der Klosterkirche beigesetzt worden. Bereits 1998 war die Beisetzung eines kettentragenden christlichen Einsiedlers in Khirbet Tabaliya, zwischen Jerusalem und Bethlehem, publiziert worden.
Im Jahr 494 gründete der Jerusalemer Patriarch Elias das neben der Grabeskirche gelegene Theotokos-Kloster der Spoudaioi. Als Spoudaioi (ὁι μοναχοὶ Σπουδαῖοι) wurden gebildete Kleriker bezeichnet, die sich gemeinschaftlich der Liturgie der Grabeskirche gewidmet hatten. Auf diese Spoudaioi-Mönche führt sich die spätere Bruderschaft des Heiligen Grabes zurück.

### Koinobien und Lawren in der Judäischen Wüste

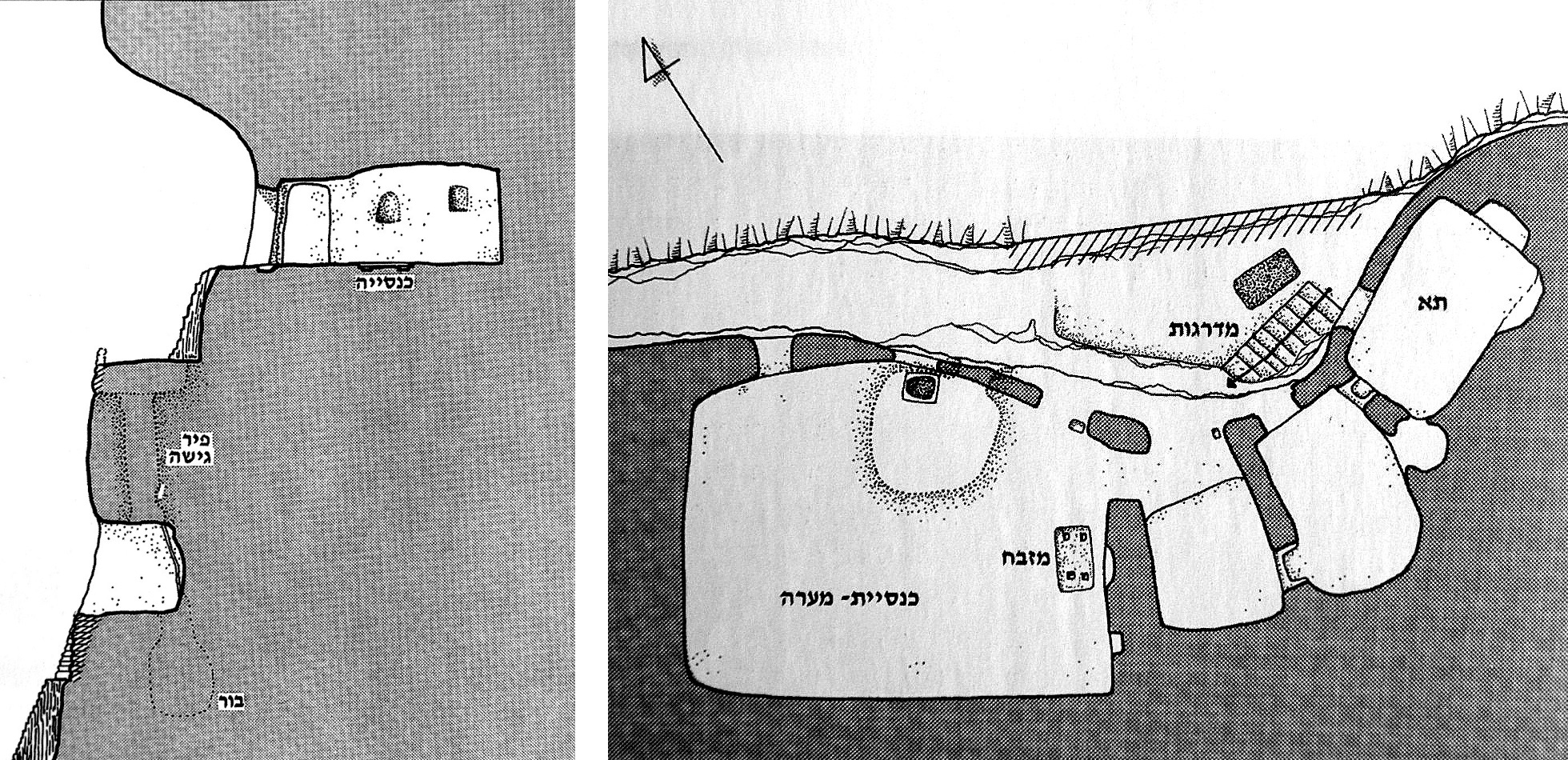
Längs- und Querschnitt einer Mönchszelle (תא) mit Kapelle (כנסײה) und Zisterne (בור), Lawra von Faran

Die Mönchssiedlungen in der Judäischen Wüste, zeitgenössisch bezeichnet als Wüste von Jerusalem, wurden in den 1980er Jahren vor allem von Joseph Patrich und Yizhar Hirschfeld untersucht. Sie identifizierten rund 60 Anlagen; Khirbet el-Kiliya, Khan el-Aḥmar und Khirbet ed-Deir wurden vollständig ergraben. Grundsätzlich werden zwar ummauerte Koinobien und Einsiedlerkolonien (Lawren) ohne Umfassungsmauer unterschieden, doch gibt es auch Mischformen. Die Zellen, oft ausgebaute Höhlen in den Steilwänden der Wadis, variieren in der Größe. Sie können mehrere Räume umfassen. Häufig gehörte eine Kapelle dazu und stets eine Zisterne, in der das Regenwasser gesammelt wurde. Durch ein dichtes Netz von Pfaden waren die Zellen mit den Gemeinschaftsräumen im Zentrum der Lawra verbunden. Hier befanden sich nicht nur Kirchen, sondern auch Gästehaus, Hospital, Bäckerei, Küche, Ställe und Werkstätten. Unter der Woche lebten die Mönche allein in ihren Zellen und widmeten sich Handarbeiten wie dem Körbeflechten. Am Samstag und Sonntag kamen sie zusammen, feierten Gottesdienst und aßen gemeinsam.

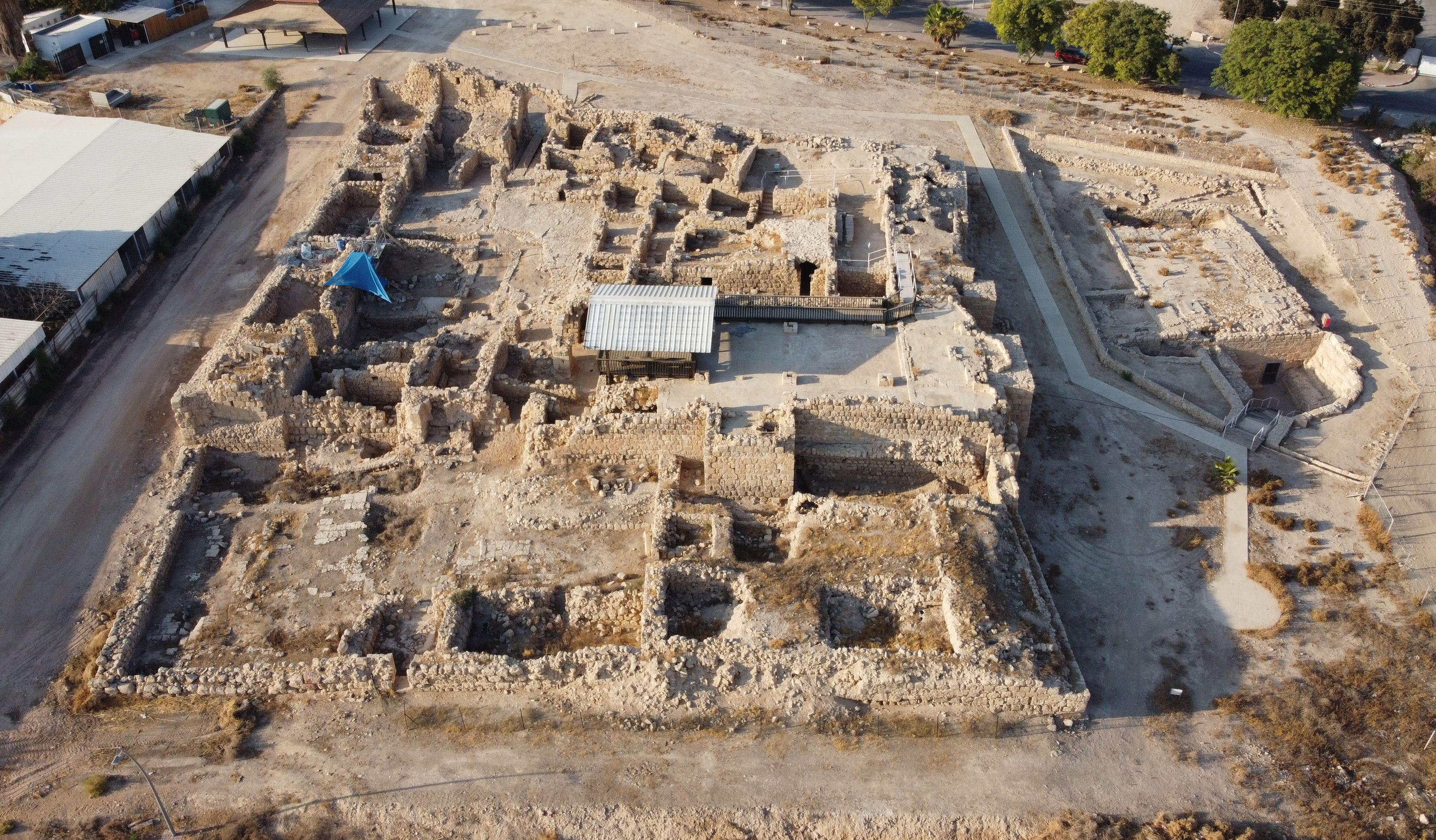
Euthymiuskloster (Khan el-Aḥmar, heute auf dem Territorium der Westbank-Siedlung Maʿale Adummim)

Euthymius von Melitene († 473) gründete ein Koinobium und sammelte Generationen von Schülern um sich, wohnte aber persönlich in einer Einsiedelei außerhalb des Klosters, um mehr Ruhe zu haben. Er und seine direkten Nachfolger waren „ausgesprochen erfolgreich in ihren Bemühungen, vor allem die Mittel- und Oberschicht als Geldgeber für die Anlagen zu gewinnen, sodass die Klöster über beträchtliche Geldmittel verfügten und zu einem eigenständigen ökonomischen Faktor der Region wurden.“ Die Gruppe der Euthymiusklöster, ob Koinobien oder Lawren, zeichnete sich dadurch aus, dass sie an Straßen lagen und dadurch ein steter Besucher- und Pilgerstrom eintraf. Gastfreundschaft war nicht nur christliche Tugend, sondern Einnahmequelle. Außerdem gelang es Euthymios, mit dem Patriarchen von Jerusalem und seinem Klerus ein gutes Einvernehmen herzustellen. Der vierte Kanon des Konzils von Chalcedon (451) unterstellte Klöster stärker der bischöflichen Aufsicht; andernorts traf diese Regelung auf den Widerstand der Mönche, in den Klöstern des Euthymius wurde sie begrüßt. In der Amtszeit des Patriarchen Anastasios I. (458–478) hatte sich in der Wüste östlich von Jerusalem ein sternförmiges Netz von Koinobien und Einsiedeleien an den Routen zu den wichtigsten christlichen Pilgerzielen etabliert. Die dort lebenden Mönche waren in Jerusalem sehr präsent, so dass ihr hochgehaltenes Ideal eines Asketenlebens in unwirtlicher Einsamkeit von Konstantin Klein eher als „Wüstennostalgie“ eingeschätzt wird. Auch Bernard Hamilton und Andrew Jotischky urteilen mit Blick auf die Wüstenklöster, die nur eine Tageswanderung entfernt von Jerusalem gebaut wurden: „Mönche wählten eine fordernde Umwelt nicht so sehr, um eine physische Trennung von der Gesellschaft herzustellen, sondern um die Unterschiede zwischen ihrer Lebensweise und jener der übrigen Menschheit hervorzuheben.“
Viele Mönche der Euthymiusklöster gaben die Lawren auf und zogen in die Koinobien. Einige Mönche, die am Ideal des Einsiedlerlebens festhielten, scharten sich um Sabas († 532), der sich im unteren Kidrontal als Eremit niederließ und dort die Große Lawra gründete. Der Trend hin zu den Koinobien war aber nicht aufzuhalten, und Sabas wirkte aktiv daran mit. Seine Neugründungen nutzten auch bestehende Gebäudekomplexe. So zog eine Mönchsgemeinschaft in die herodianische Festung Hyrkanion ein, die nun zum Kloster Kastellion umgewandelt wurde. Da Mönche nicht in öffentlichen Gasthäusern einkehren durften, gründete Sabas Herbergen in Jericho und Jerusalem. Mit insgesamt 13 Klostergründungen verwandelte Sabas die Wüste in eine Stadt, wie Kyrillos von Skythopolis formulierte. Eine defensive Schätzung der Wüstenmönche zur Zeit des Sabas nimmt 3000 Personen an; während die übliche Gemeinschaft eines Koinobiums aus 20–30 Mönchen bestand, lebten im Sabaskloster (Mar Saba) 250–350 Mönche, im Theodosioskloster sogar etwa 400.

### Koinobien im Umland von Gaza

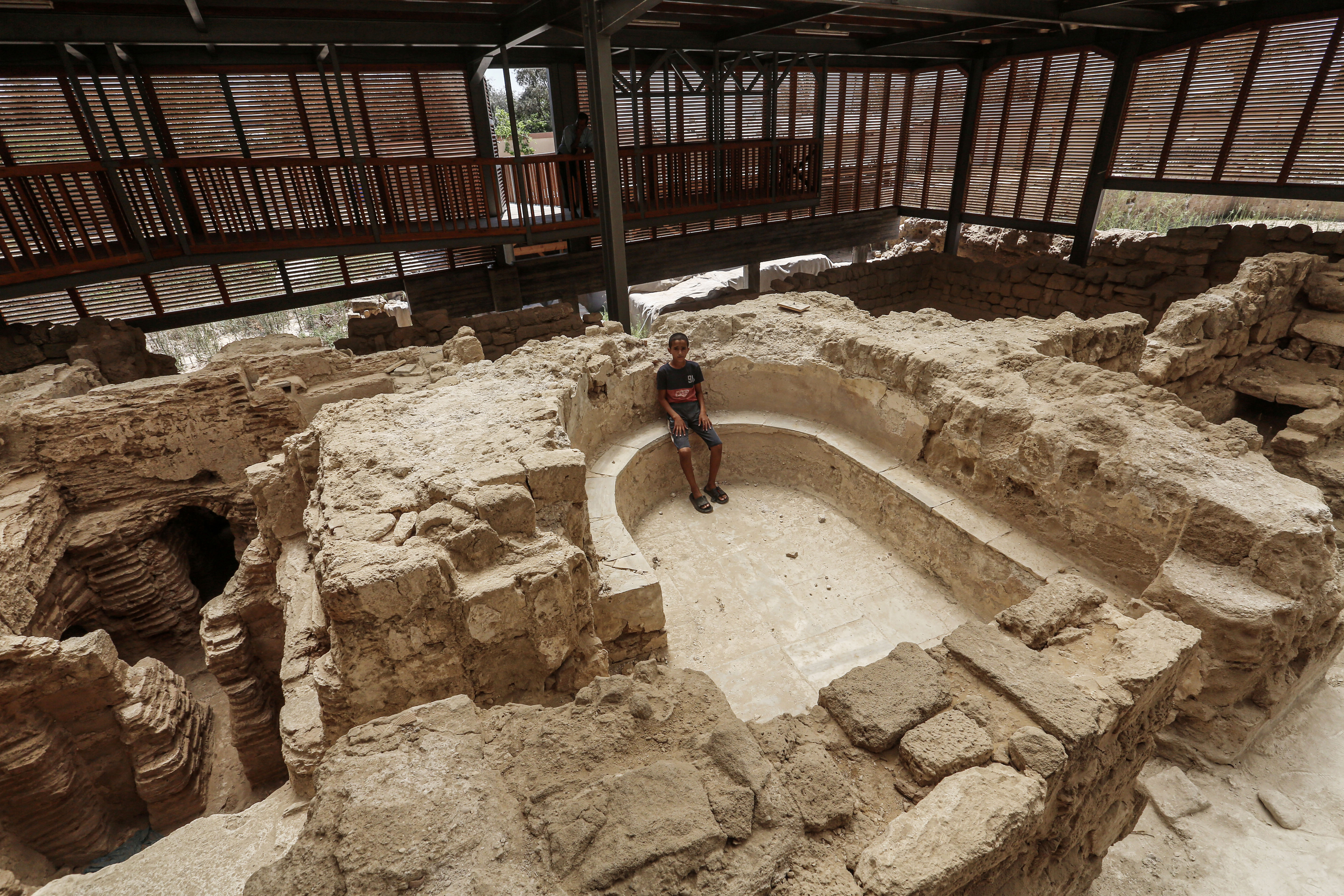
Badehaus des Hilarionklosters

Das Gaza-Mönchtum entstand am Rande eines teils paganen, teils christlichen urbanen Zentrums inmitten einer landwirtschaftlich intensiv genutzten Region. Markante biblische heilige Stätten gab es im Raum Gaza nicht. Aber Gaza lag an der wichtigsten Straße von Ägypten nach Palästina. Im Ersten Origenistischen Streit (390er Jahre) verließen ägyptische Mönche die Sketische Wüste, weil sie des Origenismus verdächtigt wurden. Viele von ihnen ließen sich in der Gegend von Gaza nieder. Einen weiteren Zustrom ägyptischer Mönche erlebte Gaza im Verlauf des 5. Jahrhunderts, als die ägyptischen Klosterlandschaften von Barbarenstämmen bedroht wurden.
Im Unterschied zum Mönchtum in der benachbarten Judäischen Wüste waren die Mönche von Gaza intellektuell geprägt und verfassten zahlreiche Werke. „Anders als die trockenen und sachlichen Klosterregeln und die Stereotypen der Hagiographie, enthüllt dieses literarische Korpus psychologische Spannungen, Stimmungen, Frustrationen und Hochgefühle, die den Alltag der Mönche und ihrer Vorsteher begleiteten und zeigt sie als Kreaturen aus Fleisch und Blut.“ Die Apophthegmata Patrum, Sammlungen von Aussprüchen ägyptischer Mönchsväter, wurden wahrscheinlich in den Klöstern in der Gegend von Gaza ab der zweiten Hälfte des 5. Jahrhunderts kompiliert und zunächst in Palästina für den Unterricht von Mönchen genutzt. Früh entstanden Übersetzungen ins Lateinische, Syrische, Koptische, Armenische und Georgische.
Es gibt wenig archäologische Befunde der Gaza-Klöster. Tell Umm el-‘Amr (bei Nuseirat) wird versuchsweise mit dem Hilarionkloster identifiziert. Eine byzantinische Kirche innerhalb des Klosterbezirks barg ein Heiligengrab. Nahe der Kirche gab es als Einrichtungen für Pilger, ein Hospiz und ein Badehaus, außerdem kleine Räume, vermutlich Mönchszellen. Die nahegelegene archäologische Stätte Deir e-Nuserat war ein weiträumiges ummauertes Koinobium mit zentralem Innenhof, den Säle, kleine Räume, ein Krankentrakt, ein Badehaus und eine Kirche umgaben.
Da die Mönche in Palästina aus verschiedenen Regionen des Imperiums stammten und ihre Niederlassungen zahlreiche Besucher hatten, entwickelte sich Palästina nach dem Konzil von Chalcedon 451 zum zentralen Konfliktgebiet der damit aufgebrochenen christologischen Kontroversen. Die von Lateinern dominierten Klöster in Jerusalem und Bethlehem sowie jene, die in engen Beziehungen zum Kaiserhof und zu den Eliten des Reichs standen, vertraten die Beschlüsse von Chalcedon. Viele andere Mönche in Palästina waren aber entschiedene Gegner von Chalcedon, insbesondere die Mönchsgemeinschaften im Raum Gaza. Die traditionell engen Beziehungen nach Ägypten spielten eine Rolle, ebenso wie eine klösterliche Opposition gegen die Verbindungen, die die palästinischen Bischöfe zur Regierung pflegten. Außerdem passte die chalcedonensische Zweinaturenlehre möglicherweise nicht zu ihrem asketischen Ideal. Nikolaus Egender erläutert: „Ist die organische Einheit in der Person Christi nicht gewährt, so fällt der Sinn des monastischen Strebens nach Einheit weg, denn das Ziel des Mönchseins ist das Erlangen der inneren Einheit, die die Vereinigung mit Gott ermöglicht.“ Kyrillos von Skythopolis zufolge flohen die aus Syrien vertriebenen miaphysitischen Mönche in das von Petrus dem Iberer († 491) geleitete Kloster in Maiuma bei Gaza. „Hier erwarb Severus, der spätere antichalkedonensische Patriarch von Antiochia, erste asketische Meriten.“
Die Miaphysiten waren eine heterogene Gruppe, die nur durch ihre Gegnerschaft zur Christologie von Chalcedon geeint war. Seit dem 4. Jahrhundert bekam die eigene Sprache für die Identitätsbildung zunehmend Bedeutung. Der kaiserliche Versuch, Bischöfe, die zum Chalcedon standen, mit militärischer Gewalt zu installieren, verschärfte den Widerstand. „Seit dem 7. Jahrhundert bot die Sprachdifferenz zudem die Möglichkeit, sich gegenüber arabischen Herrschern als Gruppe zu präsentieren, die weder der Reichskirche noch dem Reich selbst verpflichtet war.“ Das Ergebnis war die Etablierung nichtchalcedonensischer Kirchen der Armenier, Georgier (bis 610, danach chalcedonensisch), Kopten, Äthiopier und Syrer (Jakobiten). Sie waren bald auch mit ihren Mönchen und Nonnen an den heiligen Stätten in Jerusalem und Umgebung präsent.

### Koinobien mit Landwirtschaft
Durch archäologische Befunde ist ein weiterer Klostertyp bekannt geworden, der in den schriftlichen Quellen wenig in Erscheinung tritt: Koinobien, die am Rand von Dörfern angelegt wurden, abseits christlicher heiliger Stätten und Pilgerwege. Wein- und Ölpressen deuten darauf hin, dass zwei wichtige landwirtschaftliche Kulturen der Levante hier nicht nur für den Eigenbedarf betrieben wurden. Der Unterschied zwischen West- und Ostgaliläa ist auffällig: Ostgaliläa war in spätantiker-frühbyzantinischer Zeit ein geschlossenes jüdisches Siedlungsgebiet, in dem Synagogen, aber weder Kirchen noch Klöster ergraben wurden. Für das ländliche Westgaliläa wird dagegen eine mehrheitlich pagane Bevölkerung angenommen. Die hier angelegten landwirtschaftlichen Koinobien können durch den Alltagskontakt die Christianisierung der Bevölkerung gefördert haben, wobei offen bleibt, ob das in der Absicht der Mönche lag.

### Frauenklöster

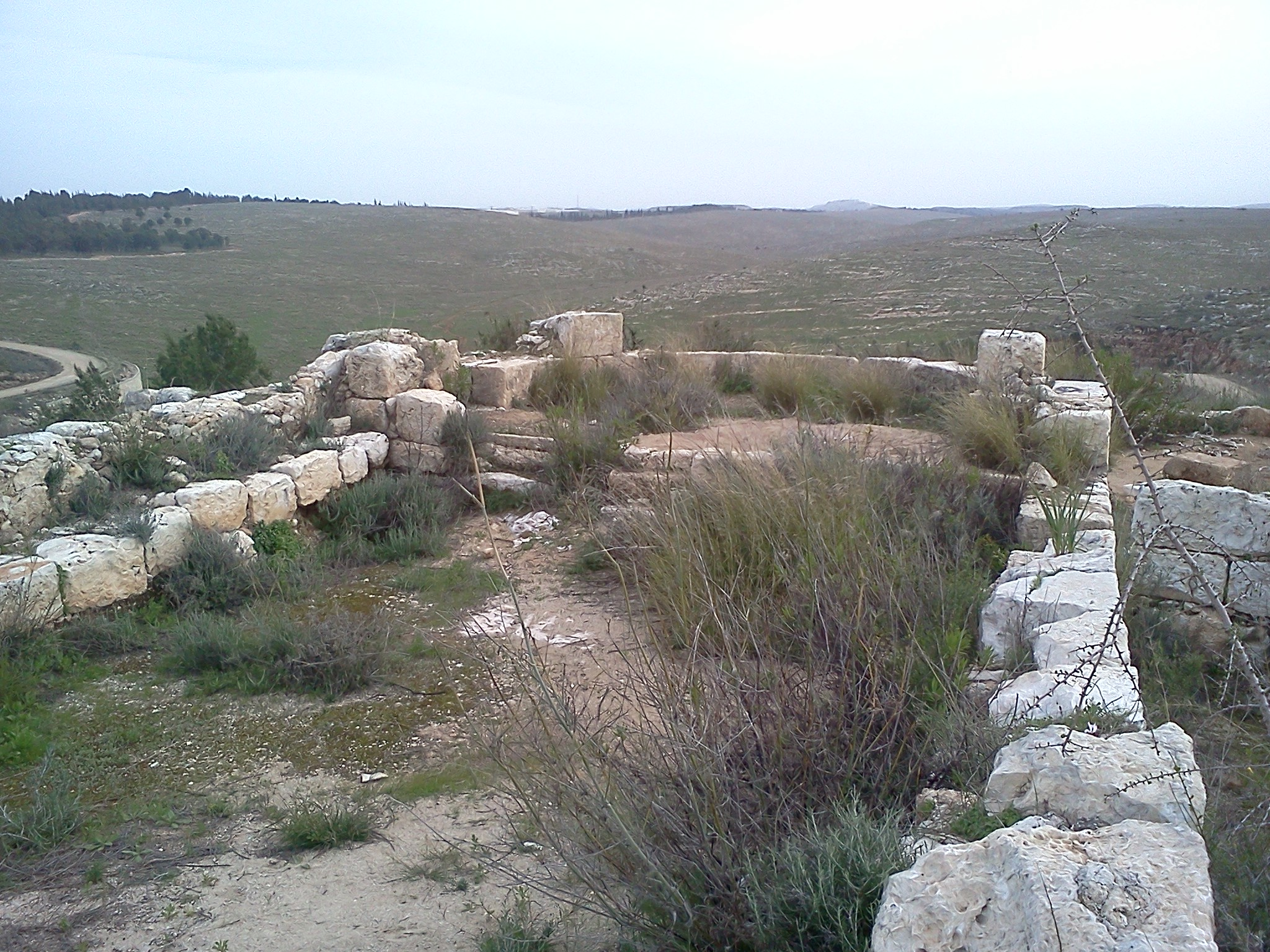
Klosterkirche von Ḥorvat Ḥani, Blick zur Apsis

In den Quellen zum Mönchtum Palästinas treten Frauen der Oberschicht als Wohltäterinnen von Klöstern und als Klostergründerinnen auf. Oft gründeten diese Frauen auch Nonnenklöster, es ist aber schwierig, diese im archäologischen Befund eindeutig nachzuweisen. Vor allem aus dem Jerusalemer Raum sind einige Epitaphe von Äbtissinnen und Nonnen bekannt. Die älteste Klosteranlage, die eindeutig als Frauenkloster angesprochen werden kann, ist die archäologische Stätte Ḥorvat Ḥani (Khirbat el-Burj el-Ḥaniya) auf einem westlichen Ausläufer des Berglands von Samarien, nahe der antiken Verbindungsstraße zwischen Lydda und Antipatris. Wohl im 5. Jahrhundert gebaut, bestand sie bis in die frühislamische (abbassidische) Zeit ohne große Veränderungen. Ḥorvat Ḥani weist eine klare Trennung zwischen dem Gästebereich mit Küche, Schlaf- und Speiseraum und dem Wohnbereich der Nonnen auf; zu letzterem gehörten eine Kirche mit Begräbniskrypta, Gemeinschaftsräume, ein Wohnturm und Einzelzellen. In direkter Nachbarschaft des Frauenklosters wurden Öl- und Weinpressen gefunden, was darauf hindeutet, dass die Landwirtschaft neben der Pilgerbewirtung die wirtschaftliche Basis des Klosters bildete.

### Klosterpolitik Justinians (527–565)
Kai Trampedach schlug für das palästinische Mönchtum der Zeit Justinians den Begriff „Reichsmönchtum“ vor. Es habe sich durch vier Eigenschaften ausgezeichnet: „1. seine internationale Herkunft und Zusammensetzung, 2. seine asketischen und intellektuellen Leistungen, 3. sein ultra-orthodoxes Selbstverständnis sowie 4. seine Nähe und Verbindung zu den heiligen Stätten der Christenheit.“ Nach der Theorie der fünf Patriarchate (Pentarchie) war die Christenheit in fünf Großregionen gegliedert, die jeweils von einem Patriarchen geleitet wurden. Vier Patriarchatssitze waren die großen Metropolen des Imperium Romanum: Rom, Konstantinopel, Alexandria und Antiochia. In diesen Städten gab es eine intellektuell interessierte Oberschicht und einen weltlichen Klerus, die zusammen ein Gegengewicht zum Mönchtum bildeten. In Jerusalem, dem Sitz des fünften Patriarchen, waren diese Bevölkerungsgruppen ohne große Bedeutung; der Jerusalemer Patriarch war deshalb stark vom Wohlwollen der führenden Mönche abhängig: „In der ersten Hälfte des 6. Jahrhunderts bestimmten daher nicht der Patriarch und die Bischöfe, sondern die Mönche die Politik der Kirche von Palästina.“
Kaiser Justinian stellte sich als Stellvertreter Gottes auf Erden dar, der in einer Zeit der Rechtsunsicherheit Traditionen aufnehmen und neues Recht setzen konnte. Er regulierte das Mönchtum durch Zivilgesetze. Jedes Kloster hatte fortan seinen Vorsteher, der dem Bischof untergeordnet war. Das Kloster war in diesen Grenzen autonom. Für die Judäische Wüste bestimmte er je einen Aufseher (Archimandriten) der Koinobiten und der Einsiedler. Obwohl Justinian das Einsiedlerleben nicht verbot, war er besonders an den Koinobien interessiert, denen sich seine Gesetzgebung auch detaillierter zuwandte. Er forderte eine strenge Trennung von Mönchen und Nonnen, indem er Doppelklöstern verbot, ein Leben in Armut, durch die Klostermauer klar getrennt von der Außenwelt; ein gemeinsamer Schlafsaal sollte die gegenseitige Kontrolle der Mönche bzw. Nonnen verstärken. Für die Klöster Palästinas wurde untersucht, wie weit ihre Anlage den Vorgaben Justinians entsprach. Der archäologische Befund ist uneindeutig: Umfassungsmauern waren schon vor Justinian üblich, und Einzelzellen wurden trotz Justinian gegenüber Schlafsälen bevorzugt. Das Beispiel Khirbet ed-Deir zeigt die Schwierigkeit, langgestreckte Räume als Dormitorien zu identifizieren, wenn dies nicht durch andere Elemente wie Lehmbetten und Ablagenischen gestützt wird. Prokopios von Caesarea zufolge ließ Justinian zehn Klöster in Jerusalem und Umgebung restaurieren.
Die Vorgeschichte der Origenistischen Streitigkeiten, die in der Regierungszeit Justinians zur postumen Verurteilung des Origenes führten, fand im palästinischen Mönchtum statt. Sabas wurde nämlich von einem Teil seiner Mönche, die ein anderes asketisches Ideal vertraten, nicht anerkannt und zweimal ins Exil gezwungen. Diese Gruppe verließ um 507 die Lawra des Sabas und gründete ihre eigene, die Neue Lawra. Kyrillos von Skythopolis zufolge war es dann aber wieder der gütige Sabas, der zu ihnen hinausging, ihnen beim Aufbau half und die Neue Lawra seinem Klosterverband eingliederte. In der Neuen Lawra sollten seit 514 Origenisten gelebt haben, die im Verborgenen ihren abweichenden Überzeugungen anhingen – von denen Sabas seinem Hagiographen zufolge allerdings wusste, denn als er hochbetagt um 530 den Kaiserhof in Konstantinopel besuchte, forderte er Justinian auf, für die Orthodoxie einzutreten und gegen die origenistische Häresie vorzugehen. Eigentlich war das ein lokaler Konflikt in der Zuständigkeit des Patriarchen von Jerusalem; Sabas brachte ihn auf die Bühne des Reichs. Der Nachfolger des Sabas, Gelasius, war ein erklärter Gegner des Origenismus und wies einige Mönche aus der Großen Lawra aus, die sich mit den Origenisten aus der Neuen Lawra zusammentaten und versuchten, die Kontrolle über die Sabasklöster zu übernehmen, auch indem sie die Landbevölkerung mobilisierten. Beide Parteien wandten sich an Petros, den Patriarchen von Jerusalem, und Ephraem, den Patriarchen von Antiochia. Da Ephraem die Origenisten mit dem Anathema belegte, setzten sie Petros unter Druck, Ephraem aus den Jerusalemer Diptychen zu streichen, d. h. die Kirchengemeinschaft mit ihm aufzuheben. Petros rief nun den Kaiser an. Er ließ offenbar auch eine Anklageschrift von antiorigenistischen palästinischen Mönchen verfassen. Diese Anklageschrift war eine Fundgrube für Justinian bzw. seine Mitarbeiter, die kurzfristig einen Traktat zur Widerlegung des Origenes erstellten. Er mündete in neun Verurteilungen origenistischer Lehren:
Kraft kaiserlicher Autorität setzte Justinian durch, dass seine theologischen Ausführungen und die neun Verurteilungen des Origenes 543 von jedem Patriarchen und jedem Bischof unterschrieben wurden. In Jerusalem trat die erwartete Befriedung des Konflikts nicht ein, im Gegenteil: Bei Straßenkämpfen bewaffneter Mönchsgruppen gab es Todesopfer. Laut Kyrillos spalteten sich die Origenisten. Die Gemäßigten verbündeten sich demnach mit dem antiorigenistischen Vorsteher der Großen Lawra. Letzterer erhielt eine Audienz bei Justinian und trug vor, dass die radikalen Origenisten die Installation des Makarios als neuen Patriarchen von Jerusalem durchgesetzt hätten. Nun herrsche „Krieg“ auf den Straßen Jerusalems. Die Mönchsdelegation schlug Eustochios als neuen Jerusalemer Patriarchen vor. Dieses Szenario veranlasste Justinian zum Eingreifen: auf einer Vorbereitungssynode des Zweiten Konzils von Konstantinopel (553) ließ er die radikalen Origenisten verurteilen. Die origenistischen Mönche in Palästina erkannten die Verurteilung nicht an. Eustochios, der neue Jerusalemer Patriarch, versuchte einen Dialog mit ihnen, drang aber nicht durch. Daraufhin ließ er die origenistischen Mönche vom Militär aus der Neuen Lawra vertreiben und siedelte orthodoxe Mönche dort an.

## Frühislamische Zeit (634–1099)

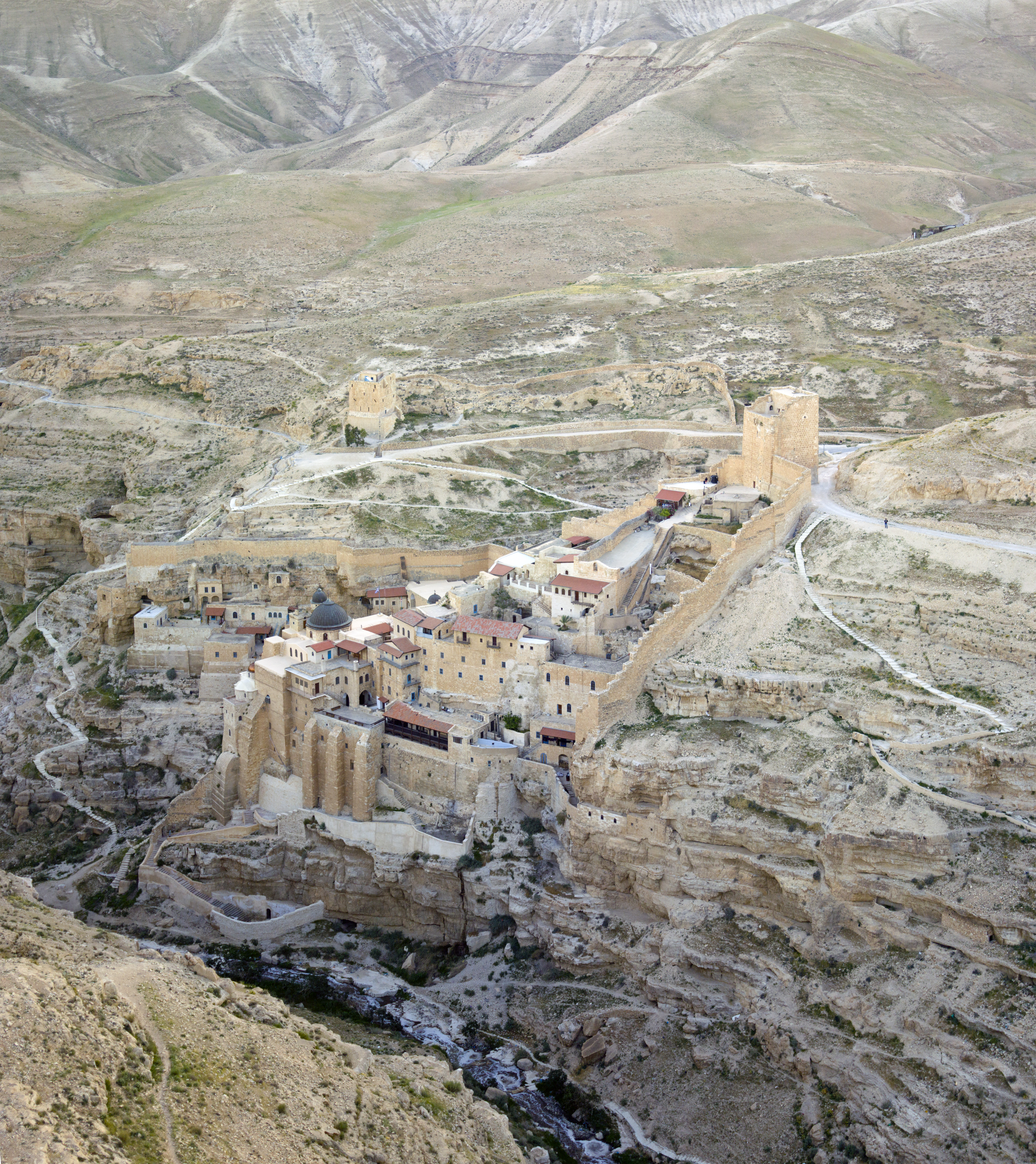
Sabaskloster

Im Jahr 614 eroberten die Perser Jerusalem und blieben bis 627. Die literarischen Quellen schildern Greueltaten an der christlichen Bevölkerung und Zerstörungen von Kirchen und Klöstern. Mehrere Jerusalemer Massengräber deuten darauf hin, dass es zahlreiche Todesopfer in der Bevölkerung gab. Der archäologische Befund zeigt, dass die zerstörten Gebäude nicht längere Zeit Ruinen blieben. Es scheint deshalb, dass Kirchen und Klöster nach den Zerstörungen von 614 nicht aufgegeben, sondern restauriert und kontinuierlich weiter genutzt wurden. Byzanz konnte kurzzeitig noch einmal seine Kontrolle in der Region etablieren, aber 634 kam Palästina unter islamische Herrschaft.
„Die Muster des monastischen Lebens, die in der Spätantike Gestalt angenommen hatten, bestanden in der frühislamischen Zeit weiter, aber die Trennung von Byzanz und vom Westen forderte ihren Preis. Die großen Reservoirs der Rekrutierung schwanden dahin, und die monastischen Gemeinschaften der Region durchliefen einen Prozess der Kontraktion, der allmählichen Verlagerung kleiner Gemeinschaften und interner Abwanderung von Mönchen in die großen Klöster. Gleichzeitig wandelte sich der kosmopolitische Charakter der spätantiken Klöster zu homogeneren, meist arabisierten lokalen Klostergemeinschaften.“ Ihre Novizen stammten nämlich aus Palästina, Transjordanien und Damaskus.
Die Quellen sind in der frühislamischen Zeit für die Klöster der Judäischen Wüste am ergiebigsten, wodurch sich ein etwas verzerrtes Bild ergibt. Die Alte Lawra des Chariton, das Euthymioskloster, das Theodosioskloster, das Sabaskloster, Choziba, Kastellion und die Höhle des Sabas bestanden demnach weiter, ebenso die Koinobien des Theoktistos, Kalamon und Gerasimos. Neugründungen sind nicht dokumentiert. Obwohl die Beziehungen zu benachbarten arabischen Stämmen teils angespannt waren, erlitten die Klöster kaum Schäden und florierten in der frühislamischen Zeit. Das ging so weit, dass sie als Beschützer der palästinischen christlichen Bevölkerung auftraten. Bischöfe und Patriarchen wurden aus den Reihen dieser Wüstenmönche rekrutiert; ihre Niederlassungen waren Zentren der Gelehrsamkeit – was sie in der Spätantike nicht gewesen waren. Die Wüstenmönche übersetzten vor allem christliche Literatur ins Arabische und Georgische, schufen aber auch neue Werke. Die Beziehungen zum Kaiserhof in Konstantinopel und zur chalcedonensischen Bevölkerung in Byzanz waren gekappt; nichtsdestoweniger blieben die Klöster in der Judäischen Wüste, stets angeführt vom Sabaskloster, ein Bollwerk der chalcedonensischen Orthodoxie – in eigener Wahrnehmung ebenbürtig mit Jerusalem.
Nachdem Karl der Große Beziehungen zum Kalifat der Abbassiden aufgenommen hatte, gab es in Jerusalem auch wieder eine Präsenz der Lateiner: ein Nonnenkonvent und ein Pilgerhospiz nahe der Grabeskirche sowie ein Benediktinerkloster auf dem Ölberg. Die Mönche stammten wahrscheinlich von der Reichenau und aus St. Gallen. Dass in den Klöstern der Lateiner das Glaubensbekenntnis mit dem Filioque rezitiert wurde, führte zum Konflikt mit benachbarten orthodoxen Klöstern. Johannes, ein Mönch des Sabasklosters, brandmarkte die Lateiner in Jerusalem als Häretiker. Am Weihnachtstag des Jahres 807 versuchten die Griechen, die Lateiner aus der Bethlehemer Geburtskirche zu vertreiben. Die Lateiner appellierten an Papst Leo III., der zusammen mit dem Jerusalemer Patriarchen Thomas versuchte, den Streit zu schlichten. Um das Jahr 808 wurde das Commemoratorium de casis Dei verfasst, ein für Karl den Großen bestimmtes Memorandum über den Zustand der Kirchen und Klöster im Heiligen Land. Demnach lebten in den Wüstenklöstern rund 500 Mönche, darunter 70 im Theodosioskloster und 30 im Euthymioskloster.

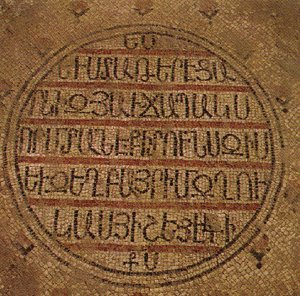
Mosaikfußboden mit armenischer Inschrift, Musrara, 2. Hälfte 7. Jahrhundert

Ein Aspekt der Religionspolitik der frühislamischen Herrscher war es, das nichtchalcedonensische Mönchtum in Palästina, besonders in Jerusalem, anzusiedeln. Die Kaukasier (Armenier und Georgier) in Jerusalem und Umgebung sind seit dem 5. Jahrhundert bis in frühislamische Zeit vor allem durch Inschriften nachgewiesen; ihre Kirchen- und Klosterbauten zeigen keinen Einfluss der eigenen Architektur und wurden von einheimischen Bauleuten ausgeführt. Auch die Mosaikfußböden und die Beisetzungen entsprechen ganz dem in Palästina Üblichen. Armenische Klosterkomplexe wurden auf der Kuppe des Ölbergs, in Musrara und auf dem Skopusberg nachgewiesen. Hier gibt es griechische Inschriften Seite an Seite mit armenischen. Die Interpretation dieses Befunds ist strittig – möglicherweise lebten in diesen Klöstern miaphysitische Armenier mit chalcedonensischen Griechen zusammen, und die dogmatischen Differenzen spielten vor Ort keine Rolle. Oder die griechischen Inschriften stammten von Armeniern, deren Umgangssprache das Griechische war. Die archäologische Stätte Khirbet el-Masas (Tel Masos) im nördlichen Negev wird als nestorianisches Kloster interpretiert.

## Königreich Jerusalem (1099–1291)
Die Kreuzfahrerherrschaft etablierte ein Zweiklassensystem: Der fränkischen Oberschicht stand die einheimische Bevölkerung gegenüber. Die Gesetzbücher des Königreichs Jerusalem differenzierten dann nochmals zwischen den Christen, die dem „Gesetz Roms“ nicht folgten, und den Nichtchristen. Während die nichtchalcedonensischen Christen zunächst als Häretiker klassifiziert wurden, galten die Griechisch-Orthodoxen als Teil der einen Christenheit. Die Lateiner doppelten die vorgefundenen kirchlichen Strukturen der Griechisch-Orthodoxen und ernannten lateinische Patriarchen und Bischöfe. Sie brachten die ihnen vertraute Unterteilung des Mönchtums in Orden mit, die im orthodoxen und orientalischen Mönchtum nicht üblich war. (Nach katholischem Kirchenrecht sind Angehörige von Bettelorden keine Nonnen und Mönche, in einer Geschichte des Mönchtums werden diese Orden mit erfasst, die geistlichen Ritterorden dagegen nicht.)

### Lateinisches Mönchtum

#### Augustiner-Chorherren
Nachdem die Kreuzfahrer Jerusalem im Jahr 1099 erobert hatten, ergriffen sie von der Grabeskirche, dem höchsten christlichen Heiligtum, Besitz. Der griechisch-orthodoxe Patriarch, Symeon II., hatte sich bereits vor Beginn des Kreuzzugs ins damals byzantinische Zypern zurückgezogen. Obwohl orthodoxe und nichtchalcedonensische Christen weiterhin die Grabeskirche besuchen konnten, ging der Gottesdienst zunächst vollständig in die Hände der Lateiner über. Die Säkularkanoniker des Heiligen Grabes bezogen Privathäuser in Nachbarschaft der Grabeskirche und lebten von ihren Pfründen; mit Glockengeläut wurden sie zusammengerufen, um in der Grabeskirche das Stundengebet zu feiern. Arnulf von Chocques als Lateinischer Patriarch von Jerusalem verpflichtete sie 1114 auf die Augustinusregel, was trotz Widerständen unter den Betroffenen durchgesetzt wurde. Nicht mehr der individuelle Kanoniker, sondern der Konvent wurde so zum Empfänger diverser Zuwendungen. Er erhielt durch Schenkungen umfangreichen Landbesitz in Westeuropa (Apulien, Provence, Languedoc, Aquitanien und Spanien). Die Neuanlage des Chorherrenklosters erforderte eine Umgestaltung des Bauplans der Grabeskirche. Über der Helenakapelle wurde nun ein großes Geviert mit Dormitorium und Refektorium erbaut. Damit war der ursprüngliche Zugang zur Grabeskirche von der Ostseite freilich versperrt. An seiner Stelle wurde ein Zugang von der Südseite her neu geschaffen und mit einer repräsentativen Fassade aufgewertet.
Die Chorherren vom Heiligen Grab hatten zusammen mit dem Patriarchen eine Hauptrolle in der Liturgie des Heiligen Grabes, die nach dem lateinischen Ritus zelebriert wurde. Diese Liturgie wurde in der Frühzeit der Lateinerherrschaft entwickelt; ihre Hauptbestandteile lassen sich nach Nordfrankreich zurückverfolgen. Dem Konvent stand ein Prior vor, während die anderen Jerusalemer Chorherrenstifte von einem Abt geleitet wurden; nichtsdestoweniger hatte der Prior des Chorherrenstifts vom Heiligen Grab einen höheren Rang als sie und vertrat beispielsweise den Jerusalemer Patriarchen in der Liturgie des Heiligen Grabes. Wegen seines großen Reichtums war das Stift verpflichtet, der Krone 500 Kriegsknechte zu stellen, fast ein Zehntel des gesamten Aufgebots an Bewaffneten, das dem König von Jerusalem zur Verfügung stand.
Nach der Niederlage der Kreuzfahrer in der Schlacht bei Hattin 1187 eroberte Saladin Jerusalem nach kurzer Belagerung. Er gestattete dem Patriarchen und den Chorherren, die Stadt zu verlassen. Sie zogen sich nach Tripolis zurück, wo die Chorherren ein Priorat besaßen. Nachdem der lateinische Patriarch seine Residenz nach Akkon verlegt hatte, war es die Aufgabe der Chorherren, das Stundengebet in seiner Kathedralkirche zu feiern. „Es ist unbekannt, ob Chorherren des Heiligen Grabes bei der Plünderung von Akkon [durch die Mamluken (1291)] entkamen. Falls ja, hätten sie sich zu einem der Priorate, die ihr Orden im Westen hatte, begeben.“
Weitere Klöster der Augustiner-Chorherren befanden sich in Jerusalem am Felsendom, auf dem Zionsberg und auf dem Ölberg.

#### Prämonstratenser
König Balduin II. bot dem Zisterzienserorden einen Klosterbau auf dem strategisch wichtigen Hügel Montjoie nordwestlich von Jerusalem an. Bernhard von Clairvaux lehnte eine Niederlassung seines Ordens in den Kreuzfahrerstaaten ab und reichte das königliche Angebot an Hugo, den Abt von Prémontré, weiter. Mit Zustimmung König Fulkos ließen sich Prämonstratenser auf dem Montjoie nieder; die Abtei St. Samuel wird in den Quellen erstmals im Jahr 1156 erwähnt. Nach der Niederlage der Kreuzfahrer bei Hattin 1187 blieben die Prämonstratenser noch einige Wochen auf dem Montjoie, denn sie nahmen die Garnison von Mirabel auf, die sich Saladin ergeben und freien Abzug erhalten hatte. Im Herbst des Jahres rückte Saladin auf Jerusalem vor und nahm den Montjoie ein; die Prämonstratenser hatten sich wahrscheinlich in die Stadt zurückgezogen und verließen Jerusalem mit dem übrigen lateinischen Klerus Anfang Oktober. Nur kurzzeitig bestanden Mitte des 12. Jahrhunderts die beiden Prämonstratenserabteien St. Habakuk in Cancie (Kafr Jinnis) und St. Joseph von Arimathäa in Rantis (bei Lydda); sie wurden von al-Adil im Sommer 1187 eingenommen. Als letztes Prämonstratenserkloster im Königreich Jerusalem bestand die Abtei St. Samuel in Akkon bis 1291.

#### Benediktiner
Vor dem Beginn des Ersten Kreuzzugs waren die Lateiner in Jerusalem bereits durch das Benediktinerkloster S. Maria Latina mit dem benachbarten Johannes-Hospital und dem abhängigen Kloster S. Maria Magdalena präsent. Diese Benediktiner hatten keinen Landbesitz, sondern lebten von Spenden, die in Amalfi gesammelt und einmal jährlich überbracht wurden. Die Eroberung 1099 überstanden Klöster und Hospital unversehrt. Zu Beginn der Lateinerherrschaft wurden das Hospital und das Kloster S. Maria Magdalena (nun bezeichnet als S. Maria Grandis) organisatorisch unabhängig; letzteres wurde von einem Nonnenkonvent bezogen. Die Könige von Jerusalem statteten den Konvent von S. Maria Latina mit Privilegien aus; der jeweilige Abt hielt sich am Hof des Königs und des Patriarchen auf. S. Maria Latina erwarb große Ländereien in Sizilien, Kalabrien und den Kreuzfahrerstaaten. Der Besitz dieser Benediktinerabtei wird etwa gleich groß wie jener des Chorherrenstifts Templum Domini und des Chorherrenstifts auf dem Berg Sion geschätzt; alle drei hatten die Verpflichtung, der Krone im Kriegsfall ein militärisches Kontingent zu stellen.

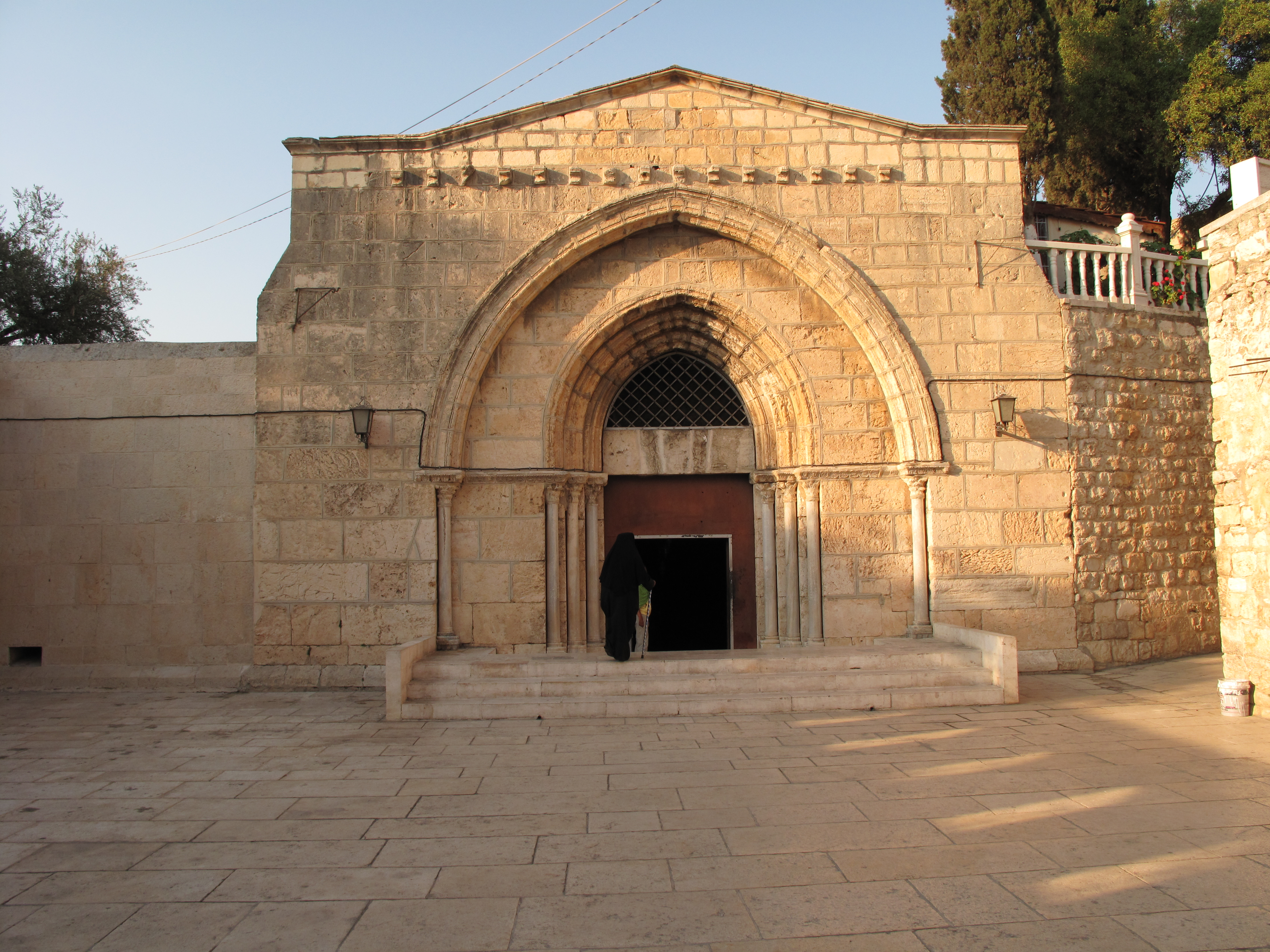
Mariengrab im Kidrontal (S. Maria in valle Josaphat)

Im Kidrontal außerhalb der Mauern von Jerusalem, dem von den Kreuzfahrern so genannten Tal Josaphat, befand sich seit byzantinischer Zeit ein Marienheiligtum. Hier wurde Marias Tod und ihre leibliche Aufnahme in den Himmel lokalisiert. Gottfried von Bouillon hatte sich als Heerführer auf dem Ersten Kreuzzug von lothringischen Benediktinern begleiten lassen, die für ihn täglich das Stundengebet feierten. Ihnen übertrug er 1099 das Marienheiligtum, das damit zum wichtigsten marianischen Pilgerziel im Königreich Jerusalem wurde. Da es hier bislang kein Kloster gab, musste es neu gebaut werden – mit Befestigungen zum Schutz gegen Plünderer sowie mit einem Hospiz und reichlich Platz für die erwarteten Pilgerströme. Ein besonders kostbares Privileg der Benediktiner vom Tal Josaphat war das Recht, in ihrer Kirche Beisetzungen vornehmen zu dürfen: angesichts der lebhaften Marienfrömmigkeit des 12. Jahrhunderts war abzusehen, dass die Möglichkeit, neben dem Mariengrab beerdigt zu werden, reiche Spender anziehen würde. Außerdem hatten die Benediktiner vom Tal Josaphat die Aufsicht über den Garten Gethsemane, wo sich ein Oratorium befand, machten also auch der zeitgenössischen Passionsfrömmigkeit ein Angebot. Der Landbesitz in den Kreuzfahrerstaaten und in Lateineuropa wuchs stetig. Die Benediktiner vom Tal Josaphat hatten wichtige Aufgaben bei liturgischen Begehungen in Jerusalem. Abgesehen davon sah man sie kaum außerhalb ihrer Klostermauern; an den Höfen des Königs und des Patriarchen verkehrten sie nicht: S. Maria in valle Josaphat war offensichtlich ein Kloster mit sehr strenger Auslegung der Benediktsregel.

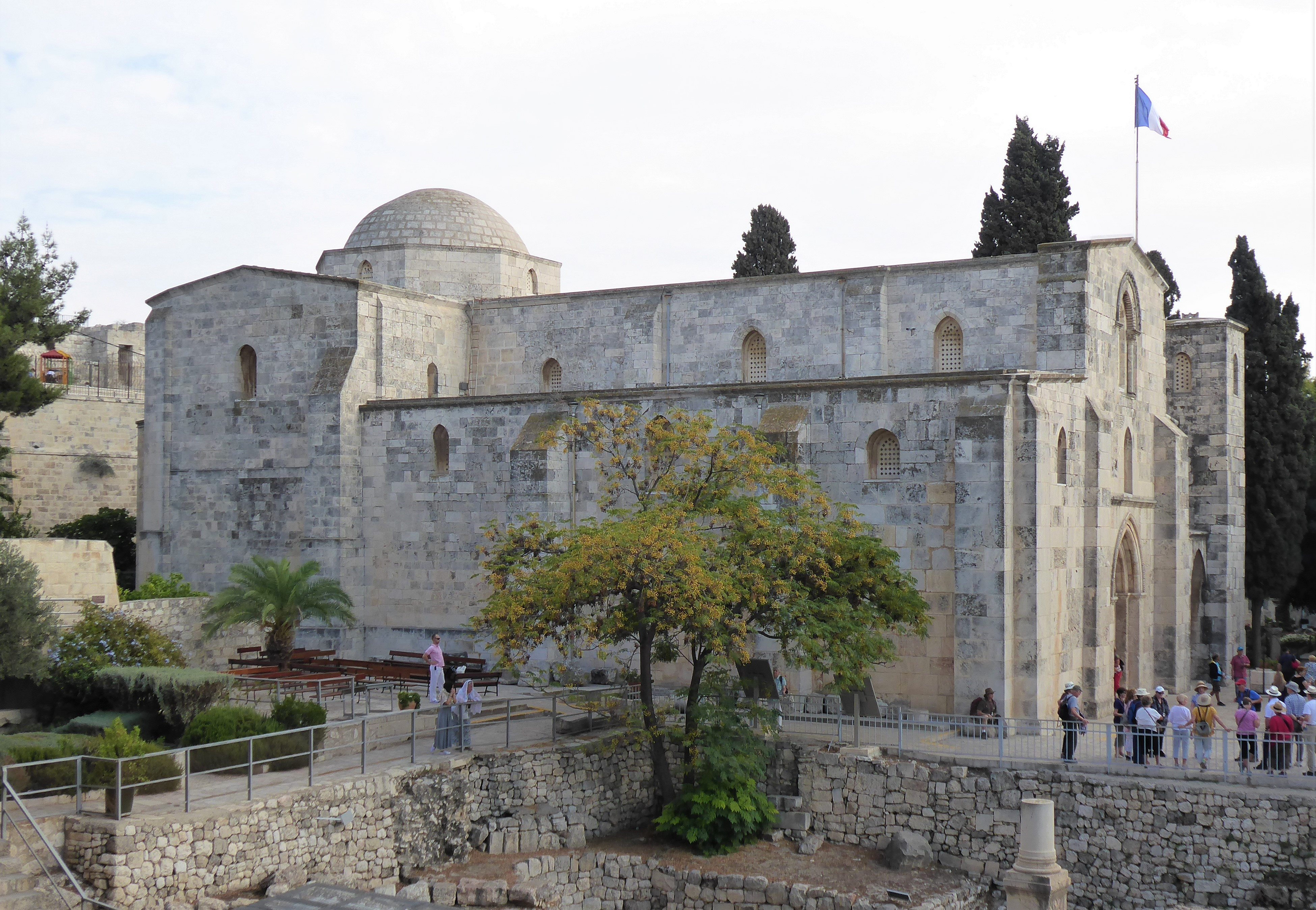
Annenkirche

Bei der Ankunft der Kreuzfahrer lag die Kirche am Jerusalemer Teich Bethesda in Trümmern; hier wurde das Haus von Marias Eltern Joachim und Anna verehrt. Es scheint, dass die Lateiner an dieser Lokaltradition nicht interessiert waren (der Kult um Marias Eltern blühte im Westen erst später auf) und orthodoxen Christen den Wiederaufbau gestatteten, die hier einen bescheidenen Nonnenkonvent einrichteten. Als König Balduin I. sich aus unbekannten Gründen seiner armenischen Frau entledigen wollte, brachte er sie in diesem Konvent unter, gestattete ihr aber, nach Konstantinopel zu reisen, um für den Konvent Spenden zu sammeln. Sie kehrte nicht zurück. Etwas später zogen anstelle der orthodoxen Nonnen Benediktinerinnen in das Kloster ein, das nun allmählich auch königliche Förderung fand, besonders seit Yveta, die jüngste Tochter Balduins II., hier als Oblatin aufgenommen wurde. Die königliche Patronage ermöglichte den um 1161 abgeschlossenen Neubau der Annenkirche. Nennenswerten Landbesitz hatte das Annenkloster nicht, aber eine Inschrift im Suq von Jerusalem deutet darauf hin, dass dem Konvent Marktabgaben zustanden. Die Nonnen verließen Jerusalem, als die Stadt von Saladin eingenommen wurde, und bezogen einen Konvent in Akko, wo sie sich mit sparsamem Wirtschaften bis zum Fall der Stadt 1291 hielten. Saladin wandelte das Annenkloster in eine Madrasa um; die Klostergebäude, unter anderem die 14 Zellen des Dormitoriums, waren noch bis ins 18. Jahrhundert vorhanden.
Weitere Benediktinerklöster befanden sich auf dem Berg Tabor, in Palmaria („Palmenhain“) am See Genezareth und auf dem Mont Gisard bei Ibelin. Ein weiteres Nonnenkloster, das von Königin Melisende reich ausgestattet wurde, befand sich in Bethanien östlich von Jerusalem.

#### Bettelorden

##### Karmeliten

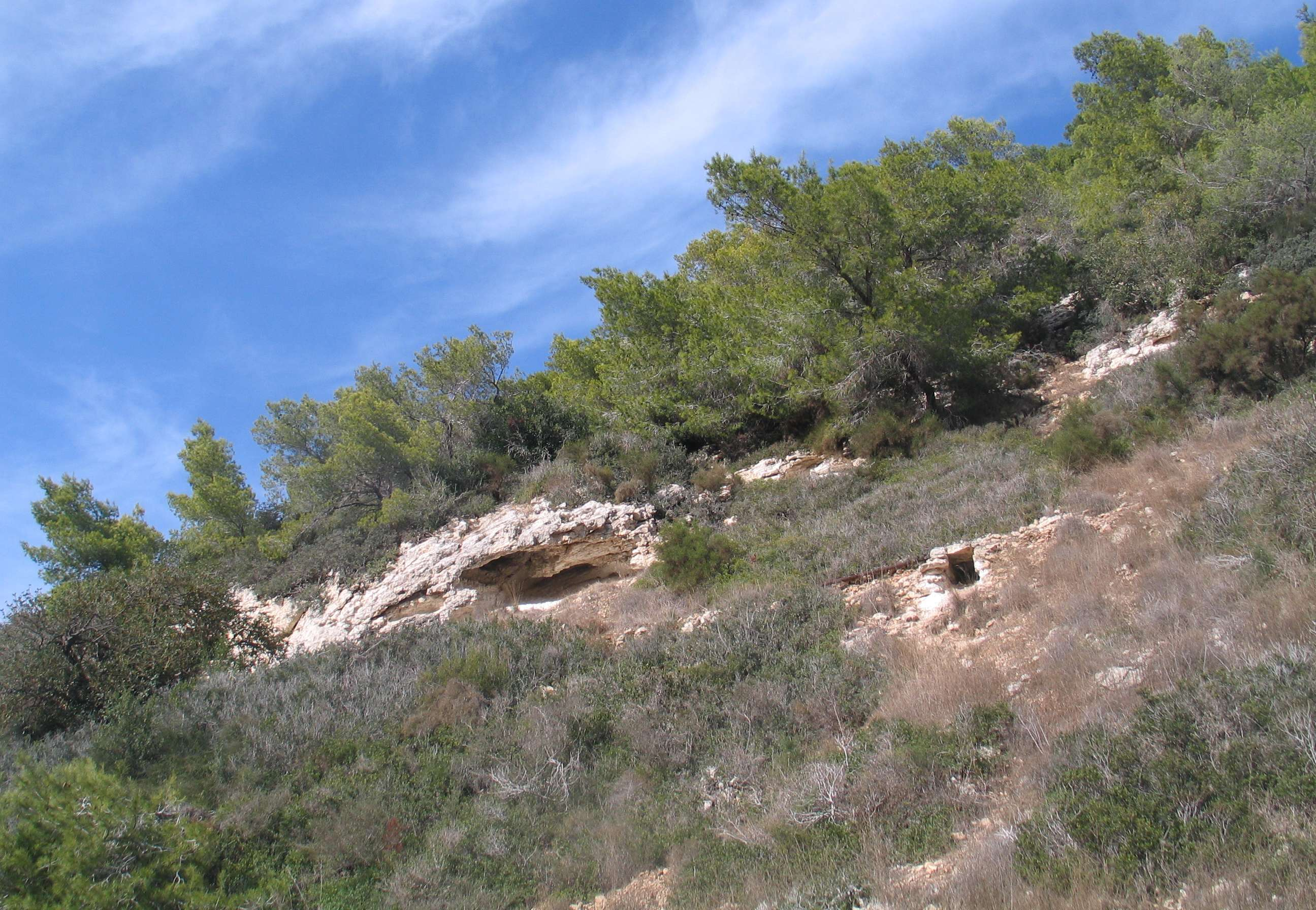
Wadi ʿain as-Siah im Karmelgebirge

Abgesehen von den geistlichen Ritterorden, war der Karmelitenorden die einzige Neugründung eines Ordens im Kontext der Kreuzzugsbewegung. Bei der Eliasgrotte im Karmelgebirge hatte sich in den 1170er/1180er Jahren eine Gruppe von wahrscheinlich orthodoxen Eremiten angesiedelt, die in Reisebeschreibungen erwähnt wurden. Nachdem Akkon und Haifa im Dritten Kreuzzug an das Königreich Jerusalem gefallen waren, erfährt man wieder von Eremiten bei der Eliasgrotte – und diesmal sind es Lateiner. Etwa gleichzeitig ließen sich Eremiten im nahegelegenen Wadi ʿain as-Siah an einer Quelle nieder. Albert von Vercelli, der Patriarch von Jerusalem, verfasste in seiner Amtszeit (1205–1214) für diese Gruppe eine Regel. Die Eremiten bezogen demnach einzelne Zellen und waren eine besitzlose, von einem Prior geleitete Büßergemeinschaft. Die Gebildeten feierten das Stundengebet im Oratorium, während die Ungebildeten eine festgesetzte Zahl von Vaterunsern rezitierten. Man aß gemeinsam im Refektorium und ernährte sich von Handarbeit, möglicherweise Landwirtschaft. Betteln war, falls nötig, erlaubt. Das Leben in einzelnen Eremitenzellen erinnert an den Kartäuserorden, doch wurden in Süditalien mehrere ähnliche Eremitengemeinschaften gegründet. Die konkrete Gestalt der Zellen im Wadi ʿain as-Siah, die auch archäologisch untersucht wurden, verdankt sich möglicherweise dem Vorbild der Lawren in der Judäischen Wüste. Die Ordensregel erhielt die päpstliche Bestätigung 1226 und 1229. In den 1240er Jahren wurde das Leben im Karmelgebirge unsicher, und die Karmeliten gründeten Niederlassungen in Lateineuropa, wozu sie 1247 die päpstliche Erlaubnis erhielten. In den 1260er Jahren wurden die Eremitenzellen im Wadi ʿain as-Siah noch einmal instandgesetzt. Weil das Leben in ländlicher Abgeschiedenheit zunehmend gefährlicher wurde, gründeten die Karmeliten in den Kreuzfahrerstaaten städtische Niederlassungen. Die Anfänge des Ordens wurden in den Schriften späterer Karmeliten erheblich überblendet. Hatte der Orden in den 1240er Jahren eine starke marianische Prägung erhalten, so kam nach dem Verlassen des Heiligen Landes rückblickend die Bezugnahme auf den biblischen Propheten Elija hinzu, in dessen Tradition sich die Karmeliten stellten.

##### Franziskanische Orden
Nachdem das vierte Laterankonzil, das im Jahr 1215 mit der Zielsetzung „ad recuperationem terrae sanctae et reformationem universae ecclesiae“, ‚zur Wiedergewinnung des heiligen Landes und zur Erneuerung der gesamten Kirche‘ zusammentrat, zum Kreuzzug zur Rückeroberung Jerusalems aufgerufen hatte, fasste das Ordenskapitel der Franziskaner 1217 in Portiuncula den Beschluss, neben Gründungsversuchen in Deutschland, Spanien, Ungarn und Frankreich auch Brüder in den Orient zu entsenden, um dort das Evangelium zu verkünden. Angesichts der raschen Ausbreitung des 1209 gegründeten Ordens begann das Kapitel zugleich mit der Einrichtung fester Ordensprovinzen, darunter auch eine Missionsprovinz Oltre Mare (italienisch: „Jenseits des Meeres“), auch Provinz Syrien genannt, die die Gebiete an der südöstlichen Küste des Mittelmeers von Ägypten bis Griechenland umfasste. Deren Untergliederung, die Kustodie des Heiligen Landes, wurde 1571 als Kustodie im Range einer Ordensprovinz direkt der Leitung des Gesamtordens unterstellt, nachdem die Provinz Oltre Mare erloschen war. Als solche besteht die Kustodie bis heute.
Franz von Assisi, der Gründer des Ordens, schloss sich dem Kreuzzug von Damiette an und gelangte 1219 nach Damiette in Ägypten, wo er mit seinem Gefährten Bruder Illuminatus zum Sultan al-Melek al-Kamin ging, um ihn vom christlichen Glauben zu überzeugen, allerdings ohne Erfolg. Die Tradition, dass er bei seiner Reise die christlichen heiligen Stätten in Palästina besucht habe, ist historisch wenig belastbar. Franziskus fühlte sich von Gott selbst berufen, „unter“ die Muslime zu gehen und unter ihnen zu leben. Sein Verständnis von Mission stand im Kontrast zur allgemein herrschenden Feindseligkeit der Christen gegen die Muslime und gegen Kraftaufwand und Machtentfaltung. In seiner ersten, nicht „bullierten“ Ordensregel schrieb er 1221:

„Daher soll jeder Bruder, der auf göttliche Eingebung hin unter die Sarazenen und andere Ungläubige gehen will, mit der Erlaubnis seines Ministers und Dieners gehen. … Die Brüder, die dann hinausziehen, können in zweifacher Weise unter ihnen geistlich wandeln. Eine Art besteht darin, dass sie weder zanken noch streiten, sondern um Gottes willen jeder menschlichen Kreatur untertan sind und bekennen, dass sie Christen sind. Die andere Art ist die, dass sie, wenn sie sehen, dass es dem Herrn gefällt, das Wort Gottes verkünden, damit jene an den allmächtigen Gott glauben, den Vater und den Sohn und den Heiligen Geist, … und sich taufen lassen und Christen werden. … Und alle Brüder, wo sie auch sind, sollen beherzigen, dass sie sich unserem Herrn Jesus Christus übergeben und ihm ihre Leiber überlassen haben. Und um seiner Liebe willen müssen sie sich den sichtbaren wie den unsichtbaren Feinden aussetzen; denn der Herr sagt: ‚Wer sein Leben um meinetwillen verliert, wird es retten zum ewigen Leben.‘“

Charakteristisch für die Spiritualität des Franziskus war nach der Darstellung seiner Biographen seine Passionsfrömmigkeit. Er erfuhr seine spirituelle Berufung vor dem Kreuz von San Damiano in Assisi, und sie führte zur Stigmatisation. Eingebettet ist sie in eine Leben-Jesu-Frömmigkeit (Christoformitas, ‚Christusförmigkeit‘) mit den Schwerpunkten Krippe, Kreuz und Eucharistie. Dies entfaltete sich auch in der Spiritualität der franziskanischen Bewegung und ihren Seelsorgeformen und begann beim Dienst an den Schauplätzen des Lebens Jesu.
Bescheidene franziskanische Niederlassungen entstanden in Akkon (bereits 1217 durch Bruder Elias, den ersten Provinzial), Jerusalem (1229), Jaffa, Akkon, Tripolis und Antiochia. Klarissenklöster gab es in Akkon, Tripolis und Antiochia. Die fränkische Oberschicht nahm die Franziskaner kaum zur Kenntnis. Im öffentlichen Leben traten sie nicht in Erscheinung. Das lag auch daran, dass es bereits genügend Weltpriester in den Kreuzfahrerstaaten gab, als Franziskaner dort eintrafen. „Wenn sie, wie es den Anschein hat, hauptsächlich unter den städtischen Armen arbeiteten, wurden ihre Errungenschaften nicht dokumentiert.“
Bei den Eroberungszügen der Muslime kam es immer wieder auch zu Verfolgung und Ermordung von Franziskanern und der Zerstörung von Konventen, so in Jaffa, Antiochia, Safet, Tripolis und Jerusalem. Bei der Einnahme von Akkon 1291 starben vierzehn Franziskaner und mehrere Klarissen.

##### Dominikaner

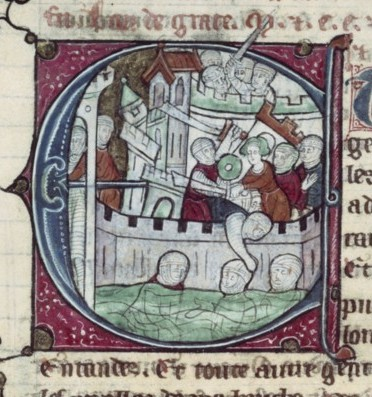
Eroberung von Akkon; Illustration aus: Wilhelm von Tyrus: Livre d’Eracles, dit aussi Estoire d’Oultre-Mer, um 1300 (BnF Fr. 2825, fol. 361 v)

Wie die Franziskaner richteten auch die Dominikaner eine Ordensprovinz im Heiligen Land ein. Durch Vermittlung der Templer, mit denen ein gutes Verhältnis bestand, bezog der Orden ein Haus in der Altstadt von Akkon und nicht wie andere Orden in der Vorstadt Montmusard. In der Kreuzfahrergesellschaft fanden die Dominikaner als Gelehrte ihren Platz, aufgrund ihrer Sprachenkenntnis ließen sie sich zudem in der Diplomatie einsetzen, beispielsweise in Unionsgesprächen mit nichtchalcedonensischen Kirchen. Im Auftrag Ludwigs IX. verhandelte der Arabisch sprechende Dominikaner Yves le Breton 1252 mit den Nizariten über militärische Zusammenarbeit. Wilhelm von Tripolis, ebenfalls Dominikaner aus Akkon, verfasste eine Schrift über den Islam (De statu Saracenorum et de Mahomete pseudopropheta). Auf dem Generalkapitel des Ordens 1277 wurde festgestellt, dass die Provinz des Heiligen Landes drei Häuser in Akkon, Tripolis und Nikosia besaß. Tripolis fiel 1289, Akkon 1291. Der letzte lateinische Patriarch von Jerusalem, Nikolaus von Hanapes, war Dominikaner und Beichtvater Nikolaus’ IV., der ihm den Befehl über eine päpstliche Flotte zur Verteidigung Akkons übertrug. Bei der Evakuierung der Stadt brachte er es nicht über sich, die verzweifelte Bevölkerung zurückzulassen und starb, als ein völlig überladenes Boot sank, das Flüchtende zu einer venezianischen Galeere bringen sollte. Die dreißig Dominikaner des Konvents blieben in Akkon und wurden während des Gebets in ihrer Kirche getötet.

### Orthodoxes (chalcedonensisches) Mönchtum
Der griechisch-orthodoxe Patriarch von Jerusalem Johannes VIII. (1099–1107) verließ das Heilige Land und ging ins Exil nach Konstantinopel, von wo aus er und seine Nachfolger ihren Anspruch auf die Grabeskirche und die anderen christlichen Heiligtümer weiter behaupteten. Der zurückgebliebene orthodoxe Klerus erkannte die Autorität des Lateinischen Patriarchen nach außen hin an, unterstellte sich aber weiter dem griechischen Patriarchen, dessen Name beispielsweise in einem Typikon von 1122 genannt wurde. Das betraf insbesondere die für die Liturgie in der Grabeskirche zuständigen Mönche.
Seit byzantinischer Zeit gab es in Jerusalem mehrere griechisch-orthodoxe Klöster, aber nur vom Theotokos-Kloster der Spoudaioi ist sicher, dass bis 1099 eine Mönchsgemeinschaft darin lebte. Was aus dem Gebäude bei der Einnahme der Stadt durch die Kreuzfahrer wurde, ist unbekannt. Aber die Mönchsgemeinschaft der Spoudaioi scheint weiter bestanden zu haben, denn Anfang des 12. Jahrhunderts nahm sie an den Feiern der Osternacht teil, und im 12. Jahrhundert insgesamt scheint die Liturgie auch nach griechisch-orthodoxem Ritus in der Grabeskirche gefeiert worden zu sein.

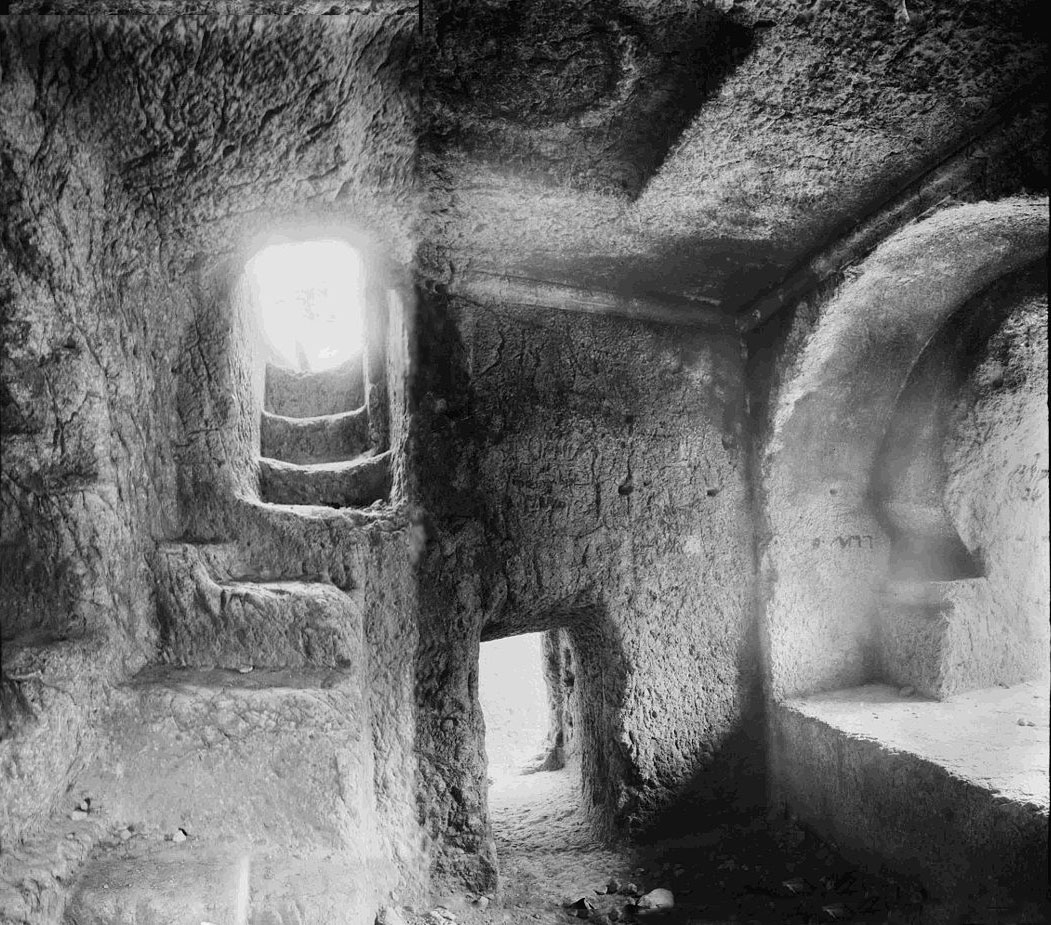
Kreuzfahrerzeitliche Mönchszelle im Inneren einer antiken jüdischen Grabanlage („Abschaloms Grab“) im Kidrontal, vor 1920

Außerdem ist in den Quellen des späten 12. Jahrhundert von mehreren (kaum lokalisierbaren) orthodoxen Klöstern im Nordwesten der Jerusalemer Altstadt die Rede, die es in byzantinischer Zeit nicht gab und deren Anfänge historisch nicht greifbar sind. Nach damaligem Sprachgebrauch konnte auch eine Ansammlung mehrerer Mönchszellen schon als Kloster gelten. Dass orthodoxe Einsiedler in den hellenistischen und frühkaiserzeitlichen Grabanlagen des Kidrontals und am Fuß des Ölbergs lebten, ist durch Berichte lateinischer Pilger gut bezeugt; Godric von Finchale († 1170) suchte sie gezielt auf, um von ihnen im Blick auf sein geplantes Eremitenleben in England zu lernen.
In der Judäischen Wüste bestanden die in frühislamischer Zeit existierenden Klöster weiter, und das Sabaskloster behauptete seine Führungsposition. Literarische und künstlerische Tätigkeit ist für die Kreuzfahrerzeit ebenso bezeugt wie die Aktivität eines Skriptoriums. Im Umland lebten Einsiedler in ihren Zellen, die das Sabaskloster als ihr Zentrum betrachteten. In der orthodoxen Welt war das Kloster ein berühmtes Pilgerziel; es hatte Landbesitz sowohl im Königreich Jerusalem als auch auf Zypern. Eine griechische Neugründung während der Lateinerherrschaft war das Eliaskloster an der Straße nach Bethlehem, das erstmals in den 1160er Jahren in Pilgerberichten erwähnt wird; nach Erdbebenschäden hatte Kaiser Manuel Komnenos die Restaurierung finanziert. Die Mönchsgemeinschaft im Eliaskloster ist bis ins späte 14. Jahrhundert bezeugt.
Das Johannes-Prodromos-Kloster am westlichen Jordanufer war im 5. Jahrhundert für die Bedürfnisse der Pilger errichtet worden, die die nahegelegene Taufstelle Jesu besuchten. Im Jahr 659 durch ein Erdbeben zerstört, wurde es zügig wieder aufgebaut. Es ist eines der wenigen Klöster, die in der Kreuzfahrerzeit von orthodoxen und westlichen Pilgern gleichermaßen besucht wurden. Eine benachbartes Kastell der Templer sicherte es gegen Überfälle.

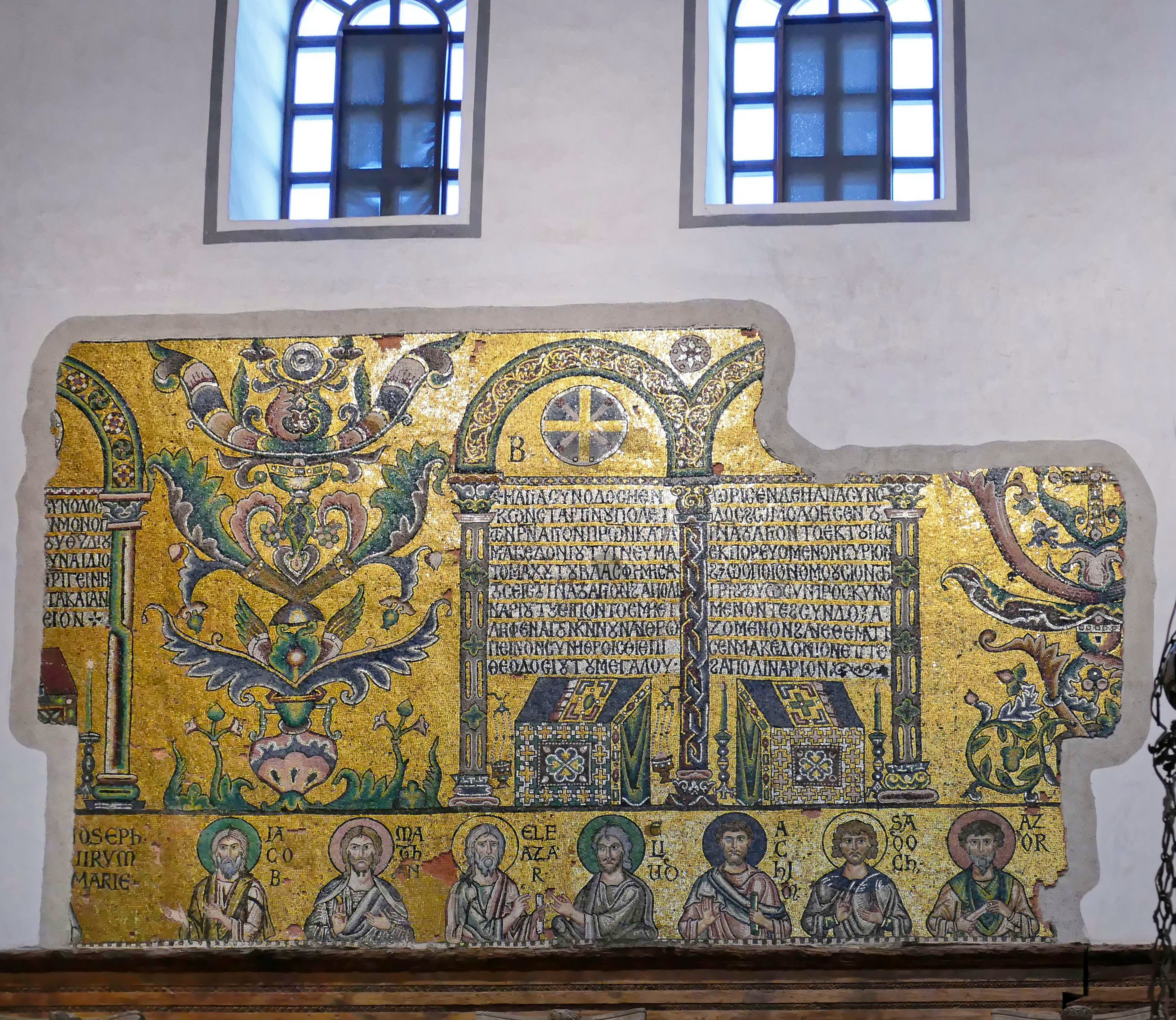
Von Kaiser Manuel I. Komnenos gestiftetes Mosaik in der Geburtskirche mit griechischen und lateinischen Inschriften

In Bethlehem war eine orthodoxe Mönchsgemeinschaft Seite an Seite mit einer Dependance der Augustiner-Chorherren für die Gottesdienste zuständig; Spuren ihres Wirkens sind ein Lektionar von 1167, das im Kolophon die Hagia Kellia von Bethlehem als Empfänger nennt (es wird heute im Katharinenkloster auf dem Sinai aufbewahrt) sowie der Mosaikenzyklus im Kirchenschiff der Geburtskirche. Diese Mosaiken standen für das kirchenpolitische Programm des Kaisers Manuel, der an einem quasi-ökumenischen Austausch mit Lateinern und Miaphysiten interessiert war, sich in den Mosaiken aber zugleich als Wächter der Orthodoxie und Schirmherr der heiligen Stätte darstellen ließ.
Mit dem Tod des Kaisers Manuel 1180 begann der Niedergang des Byzantinischen Reichs, der durch die Plünderung Konstantinopels durch die Teilnehmer des Vierten Kreuzzugs 1204 offensichtlich wurde. Georgien profilierte sich nun unter der Bagratiden-Dynastie, vor allem in der Regierungszeit der Königin Tamar († 1213), als Schutzmacht der Orthodoxen im Heiligen Land; Tamar förderte die georgischen Klöster in Jerusalem und Umgebung.
Auf dem Berg Tabor bestand seit byzantinischer Zeit eine kleine Mönchsgemeinschaft, die einigen Landbesitz hatte und Weinbau betrieb. Vor 1104 musste sie den Benediktinern weichen, allerdings nur gut 200 Meter: dort wurde die kreuzfahrerzeitliche orthodoxe Eliaskirche neu gebaut. Sowohl lateinische als auch griechische Mönche wurden vertrieben oder starben, als Baibars’ Truppen 1263 die Gegend verwüsteten.
Insgesamt gesehen, lebten Lateiner und Orthodoxe in den Kreuzfahrerstaaten nebeneinander her; die Kreuzfahrer praktizierten einen Modus Vivendi mit den orthodoxen Klöstern. In dem Schrifttum der Wüstenmönche erfährt man wenig über die Lateinerherrschaft; zeitlose Themen wie Liturgie, Theologie und Kirchenrecht dominieren. Diese Mönche sprachen meist arabisch, schrieben aber teilweise auch griechisch. In der Zeit des Königreichs Jerusalem erfuhr das griechische Element Verstärkung durch Pilger aus der byzantinischen Welt, die kamen und blieben. Zypern, seit dem Dritten Kreuzzug unter lateinischer Herrschaft, wurde zur Kontaktzone zwischen palästinischem Mönchtum und den zeitgenössischen monastischen Trends im Byzantinischen Reich: einerseits dem asketischen Ideal der Athosmönche, andererseits der Gelehrsamkeit der urbanen Klöster Konstantinopels.

### Nichtchalcedonensisches Mönchtum
Dass die miaphysitische syrische Kirche von den Lateinern als häretisch eingestuft wurde, hatte paradoxerweise zur Folge, dass die Syrer (Jakobiten) im Königreich Jerusalem im Gegensatz zu den Griechen kirchliche Autonomie genossen und sich im Gegenzug loyal zeigten. Das syrische Maria-Magdalenen-Kloster lag im Nordosten Jerusalems, nahe der Stelle, an der die Truppen Gottfrieds von Bouillon 1099 die Stadtmauer durchbrachen. Es erlitt schwere Schäden. Bischof Ignatius II. Hesnūn reorganisierte die syrische Gemeinde in Jerusalem und ordnete an, dass jeder syrische Mönch im Maria-Magdalenen-Kloster leben müsse. Den Wiederaufbau der Klosterkirche übernahm offensichtlich eine Bauhütte der Kreuzfahrer, wie die Ähnlichkeit in Grundriss und Architektur mit der Annenkirche zeigt. Nachdem Saladin Jerusalem 1187 erobert hatte, wandelte er das syrische Kloster in die Madrasa al-Maimūniyya um. Der Vertrag Friedrichs II. mit Al-Kamil 1229 implizierte auch, dass den Syrern ihre Klosteranlage zurückgegeben wurde. Gregorius Bar-Hebraeus schrieb, dass der syrische Patriarch von Antiochia im Jahr 1237 Jerusalem besuchte und im Maria-Magdalenen-Kloster weilte, wo zu dieser Zeit 70 Mönche lebten.
Die miaphysitischen Armenier im Heiligen Land waren während der Lateinerherrschaft eine privilegierte Gruppe innerhalb der einheimischen christlichen Bevölkerung. Armenien zählte nämlich zu den militärischen Verbündeten der Kreuzfahrer. Damit galten die Armenier im Königreich Jerusalem de facto als rechtgläubig, was sich auch in Heiraten zwischen den Eliten zeigte. Der Neubau der Jakobuskathedrale dokumentiert die starke Stellung der Armenier im kreuzfahrerzeitlichen Jerusalem. Erstmals erwähnt ist sie 1165 bei Johannes von Würzburg: „eine große Kirche, … wo armenische Mönche wohnen und dort auch ein großes Hospiz zur Aufnahme von Armen in ihrer Sprache betreiben.“ Außer den Priestermönchen gehörten zeitweise auch Laienbrüder und Nonnen zur armenischen Klostergemeinschaft an der Jakobuskathedrale.

## Mamlukensultanat (1291–1516)

### Lateinisches Mönchtum

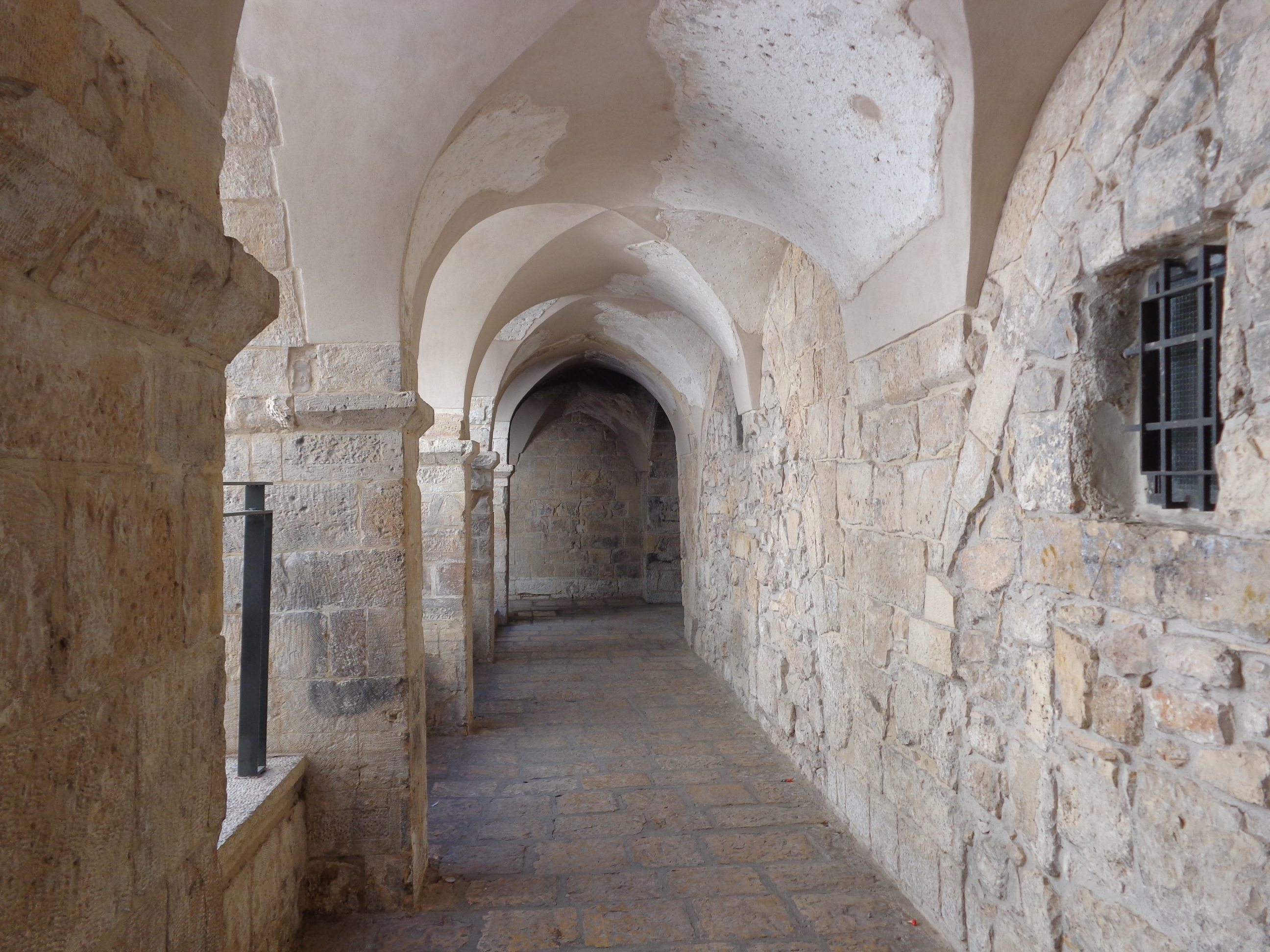
Kreuzgang (1335) des Franziskanerklosters auf dem Zionsberg

Die Franziskaner waren nach der Einnahme von Akkon 1291 nach Zypern ausgewichen, wo sich der Sitz der Ordensprovinz Oltre Mare befand. Sie konnten von dort aus jedoch eine Präsenz in Jerusalem und an anderen heiligen Stätten gewährleisten. Papst Johannes XXII. erlaubte ihnen, jährlich zwei Brüder dorthin zu entsenden. Für die Zeit von 1322 bis 1327 ist bezeugt, dass sie am Heiligen Grab in einer bescheidenen Unterkunft wohnten und einen seelsorglichen Dienst wahrnahmen. 1333 kehrten sie endgültig nach Palästina zurück. Möglich wurde dieser Neuanfang durch eine Vereinbarung des Königs von Neapel, Robert von Anjou, und seiner zweiten Frau Sancha von Mallorca mit Sultan an-Nāsir Muhammad ibn Qalāwūn. Durch Vermittlung des Franziskaners Roger Guérin gewährte ihnen Sultan An-Nasir 1333 das Recht, am Heiligen Grab Gottesdienst zu feiern, und das Nutzungsrecht am Abendmahlssaal. Dort gründeten sie 1335 einen Konvent. In der Vereinbarung mit dem Sultan war niedergelegt, dass die Franziskaner diese Rechte im Namen der christlichen Welt ausüben sollten. Papst Clemens VI. billigte diese Vereinbarungen des neapolitanischen Königshauses und legte 1342 mit den Bullen Nuper charissimae und Gratias agimus Einzelheiten für die Kustodie des Heiligen Landes fest, die spezifische Organisationsform der franziskanischen Niederlassungen dort im Range einer Ordensprovinz. So konnten aus jeder Provinz des Franziskanerordens Brüder ins Heilige Land geschickt werden („fratres ideoneos et devotos de toto ordine“, ‚geeignete und gottesfürchtige Brüder aus dem ganzen Orden‘), und sie unterstanden dort der Jurisdiktion des Guardians des Konvents beim Abendmahlssaal (Coenaculum) auf dem Berg Zion, der gleichzeitig Kustos der Kustodie des Heiligen Landes war. Johanna I., Königin von Neapel, finanzierte den Bau des Konvents für zwölf Brüder beim Abendmahlssaal. Zwanzig Jahre später gründete eine reiche Florentinerin auf dem Zionsberg ein Hospiz für 200 Pilger und Arme, das dem franziskanischen Kustos unterstellt wurde und wo franziskanische Tertiarinnen tätig waren. Seit 1347 waren die Franziskaner endgültig an der Geburtskirche in Betlehem ansässig. Das Ordenskapitel von Lausanne bestimmte 1414, dass nur die besten Brüder in die Konvente im Heiligen Land geschickt werden sollten, da diese Posten besonders exponiert seien und wegen ihrer christlichen Ausrichtung häufig Angriffen ausgesetzt seien.
Der gewaltfreie, kreuzzugskritische Ansatz des Franziskus forderte eine friedliche Mission, die den andersgläubigen Menschen achtete und nicht provozierte. Der Ordenshistoriker Horst von der Bey OFM weist auf den „Zusammenhang von friedlicher Lebenspraxis und missionarischer Wirkung“ im Missionsverständnis des Franziskus hin. Nordafrika und Palästina blieben dabei bis heute primäre Orte franziskanischer Präsenz. Weil dort Bekehrungsversuche bei Todesstrafe verboten waren, taten die Franziskaner gut daran, dem Rat des Franziskus zu folgen: „friedlich unter den Ungläubigen zu leben und ihren Glauben durch ein vorbildlich-christliches Leben zu bezeugen“, so von der Bey. Heribert Holzapfel OFM, ebenfalls Ordenshistoriker, nennt in seinem 1909 erschienenen Handbuch der Geschichte des Franziskanerordens als Hauptaufgaben der Franziskaner die Seelsorge an den in Palästina lebenden Katholiken, dem Unterhalt von Schulen und von Unterkünften für Pilger, besonders aber „die Wiedergewinnung und Erhaltung der heiligen Stätten für das Abendland“. Dies sei „unter unsäglichen Opfern die Jahrhunderte hindurch fortgesetzt“ worden. Insgesamt hätten etwa 2000 Brüder „für den Glauben“ ihr Leben gelassen, mehr als 6000 seien der Pest erlegen.
Der Gedanke, dass ein überall mögliches Nacherleben der Geschehnisse von Jerusalem und Bethlehem die tatsächliche Pilgerfahrt ersetzen kann, führte dazu, dass die Franziskaner und Kapuziner die Verbreitung des Kreuzwegs überall auf der Welt förderten, wo sie tätig waren. Dabei stand nicht ein Nachvollzug des historischen Geschehens im Vordergrund, sondern die geistige Nachfolge Christi auf der Via Dolorosa. Im 14. Jahrhundert fanden in Jerusalem Prozessionen auf dem Leidensweg Christi für Pilger statt. Die Verehrung des Leidensweges Jesu wurde durch die Pilger in ihre Heimatländer gebracht, und die Weiterentwicklung dort in Form von Wallfahrtswegen mit Bildstöcken (Kalvarienberg) sowie Andachtstexten wirkte auf Gestaltung des Schmerzenswegs Jesu in Jerusalem zurück. Die Franziskaner hatten bis ins 20. Jahrhundert das Privileg, neue Kreuzwege an Wallfahrtsorten und in Kirchen zu segnen.

### Orthodoxes (chalcedonensisches) Mönchtum

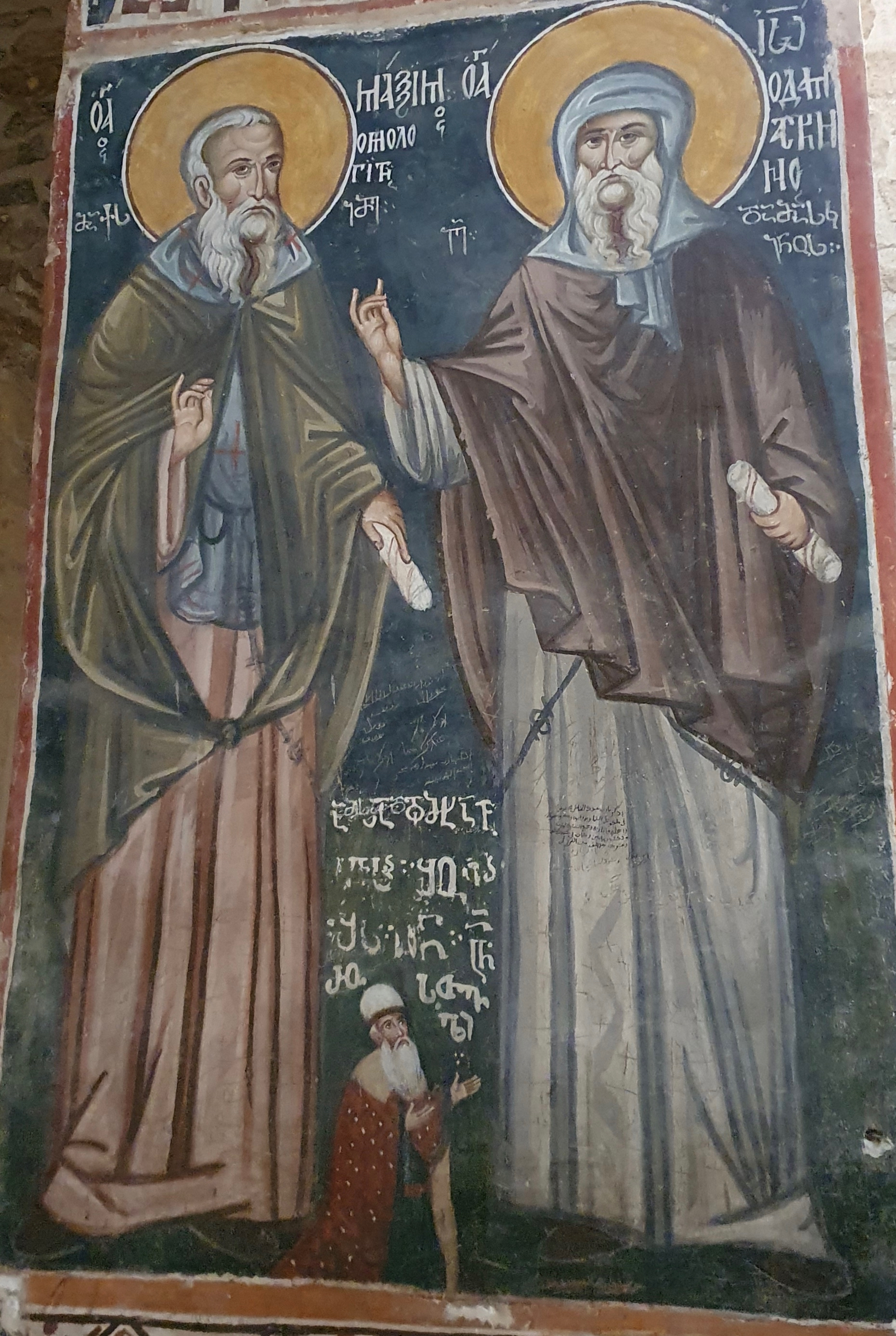
Fresko mit griechischen und georgischen Inschriften im Kreuzkloster: Die Heiligen Maximus Confessor und Johannes von Damaskus, Rustaweli als Beter

Die Mamlukenherrschaft war eine Blütezeit für das georgische Mönchtum in Palästina. Die Seldschuken hatten das kurz vor der Kreuzfahrerzeit erbaute, westlich der Jerusalemer Altstadt gelegene Kreuzkloster zerstört und die Mönche getötet, aber nun wurde die Klosteranlage mit starken Befestigungen wiederaufgebaut. Sie war mit über 300 Zellen für einen großen Konvent ausgelegt und wurde für mehrere Jahrhunderte zum Zentrum des georgischen Lebens im Heiligen Land. Hier verbrachte der Dichter Schota Rustaweli seine letzten Lebensjahre. Da die Georgier seit 607 zur chalcedonensischen Orthodoxie zurückgekehrt waren, kooperierten sie mit den Griechen; da die Mamlukenherrscher teils kaukasischer Herkunft waren, begünstigten sie die Georgier. In Jerusalem wurden ihnen prächtige Prozessionen gestattet, in der Grabeskirche erhielten die georgischen Mönche 1308 die Kontrolle des Golgathafelsens und den Schlüssel zum Heiligen Grab – was auch dem griechischen Patriarchen von Jerusalem zugutekam, der den georgischen Mönchen hierarchisch vorstand. Das Kreuzkloster besaß Niederlassungen in Georgien; in seiner Nachbarschaft lag das Dorf Malha, in dem georgische Bauern die Klosterlandwirtschaft betrieben. Darüber hinaus gab es weitere georgische Klöster in Palästina: das Jakobuskloster, Georgskloster, Nikolauskloster, Salvatorkloster in der Jerusalemer Altstadt und Qarantal bei Jericho.
Im Spätmittelalter stammten die meisten orthodoxen Mönche Palästinas vom Balkan und aus dem Kaukasus. Von dort empfingen sie finanzielle Unterstützung, von dort kamen auch ihre Novizen – Kontakte zur einheimischen christlichen Landbevölkerung gab es wenige. Daher wirkte es sich sehr negativ aus, als die orthodoxen Staaten des östlichen Mittelmeerraums einer nach dem anderen von den Osmanen erobert wurden: Konstantinopel 1453, Serbien 1459, Trapezunt 1461, Bosnien 1463. Da Georgien in mehrere Königreiche und Fürstentümer zerfiel, versiegte auch diese Quelle der Unterstützung. Hinzu kam die Gefahr durch Nomadenstämme, die von der mamlukischen Regierung nicht effektiv beherrscht wurden. Sie waren die eigentlichen Machthaber in der Judäischen Wüste und im Jordantal und forderten von den Mönchen Tribut – was aber auch nur relative Sicherheit vor Angriffen bot. Wenn Mönche ihre Niederlassungen wegen der Nomadengefahr verlassen hatten, setzten sich die Nomaden selbst dort fest und verhinderten eine Rückkehr. Das Sabaskloster hielt sich lange: Reisenden zufolge lebten dort um 1420 dreißig Mönche, aber in den 1480er Jahren waren es nur noch sechs, die mit einer Gruppe nomadischer Araber zusammenwohnten. Kurz danach war auch das Sabaskloster verlassen. Die letzten Mönche zogen sich zum Katharinenkloster auf dem Sinai zurück und nahmen ihre Bücher mit, die in der dortigen Bibliothek erhalten blieben. Seit dem ausgehenden 15. Jahrhunderts sahen sich die Fürsten von Moldau und der Walachei in der Nachfolge Konstantinopels als Beschützer der Orthodoxie im Heiligen Land. Das kam anfangs dem Katharinenkloster zugute, machte sich aber bald auch in der Judäischen Wüste bemerkbar. In Jerusalem gab es das im frühen 14. Jahrhundert von den serbischen Königen gestiftete Erzengel-Kloster; in den 1470er Jahren war es nach einem Seuchenzug unbewohnt. Später wurde es möglicherweise dank der Zuwendungen aus den Donaufürstentümern wiederbesiedelt, und serbische Mönche aus dem Erzengel-Kloster ließen sich um 1504 im Sabaskloster nieder – so eine in der Literatur zum Thema übliche Vermutung. Die spärlichen Quellen erlauben keine größere Sicherheit.

### Nichtchalcedonensisches Mönchtum
Als Gegengewicht zum griechischen Patriarchen förderten die Mamluken nichtchalcedonensische Kirchen in Jerusalem. Davon profitierten die Kopten, die sich in der Kreuzfahrerzeit als loyal erwiesen hatten. Ihr Kloster an der Grabeskirche hatten die Kreuzfahrer für sich beansprucht. Saladin erstattete es 1187 den Kopten zurück; seither trägt es den Namen Sultanskloster (Deir es-Sultan). Die äthiopische Pilgerfahrt ins Heilige Land blühte auf, zumal Saladin diese Pilger 1187 von jeder Besteuerung freistellte.
In den 1470er Jahren erwarb der syrische (jakobitische) Patriarch Ḫalaf das Marienkloster in der Jerusalemer Altstadt von den Kopten – das heutige syrische Markuskloster. Sein Amtsnachfolger Johannes erweiterte den syrischen Besitz durch Zukauf angrenzender Grundstücke.

## Osmanisches Reich (1516–1920)

### Frühe Neuzeit (1516–1800)

#### Lateinisches Mönchtum

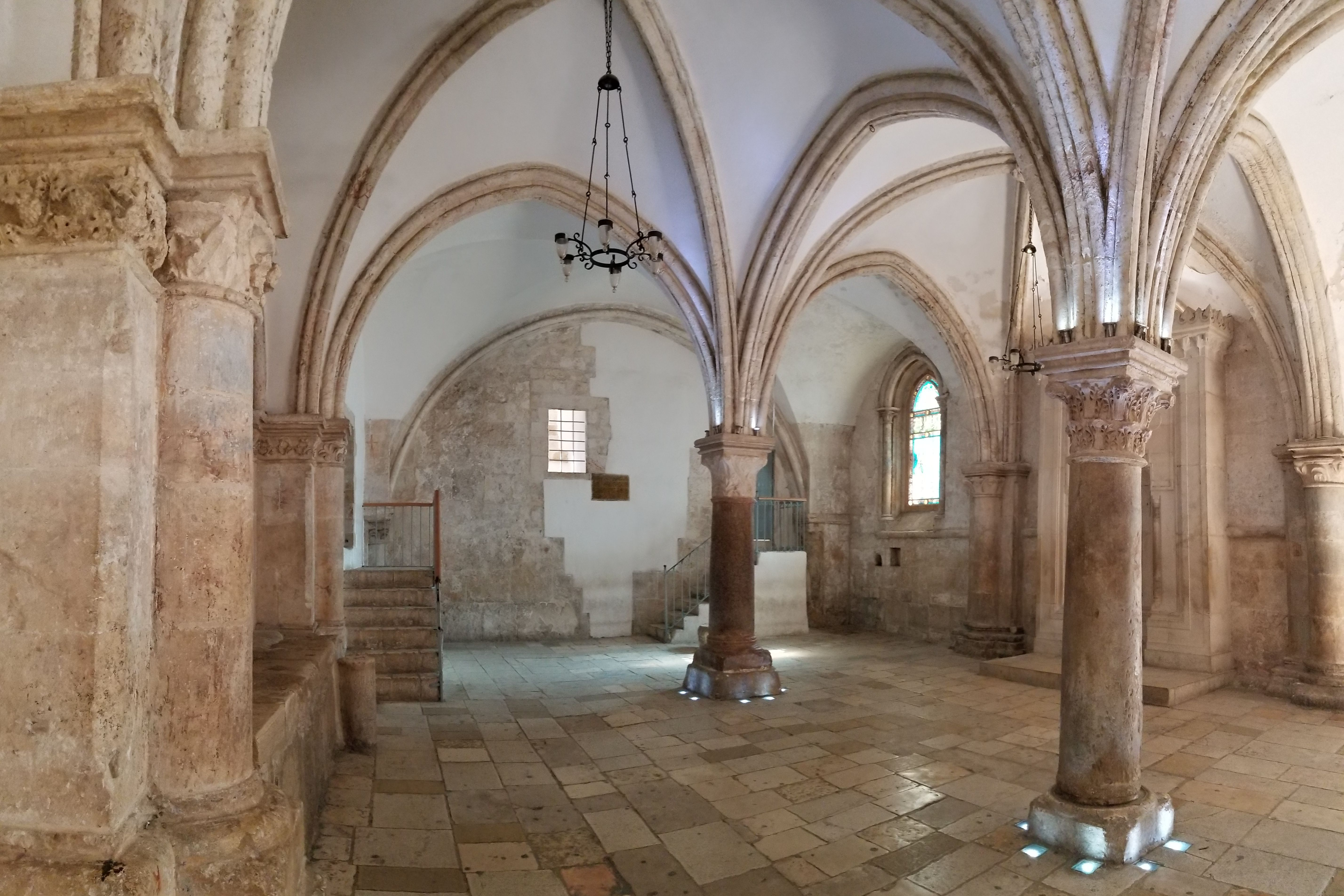
Abendmahlssaal (Coenaculum)

Während des Armutsstreits im Franziskanerorden wurde die Observanzbewegung, in der die Armutsregeln strikter ausgelegt wurden als bei den Konventualen, in Hinblick auf die Kustodie des Heiligen Landes von den Päpsten gefördert. Eine Visitation der Kustodie durch Johannes Capistranus im Jahr 1439 sorgte dafür, dass in Palästina die observante Richtung dominant blieb, auch wenn die Konventualen noch bis nach der Trennung des Ordens durch Papst Leo X. im Jahr 1517 „Titulartprovinziale“ ernannten, obwohl in Palästina gar keine Konventualen mehr lebten. Die Observanten durften selber keinen Besitz haben, aber Spenden europäischer Gönner, darunter besonders die Könige von Spanien und Frankreich, ermöglichten ihnen, zu leben und die heiligen Stätten zu unterhalten.
Als 1517 Palästina aus dem Einflussbereich des ägyptischen Mamlukensultanats in den des Osmanischen Reiches überging, hatten die Franziskaner in Palästina mit großen Einschränkungen und willkürlichen Entscheidungen der Paschas zu kämpfen, mehrmals wurden alle zum Teil monatelang eingekerkert.
Auf dem Jerusalemer Zionsberg versuchten die Franziskaner ausdauernd mit Diplomatie und Grundstückskäufen, ihr kleines Kloster mit Abendmahlssaal und Davidsgrab zu erhalten. Aber 1551 beanspruchten die osmanischen Behörden die Anlage für ein islamisches Heiligtum zu Ehren des Propheten David (Nebi Daʿud). Süleyman I. übertrug den Franziskanern ein georgisches Kloster im christlichen Viertel der Jerusalemer Altstadt. In diesem Salvatorkloster, das auch Sitz der Kustodie wurde, und in ihren Niederlassungen in Jaffa, Bethlehem und Nazareth waren sie nach osmanischer Gesetzgebung Quartiergeber und Führer für alle christlichen Europäer, soweit sich diese nicht als Griechen oder Armenier deklarierten – also auch für Angehörige der Reformationskirchen. Generell war die Zahl der Heilig-Land-Reisenden stark eingebrochen, nachdem sich Venedig aus dem östlichen Mittelmeerraum zurückgezogen hatte. Die Nichtkatholiken aus Nordeuropa waren keine Pilger im klassischen Sinn, sondern machten eine irgendwie religiös konnotierte Bildungsreise; viele hatten vor, ein Buch zu schreiben. Es war eine Situation, die so in Europa nicht möglich gewesen wäre: Auf neutralem Boden (in einem islamischen Staat) begegneten sich Katholiken und Protestanten, die im Zuge der Konfessionalisierung massive Klischees der je anderen Konfession teilten, und mussten nun miteinander umgehen. Die franziskanischen Gastgeber beobachteten, dass auch die Protestanten sehr berührt waren vom Ritual der Fußwaschung, das der Konvent bei ihrer Ankunft im Quartier an ihnen vollzog. Beim Besuch der heiligen Stätten verhielten sie sich aber unpassend und amüsierten sich über die Erläuterungen ihres franziskanischen Führers. Neugier war ihr Hauptübel – das Gegenteil zur Frömmigkeit des echten Pilgers. Nach Heimkehr bedienten die Publikationen der protestantischen Palästinareisenden antikatholische Klischees, vor allem Aberglaube und Geldgier, wo doch die Kustodie an die osmanischen Behörden hohe Abgaben entrichten musste und auf Spenden angewiesen war. Was immer an persönlichen Kontakten möglich gewesen war, am Ende kehrten beide Seiten zu ihren konfessionellen Stereotypen zurück.
Im Heiligen Land rangen Griechen und Lateiner im 17. Jahrhundert um den Besitz heiliger Stätten – die Lateiner vertreten durch die franziskanische Kustodie und mit der Schutzmacht Frankreich im Hintergrund, das sich seit 1604 auf die Protektion der Christen im Orient verpflichtet hatte.
In Jerusalem, Bethlehem und Akkon zusammen gab es Anfang des 18. Jahrhunderts nur gut 600 katholische Gemeindeglieder, deren Zahl durch Zuzug von Kaufleuten langsam stieg. Im Jahr 1730 zählte man 152 Franziskaner im Heiligen Land, die in 21 Konventen lebten. Papst Benedikt XIV. stellte die Kustodie des Heiligen Landes durch das apostolische Schreiben In supremo militantis Ecclesiae 1746 international auf: der Kustos war immer ein vom Generalminister des Ordens ernannter Italiener. Der Vikar, der ihn vertrat und mit dem Konsul der Schutzmacht Frankreich in Kontakt stand, war Franzose. Der für die Wirtschaft zuständige Prokurator war, da die meisten Spenden aus Ländern der spanischen Krone eingingen, ein Spanier. Zum wöchentlich tagenden Rat des Kustos, dem Diskretorium, gehörten je ein italienischer, französischer, spanischer und deutscher Franziskaner. Die Jerusalemer Franziskaner, meist Italiener und Spanier, konnten sich 1755 die alleinigen Besitzrechte an der Marienkirche im Garten Gethsemane sichern, was die Griechisch-Orthodoxen mit ihrem weit größerem Bevölkerungsanteil empörte und auf Revanche sinnen ließ. In der Grabeskirche hatten sich die Franziskaner ein Dormitorium eingerichtet, wo sie in schichtweisem Wechsel die Nächte zubrachten. Vor Palmsonntag 1755 wurden die Brüder dort von rund tausend Orthodoxen angegriffen. Sie bauten eine Barrikade und verteidigten sich, wurden aber schließlich überwältigt und aus der Kirche vertrieben; außerdem verloren sie ihre Rechte in Bethlehem und im Garten Gethsemane. Der Jerusalemer Kadi war durch ein Geschenk zuvor günstig gestimmt worden und entschied zugunsten der Orthodoxen. Auch die Hohe Pforte teilte die orthodoxe Sicht des Vorfalls, obwohl der französische Konsul protestierte. Nicht einmal ein großzügiges Geschenk Ludwigs XV. an Mustafa III. änderte etwas. Die innerchristlichen Rivalitäten waren der osmanischen Regierung recht. Seit Karl III. von Spanien die spanischen Franziskaner im Heiligen Land durch ein Dekret (Cédula) 1772 begünstigt hatte, rangen Italiener und Spanier um die Kontrolle der Finanzen der Kustodie: ein Dauerkonflikt, der durch Interventionen der Glaubenskongregation und Entsendung Apostolischer Visitatoren nicht gelöst werden konnte. Holzapfel sieht als Hintergrund für solche Auseinandersetzungen die „Orientpolitik der europäischen Mächte“, „von denen keine der anderen ein Übergewicht gönnte“.
Während Napoleons Ägyptischer Expedition (1798–1801) durchzogen französische Truppen Palästina und beanspruchten mehrere franziskanische Niederlassungen als Hospitäler; die Kustodie verhielt sich aber politisch strikt neutral. Nachdem die französische Belagerung von Akkon 1799 gescheitert war, erschien der britische Admiral Sidney Smith im Jerusalemer Salvatorkloster und erklärte, dass Georg III. die Franziskaner des Heiligen Landes unter seinen Schutz genommen habe. Der französische Diplomat François-René de Chateaubriand bereiste zu Beginn des 19. Jahrhunderts u. a. Nordafrika und Palästina. Er schrieb die Angriffe offenbar ausschließlich den Muslimen zu; über die Franziskaner äußerte er: „Die Fratres sind fast einzig damit beschäftigt, sich Tag für Tag zu verteidigen gegen die Angriffe und Tyrannei ihrer Feinde. Es gibt keine Art von orientalischem Despotismus, die nicht angewandt wird, um sie zu quälen. … Und doch erschallen ihre Lobgesänge Tag für Tag am heiligen Grabe.“

#### Orthodoxes (chaldcedonensisches) Mönchtum
Nachdem Palästina 1516 Teil des Osmanischen Reichs geworden war, machte sich bemerkbar, dass die heiligen Stätten der Christen nun im gleichen Staatsgebiet lagen, in dem auch die griechische Bevölkerung in Kleinasien und auf dem Balkan, insbesondere aber in Istanbul lebte. Zahlreiche griechische Pilger brachen ins Heilige Land auf. Ein steter Strom von Spenden ermöglichte es, Kirchen und Klöster zu restaurieren. Der griechisch-orthodoxe Patriarch von Jerusalem besaß mit der Bruderschaft des Heiligen Grabes (Ἱερά Ἀγιοταφιτική Ἀδελφότης) in Jerusalem, der er selbst vorstand, „ein vergleichsloses griechisches Herrschaftsinstrument“; seit 1765 galt für alle Mitglieder der Bruderschaft eine strenge Klosterregel. Während der Jerusalemer Patriarch in Konstantinopel residierte, verwaltete die Bruderschaft den Immobilien- und Grundbesitz des Patriarchats.
Das Sabaskloster blühte in den ersten Jahrzehnten der osmanischen Herrschaft auf: Um 1520 wurden die Gebäude instandgesetzt, und etwa 1540 zog der Sinaimönch Joachim Vlachos, walachischer Herkunft, mit einer für die damalige Zeit außerordentlich großen Gruppe von fünfzig Mönchen in dem berühmten Wüstenkloster ein. Die Mönche des Sabaskloster waren im 16. Jahrhundert bekanntermaßen ethnisch gemischt: Serben, Bulgaren, Makedonen, Griechen und wenige, aber prominente Araber: Yuwākīm, später Metropolit von Bethlehem, und ʿAbd al-Karīm Karma, später (unter dem Namen Euthymios II.) orthodoxer Patriarch von Antiochia.
Die Georgier gerieten immer stärker unter Druck und mussten ihre Privilegien in der Grabeskirche abtreten. Das Kreuzkloster wurde zwar 1643 noch einmal mit dem Geld des georgischen Fürsten Lewan II. Dadiani restauriert und mit Fresken ausgemalt, aber 1685 vom griechisch-orthodoxen Patriarchen Dositheos II. erworben. Die georgischen Mönche durften bleiben, die Liturgie wurde aber nur noch selten in georgischer Sprache gefeiert.

#### Nichtchalcedonensisches Mönchtum

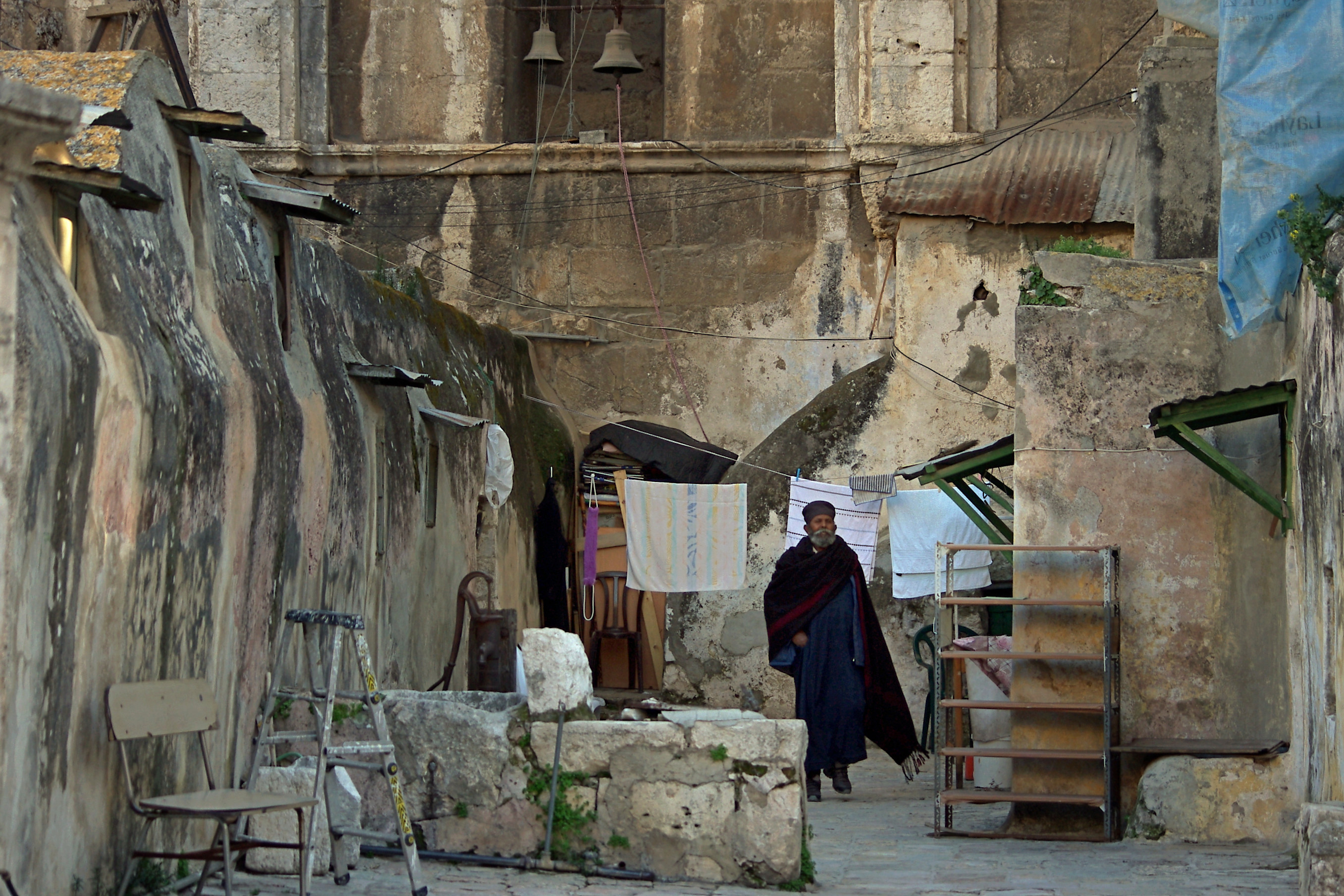
Deir es-Sultan, äthiopisches Kloster

Die nichtchalcedonensischen Kirchen in Jerusalem waren seit Beginn der osmanischen Herrschaft in Bedrängnis. Für die Kopten war die Pilgerfahrt ins heilige Land zwar wegen hoher Gebühren erschwert, aber ohne Grenzübertritt möglich – gehörte Ägypten doch ebenfalls zum osmanischen Reich. Schwerer traf es die Äthiopier, da die Osmanen seit 1535 das Emirat Harar gegen das Reich des Negus unterstützten. Der äthiopische Besitz in der Jerusalemer Altstadt, der bis ins Mittelalter zurückreichte, ging verloren. Einige wenige Mönche, die in großer Armut lebten, hatten sich auf dem Dach der Helenenkapelle von Deir es-Sultan eingerichtet; die Frage der Besitzrechte am Kloster Deir es-Sultan entwickelten sich zum Dauerkonflikt zwischen Kopten und Äthiopiern. Das Zentrum der in Jerusalem lebenden Äthiopier war ihr Kloster an der Davidsgrotte auf dem Zionsberg, die sie im späten 15. Jahrhundert erworben hatten. Sie verloren ihren Besitz auf dem Zionsberg ebenso wie die benachbarten Franziskaner, als das Gelände in den 1550er Jahren von den osmanischen Behörden für das islamische Heiligtum Nebi Daʿud beansprucht wurde.
Im Jahr 1587 geriet die syrische (jakobitische) Gemeinde in Jerusalem in eine schwere Krise: Sie besaß am Teich Bethesda das sogenannte Linsenkloster (Deir al-Adas). Dessen Kirche war zwischenzeitlich in eine Moschee umgewandelt worden, wurde aber vom syrischen Bischof 1532 zurückgekauft, der die Klosteranlage als Bischofssitz einrichtete. 1587 wurde der amtierende Bischof Mar Youhama aufgrund des Vorwurfs, er habe den Propheten Mohammed beleidigt, im Klostertor hingerichtet. Der Verfolgungsdruck zwang viele Syrer, zum Islam zu konvertieren, andere flohen zu den Kommunitäten der Lateiner und Griechen. Das Linsenkloster wurde wieder zur Moschee; das syrische Markuskloster in der Jerusalemer Altstadt war nun unbewohnt und wurde später zeitweilig von armenischen Mönchen genutzt.

### 1800–1920
Im Verlauf des 19. Jahrhunderts verstärkten die großen europäischen Nationen, darunter Russland, und die Vereinigten Staaten ihre Präsenz in der unter osmanischer Herrschaft stehenden Levante. Ein Aspekt war die Stärkung des Nationalgefühls der dort lebenden, meist aus Europa stammenden Mönche und Nonnen. Hinzu kamen Initiativen zur Missionierung der einheimischen Bevölkerung. Palästina wurde als kulturell homogene Größe, herausgehoben durch eine besondere Sakralität, imaginiert. Dieser Prozess wird von Henry Laurens und Yehoshua Ben-Arieh als „Erfindung des Heiligen Landes“ charakterisiert. Seitens der römisch-katholischen Kirche kam der positive Bezug auf eine idealisierte Kreuzfahrerzeit hinzu.

#### Lateinisches Mönchtum
Während der 1840er Jahre kam es über die Ostertage regelmäßig zu Schlägereien zwischen Griechen und Lateinern. Der schwerste Vorfall ereignete sich 1846: Orthodoxe Mönche überlisteten die osmanischen Wachen der Grabeskirche und drangen durch die Fenster ein, um die Franziskaner anzugreifen. Unterdessen begünstigte die Hohe Pforte die Lateiner, weil sie auf diese Weise den russischen Einfluss im Heiligen Land eindämmen wollte. Anlass des Krimkriegs, der 1853 begann, war die Ende 1847 festgestellte Entfernung eines silbernen Sterns mit lateinischen Inschriften, der in der Krypta der Geburtskirche den Ort der Geburt Jesu markierte. Die Franziskaner nutzten diesen Diebstahl, für den sie die griechischen Mönche verantwortlich machten, als Argument, um mit Unterstützung des französischen Konsuls größere Rechte sowohl in der Geburtskirche als auch in der Grabeskirche zu beanspruchen. Das Osmanische Reich hätte diesen lokalen Konflikt („Mönchsgezänk“) schlichten können, wenn nicht die Großmächte interveniert hätten, so Dieter Ruloff: „Frankreich war Schutzmacht der katholischen Mönchsgemeinschaft Jerusalems und sandte ein Kriegsschiff an den Bosporus, prompt erhielten die Katholiken die begehrten Schlüssel zu den heiligen Stätten. Russland, Schutzmacht der orthodoxen Christenheit, sandte daraufhin eine Armee an die türkische Grenze im Donaugebiet; die Katholiken verloren ebenso prompt die Schlüssel und die Orthodoxen erhielten sie“ – der Grund für die weiter eskalierende Krise war aber nicht die Wahrung konfessioneller Interessen im Heilgen Land, sondern das Kräftegleichgewicht im östlichen Mittelmeergebiet.
Mit der Bulle Nulla celebrior errichtete Papst Pius IX. 1847 das Lateinische Patriarchat von Jerusalem neu. Der erste Patriarch, Giuseppe Valerga, gründete zahlreiche Missionsstationen; durch Konversionen aus der griechisch-orthodoxen Bevölkerung stieg die Zahl der Katholiken, aber auch das Konfliktpotential mit dem orthodoxen Patriarchat, seinem Klerus und der Bruderschaft des Heiligen Grabes. Finanziell war Valerga von der franziskanischen Kustodie abhängig; da die 80 Weltpriester die Versorgung der neugegründeten Gemeinden nicht gewährleisten konnten, mussten franziskanische Patres aushelfen. Der Patriarch zog daraufhin andere katholische Orden ins Heilige Land. Damit endet die fünfhundertjährige Alleinvertretung der Lateiner durch die franziskanische Kustodie. Die Einladung des Lateinischen Patriarchen fand ein sehr starkes Echo. „Vergleichslos ist die Dichte der monastischen Institutionsgründungen in den 27 Jahren von 1863 bis 1890.“
Gut dreißig Jahre nach den Beginn der anglikanischen Judenmission in Palästina startete auch das Lateinische Patriarchat eine Initiative zur Bekehrung Israels. Diesem Ziel widmete sich Alphonse Ratisbonne, der 1855 mit einem Pilgerzug nach Jerusalem gekommen war. Er interpretierte den Ecce-Homo-Bogen in der Altstadt irrigerweise als Schauplatz der Passionsgeschichte. Im Jahr 1868 wurde die benachbarte Geißelungskapelle geweiht, die zum Kloster der von Ratisbonne gegründeten Schwestern Unserer Lieben Frau von Sion (Sionsschwestern) gehört. Etwas später gründete Ratisbonne eine männliche Niederlassung seines Ordens in der Jerusalemer Neustadt. Jede Frau, die den Sionsschwestern beitrat, gelobte, unablässig für die Bekehrung des jüdischen Volkes zum Christentum zu beten. Eine aktive Proselytenwerbung gestattete Ratisbonne den Schwestern nicht. Sie widmeten sich der Bildungsarbeit.
Im Jahr 1880 gründete das Lateinische Patriarchat den Orden der Rosenkranzschwestern. Diese Schwestern, gut ausgebildete junge Araberinnen, sollten als Hilfskräfte die lateinischen Missionare unterstützen und insbesondere die Mädchenschulen in den Dörfern übernehmen. Ihre erste Niederlassung befand sich in der Jerusalemer Neustadt, 1910 kam ein weiterer Konvent in Ein Kerem hinzu. Die Schwestern vom Rosenkranz entwickelten sich zum größten katholischen Frauenorden im Heiligen Land.
Die Orden waren im 19. Jahrhundert national ausgerichtet, und die Förderung ihrer Projekte in Palästina fügte sich ein in die Außenpolitik der jeweiligen Nationalstaaten. „Beispielsweise waren die Weißen Väter und Assumptionisten im 19. Jahrhundert eng mit der Palästinapolitik Frankreichs verbunden, so wie die Salesianer im frühen 20. Jahrhundert stark von Italien unterstützt wurden.“ Als Dank an seinen Verbündeten im Krimkrieg überließ das Osmanische Reich 1856 dem französischen Staat die Ruine der kreuzfahrerzeitlichen Annenkirche. Hier ließen sich die Weißen Väter nieder. Sie widmeten sich nicht nur der Pilgerbetreuung, sondern legten ein Bildungsprogramm auf, das sich besonders an die griechisch-katholische Bevölkerung (Melkiten) wandte. Die im algerischen Maison Carrée ausgebildeten Weißen Väter „gaben dem melkitischen Priesterstand derart lebendige Impulse, daß die Gemeinden nicht nur im Heiligen Land, sondern auch in Syrien, im Libanon, in Jordanien und in Ägypten zu blühen anfingen.“ Darüber hinaus entwickelte sich das Annenkloster zum Zentrum für Ostkirchenstudien; es gab die Fachzeitschrift Proche Orient Chrétien heraus. Das größte französische Bauprojekt war die 1906 fertiggestellte Pilgerzentrum Notre Dame, das von Assumptionisten geführt wurde und 600 Pilger beherbergen konnte. Man plante so groß, weil die Assumptionisten François Picard und Vincent de Paul Bailly mit Erfolg Bußwallfahrten ins Heilige Land propagierten, mit denen die katholischen Franzosen jene Sünden sühnen sollten, die ihrer Ansicht nach zur Niederlage im Deutsch-Französischen Krieg geführt hatten.
Die Anfänge des Salesianerordens in Palästina sind eine Folge des Wirkens von Antonio Belloni, der seit 1859 Dozent am latienischen Priesterseminar in Beit Jala war. Er gründete 1863 die Gemeinschaft der Brüder der Heiligen Familie und baute mit ihnen ein Waisenhaus für arabische Jungen in Bethlehem auf. Die von den Zöglingen angefertigten Holzarbeiten reichten für den Unterhalt der Einrichtung nicht aus; im Jahr 1890 vereinbarte Belloni mit dem Generaloberen Michael Rua den Zusammenschluss seiner Gemeinschaft mit den Salesianern Don Boscos. Bei Kriegsbeginn 1914 wurden alle italienischen Staatsbürger in dem weitläufigen Gebäudenkomplex der Salesianer für vier Jahre interniert.

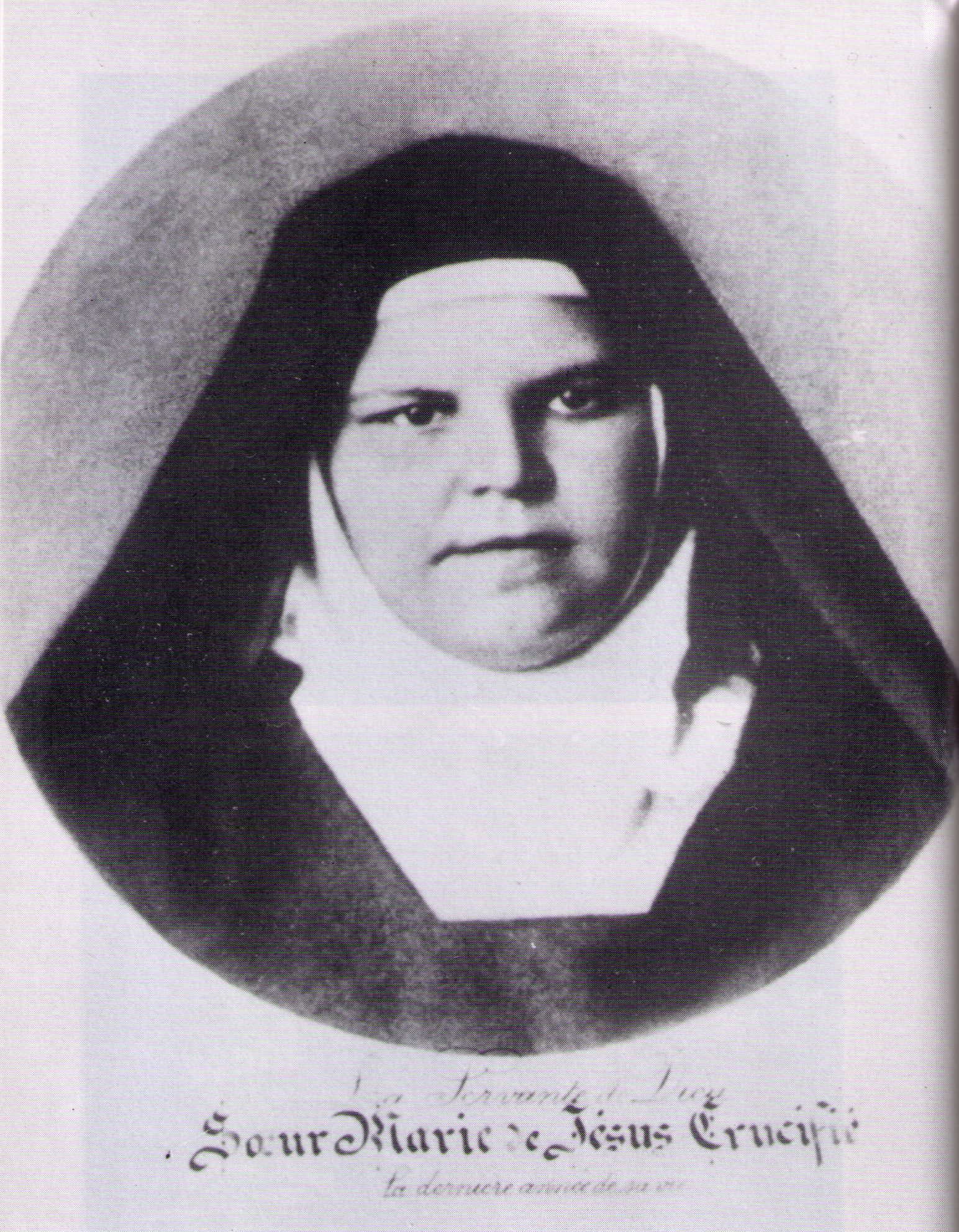
Marie de Jesus Crucifié OCD (1875)

Im Jahr 1853 wurde das Karmeliterkloster Stella Maris in Haifa fertiggestellt. Dem Orden gehörten in den 1880er Jahren auch zahlreiche Immobilien in der Stadt Haifa. Die aus Palästina stammende Karmelitin Marie de Jesus Crucifié war 1867 in den Karmel von Pau eingetreten und wurde als Dichterin und Charismatikerin bekannt. Im Jahr 1870 gehörte sie zum Gründungskonvent eines neuen Karmel im indischen Mangalore. Die finanzielle Unterstützung von Berthe Dartigaux (Tochter eines Ministers Karls X.) ermöglichte ihr 1874, in Bethlehem das erste Kloster der Unbeschuhten Karmelitinnen im Heiligen Land zu gründen, ein Bauwerk mit eigenwilliger Architektur: „Durch einen Taubenflug veranlasst, ließ sie den Karmel turmrund auf einem Hügel erbauen.“ Marie de Jesus Crucifié erhielt 1877 auch die Erlaubnis zum Bau eines Karmel in Nazareth. Der lateinische Patriarch und der franziskanische Kustos waren gegen dieses Bauprojekt, aber Berthe Dartigaux erwirkt die päpstliche Zustimmung. Erst 1910 wurde der Karmel Nazareth vollendet. Marie de Jesus Crucifié gewann die Priester des Heiligsten Herzens Jesu für die Seelsorge am Karmel in Bethlehem, so dass ein weiterer Orden im Heiligen Land Fuß fasste.
Zisterzienser der strengeren Observanz (Trappisten) aus der französischen Abtei Sept-Fons kauften die Ruine der Kreuzfahrerfestung Toron und ließen daneben die neue Klosteranlage Latrun errichten. Im Dezember 1890 zogen die ersten Mönche aus Sept-Fons ein. Die Fertigstellung der Gesamtanlage dauerte bis 1897. Zusätzlich erwarb der Orden Grundbesitz, um Weinbau betreiben zu können.

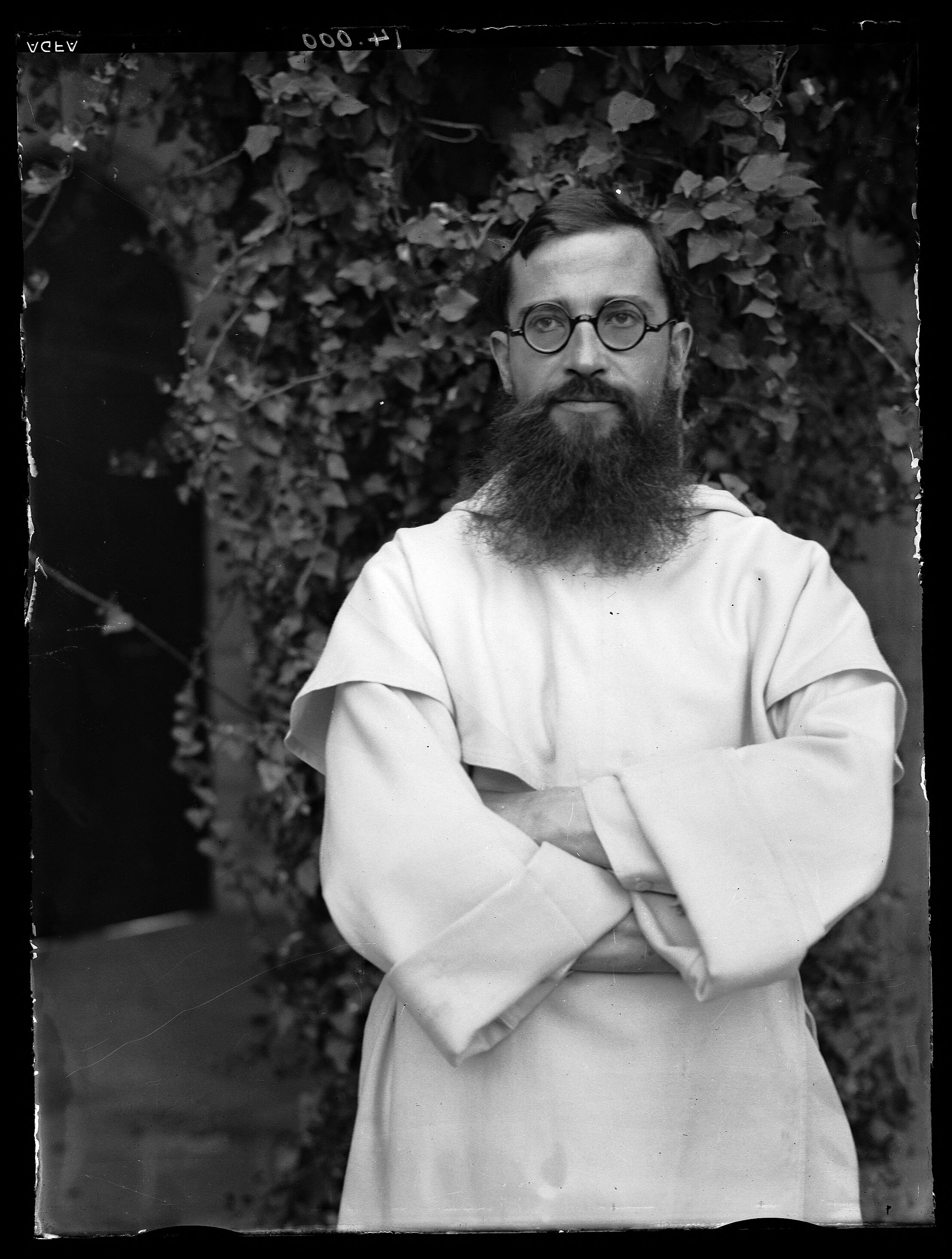
Roland de Vaux OP (1935)

Der Dominikaner Matthieu Lecomte nahm 1882 mit tausend Pilgern an einer Bußwallfahrt der Assumptionisten nach Jerusalem teil, die ihn beeindruckte. In einem Brief an seinen Ordensmeister José Maria Larroca schlug er vor, den Dominikanerorden, eingedenk seiner berühmten Geschichte in der Kreuzfahrerzeit, wieder in Palästina ansässig zu machen. Das archäologische Ereignis des Jahres war die Entdeckung der Reste einer kreuzfahrerzeitlichen Kirche nördlich der Jerusalemer Altstadt. Durch Vermittlung des französischen Konsuls und des im Orient erfahrenen Alphonse Ratisbonne gelang es Lecomte, das Grundstück für den Dominikanerorden zu erwerben, obwohl auch Äthiopier, Bulgaren, Russen und Griechen Interesse zeigten. Der Verkäufer, ein griechisch-orthodoxer Schuhmacher, empfing 45.500 Francs und wurde von seinem Patriarchen exkommuniziert und mit dem Anathema belegt. Ausgrabungen brachten die Reste einer byzantinischen Vorgängerkirche ans Licht. Auf ihren Grundmauern wurde die Stephanskirche der Dominikaner errichtet, die 1900 geweiht wurde. Im angrenzenden Kloster lebten bekannte Archäologen und Bibelwissenschaftler wie Marie-Joseph Lagrange, Louis-Hugues Vincent und Roland de Vaux. Dem Kloster ist die seit 1890 bestehende École biblique et archéologique française de Jérusalem angegliedert, die seit 1892 die Fachzeitschrift Revue Biblique herausgibt.
Die traditionelle Internationalität der franziskanischen Kustodie war angesichts der Nationalismen des 19. Jahrhunderts schwer zu bewahren, zumal die Brüder verschiedene nationale Gruppen gebildet hatten: „Die Italiener stellten die zahlenmäßige Mehrheit, die Spanier zeichneten sich durch besondere Autonomie aus, politisch am stärksten war (aufgrund des Protektorates) die Gruppe der Franzosen. Die Deutschen bzw. Österreicher erlangten in jenem Moment größeren Einfluss, als die französische Außenpolitik geschwächt war und der Erfolg der Bismarckschen Politik auf europäischer Ebene auf sie zurückstrahlte. Diese Gruppen agierten im Allgemeinen in engem Kontakt mit ihren Regierungen, wenngleich beschränkt durch ihre Zugehörigkeit zu Orden und Kirche und den damit verbundenen Gehorsam.“ Als Eigentümer von Klöstern, Kirchen oder Schulen konnte jeweils nur ein einzelner Franziskaner registriert werden, und diese Person wurde von der Kustodie nach Nationalität ausgewählt. Unter osmanischer Herrschaft wurden immer wieder Grundstücke erworben, die als Schauplätze biblischer Erzählungen galten; maßgeblich für die Identifikation war das Werk des Francesco Quaresmio, Elucidatio Terrae Sanctae (1639). Kirchenbau war nur in Ausnahmefällen möglich, aber man hütete den heiligen Ort. Im 19. Jahrhundert strömten europäische und amerikanische Palästinaforscher ins Land, die nach ihren Kriterien antike und biblische Orte lokalisierten, bald gefolgt von Biblischen Archäologen. Die Identifikation von Emmaus machte deutlich, was das bedeutete: die Franziskaner hatten Grundbesitz in El Qubeibeh, wo die biblische Geschichte der Emmausjünger von den Kreuzfahrern lokalisiert wurde. Dort bauten sie 1901 eine neue Kirche, um die Diskussion um die Lokalisierung von Emmaus quasi abzuschließen. Aber die konkurrierende Identifikation von Emmaus-Nikopolis wurde nicht nur von Protestanten aufrechterhalten, sondern beispielsweise auch von den Dominikanern Louis-Hugues Vincent und Félix-Marie Abel. Nun galt es, die Ortstradition der Grundstücke, die die Kustodie besaß, abzusichern gegen wissenschaftliche Zweifel; dazu wurde 1924 das Studium Biblicum Franciscanum (SBF) gegründet; die Planungen hatten bereits 1901 begonnen. Prosper Viaud, der Guardian des Franziskanerkonvents von Nazareth, hatte dort seit 1889 gegraben und erklärte bei der Publikation seiner Funde 1910 offen, er habe keinen wissenschaftlichen Anspruch, sondern wolle mit Hilfe der Archäologie der Frömmigkeit der Pilger dienen. Forscher des Studium Biblicum Franciscanum dagegen suchten auf den von der Kustodie erworbenen Grundstücken nach Resten byzantinischer Kirchen, und da man diese oft fand, sah man die traditionelle Lokalisierung bestätigt. Das Studium Biblicum Franciscanum ist seit 1982 angegliederte Fakultät der Pontificia Università Antonianum, der Ordenshochschule der Franziskaner in Rom, seit 2001 Fakultät für biblische Wissenschaft und Archäologie.
Der Deutsche Verein vom Heiligen Lande gewann Kaiser Wilhelm II. als Unterstützer für das Projekt, auf dem Berg Zion außerhalb der Jerusalemer Altstadt ein Benediktinerkloster zu gründen. Es war nicht möglich, den Abendmahlssaal zu erwerben, aber Sultan Abdülhamid II. schenkte dem Kaiser ein benachbartes Grundstück. Am Reformationstag des Jahres 1898 nahm Wilhelm II. das Gelände in Besitz und übereignete es der katholischen Palästinabewegung. Der Kaiser war in die Planung und Bauausführung einbezogen; die neuromanischen Bauformen, die als „genuin deutsch“ galten, entsprachen seinem Wunsch. Am 21. März 1906 führte Fidelis von Stotzingen als Abt von Maria Laach und Stellvertreter des Beuroner Erzabts deutsche Benediktiner in die neue Dormitio-Abtei ein. Die Neugründung entsprach dem Interesse eines dezidiert deutschen Katholizismus, der dem Alleinvertretungsanspruch Frankreichs für die Katholiken im Heiligen Land eine Alternative entgegensetzen wollte: Es sei nicht akzeptabel, dass die Jerusalemer Bevölkerung katholisch mit französisch und protestantisch mit deutsch gleichsetze.

#### Orthodoxes (chalcedonensisches) Mönchtum

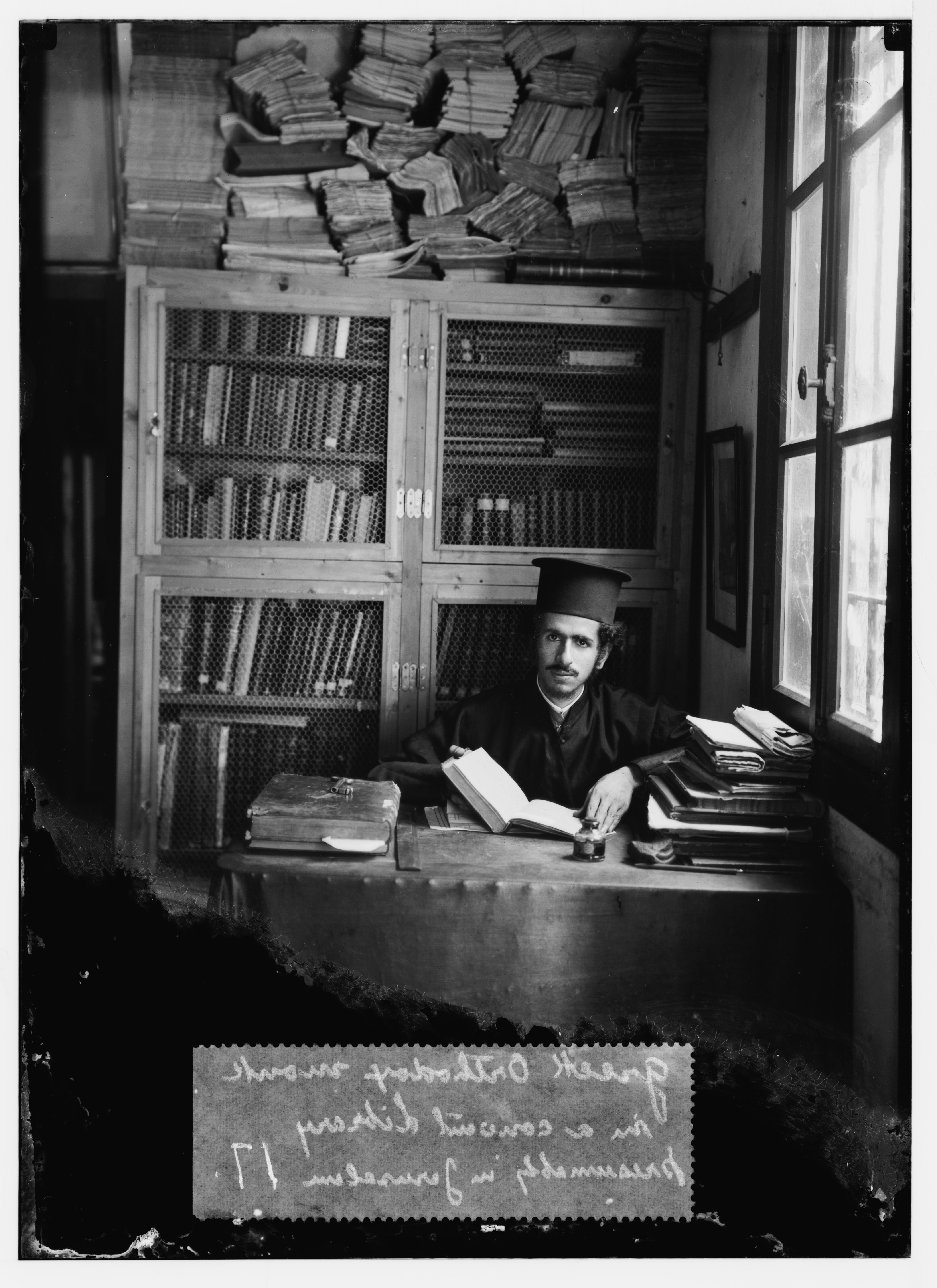
Griechisch-orthodoxer Mönch in einer Klosterbibliothek, wahrscheinlich in Jerusalem (vor 1946)

Der griechische Unabhängigkeitskampf der 1820er Jahre hatte erhebliche Auswirkungen auf das griechisch-orthodoxe Patriarchat von Jerusalem. Orthodoxe Christen in Palästina waren Übergriffen aus der muslimischen Bevölkerung und Schikanen seitens des osmanischen Militärs ausgesetzt. Die griechischen Pilger blieben fort. Zum Osterfest 1928 zählte man 4000 armenische, aber nur 253 griechische Jerusalempilger. Aber dann wurde Palästina von Muhammad Ali Pascha besetzt, der in den 1830er Jahren religiöse Toleranz praktizierte. Sogleich kam das orthodoxe Pilgerwesen wieder in Gang.

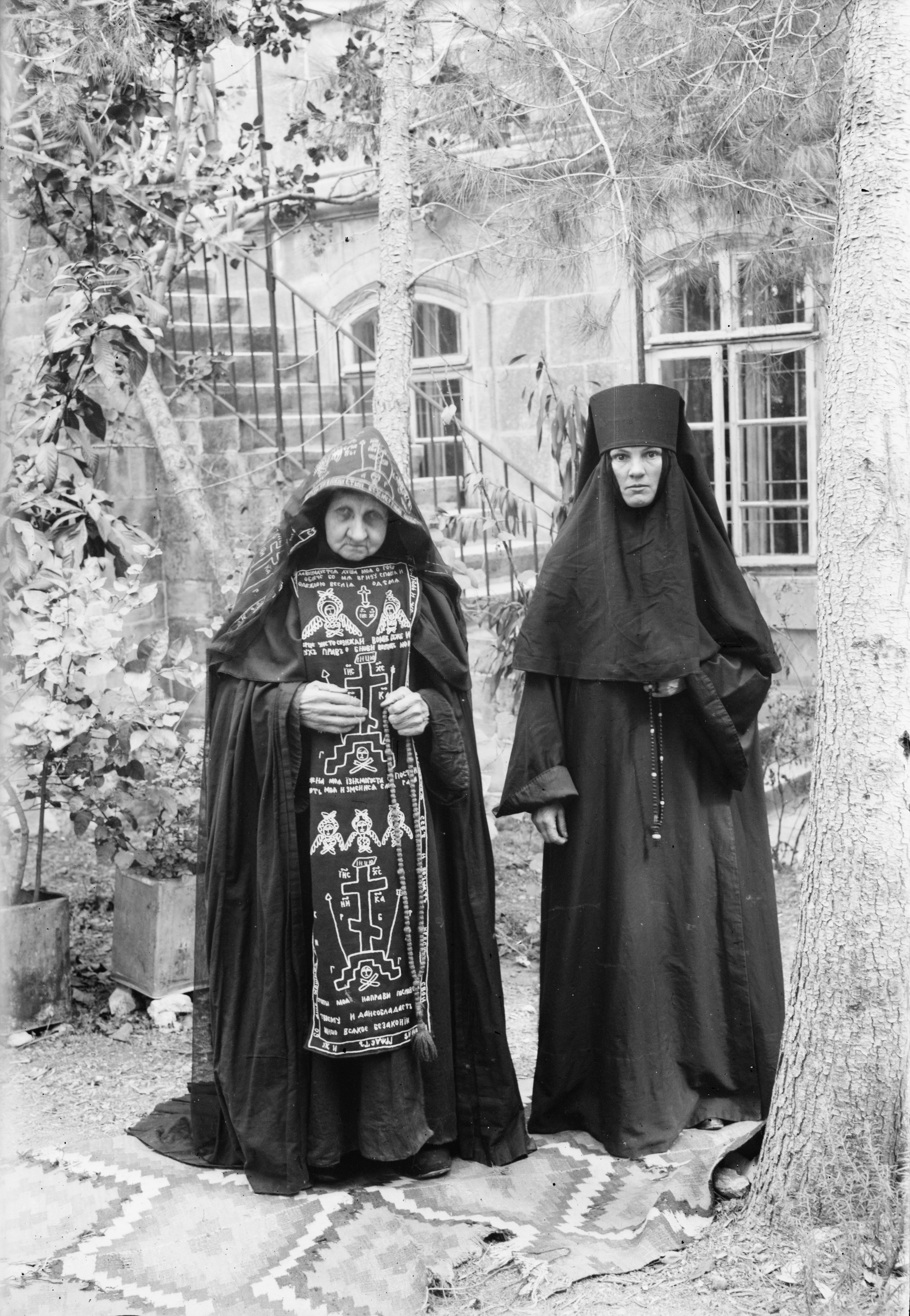
Russische Nonnen in Ein Kerem bei Jerusalem (1900)

Das griechisch-orthodoxe Patriarchat von Jerusalem galt in osmanischer Zeit rechtlich als ein Kloster, dem der Patriarch als Abt vorstand. Er entschied aus eigener Machtvollkommenheit alle internen Belange seiner Kirche. Theoretisch konnte zwar jeder orthodoxe Christ Mitglied der Bruderschaft vom Heiligen Grab werden und damit als Mönch in den höheren Klerus aufsteigen. „In der Praxis jedoch war seit Mitte des 19. Jahrhunderts das Hauptkriterium für die Zulassung zur Bruderschaft die Loyalität zur griechischen nationalen Idee gewesen.“ Ein arabischsprachiger orthodoxer Christ konnte es daher höchstens bis zum Dorfpriester bringen. Diese Dominanz einer kleinen griechischen Elite wurde, so Konstantinos Papasthatis, mit der erfundenen Tradition der Helleno-Orthodoxie (ελληνορθοδοξία) gerechtfertigt. Demnach war die Christenheit in Palästina an sich eine ethnisch griechische Bevölkerung, die durch Assimilation im Lauf der Jahrhunderte arabisch geworden war. Die heiligen Stätten gehörten nicht den orthodoxen Christen vor Ort, sondern der griechischen Nation. Würde man Arabisch als Liturgiesprache zulassen, so würde das faktisch „den Mythos des griechischen Eigentumsrechts an den Heiligen Stätten und damit der imaginierten griechischen nationalen Überlegenheit“ in Frage stellen. Dabei machte sich das Patriarchat die osmanische Gesetzgebung zunutze und erwarb Eigentum in der Form des Waqf, als fromme Stiftung zugunsten der armen Mönche und Pilger. Wie der britische Konsul in Jerusalem, James Finn, notierte, hatte das Patriarchat in der ersten Hälfte des 19. Jahrhunderts systematisch Immobilien und Grundbesitz in Jerusalem erworben und besaß schließlich mehr als ein Viertel der Jerusalemer Altstadt als Waqf.
Viele römisch-katholische Kongregationen widmeten sich der Mission unter einheimischen orthodoxen Christen, ebenso wie protestantische Kirchen und Organisationen, die im Heiligen Land tätig wurden. Mit Erfolg: Unterstanden im Jahr 1830 etwa 90 Prozent der Christen im Heiligen Land der Jurisdiktion des griechisch-orthodoxen Patriarchats, so waren es um 1900 nur noch 30 Prozent. Das Patriarchat konnte aufgrund begrenzter Mittel nur schwer gegenhalten. Seine Haupteinnahmequellen waren bis 1914 Ländereien in Bessarabien und der Walachei sowie der stete Strom russischer Heilig-Land-Pilger, die in den Klöstern einkehrten, die dem Patriarchat unterstanden.
Immerhin gelang es, die Ruinen byzantinischer Klöster und Lawren in der Judäischen Wüste und im Jordangraben zu kaufen, bevor nichtorthodoxe Institutionen darauf zugriffen. In einige dieser traditionsreichen Orte zog Ende des 19. Jahrhunderts wieder monastisches Leben ein. 1874 baute das Patriarchat das Kloster des Chariton an historischer Stätte neu. In die Zellen der Lawra von Choziba auf dem Weg nach Jericho zogen seit 1878 wieder Eremiten ein. Das Johannes-Prodromos-Kloster am Jordan wurde 1881 auf den byzantinischen Grundmauern wieder aufgebaut. Im Kalamon-Kloster lebten seit 1875 wieder Mönche, das benachbarte Gerasimos-Kloster wurde neu gebaut. Das Athos-Kloster Panteleimon erwarb 1903 das Grundstück der traditionsträchtigen Lawra des Chariton. Neue orthodoxe Klöster kamen in Bethanien und in Jericho hinzu.
Mitte des 19. Jahrhunderts wurde die Russische Geistliche Mission und später die Kaiserliche Orthodoxe Palästina-Gesellschaft gegründet, um eine Infrastruktur für die zahlreichen russischen Heilig-Land-Pilger zu schaffen. „Die Pilgerherbergen und Kirchen wurden meist von Mönchen und Nonnen betreut und bewirtschaftet, so daß an verschiedenen Stellen kleine monastische Gemeinschaften seit den 80er Jahren des 19. Jhd. existierten.“ In Ein Kerem, etwa 5 Kilometer südwestlich von Jerusalem, erwarb die Mission 1870 einen Berghang, wo sich Pilgerinnen und Nonnen ansiedelten; das Bergkloster für Nonnen wurde 1886 vom Heiligen Synod offiziell anerkannt. Seit 1903 betrieben die Nonnen eine bekannte Ikonenwerkstatt und eine Goldstickerei. Bei Beginn des Ersten Weltkriegs mussten die etwa 200 Nonnen das Bergkloster verlassen; die meisten begaben sich ins ägyptische Alexandria. Auf der Kuppe des Ölbergs erwarb die Russische Geistliche Mission ebenfalls Grundbesitz, aber die Konstituierung des Nonnenklosters zog sich hin; es wurde erst 1906 vom Heiligen Synod offiziell anerkannt. Die Zahl der Nonnen des Himmelfahrtsklosters stieg schnell: von 15 Nonnen im Gründungsjahr zu über 100 Nonnen im Jahr darauf. Sie bewohnten einen weitläufigen Klosterkomplex mit zwei Kirchen und 25 Gebäuden, darunter auch eine Pilgerherberge und ein Pflegeheim. Auch dieser Nonnenkonvent musste bei Kriegsbeginn 1914 das Kloster verlassen, das in eine türkische Kaserne umgewandelt wurde.

#### Nichtchalcedonensisches Mönchtum

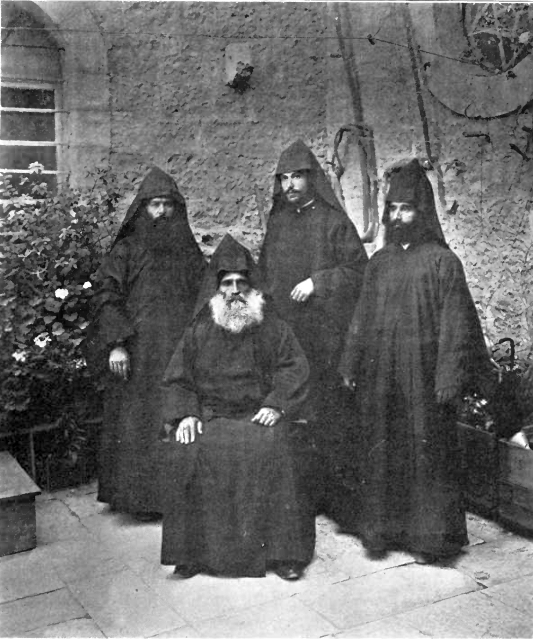
Armenische Kleriker in Jerusalem (1906)

In der Jerusalemer Altstadt befand sich die Jakobuskathedrale, Sitz des armenischen Patriarchen von Jerusalem, der in osmanischer Zeit dem armenischen Patriarchen von Konstantinopel untergeordnet war. Der Patriarch von Konstantinopel förderte das Jerusalemer Patriarchat finanziell. Auch die wohlhabende armenische Gemeinde in Istanbul sandte ihre Spenden nach Jerusalem. Bei der Jakobuskathedrale befand sich ein Kloster, in dem die Mönche der Bruderschaft des Hl. Jakobus lebten. Sie verwalteten seit jeher einen Immobilienbesitz, den das Patriarchat für eine kleine Gemeinde armenischer Laien erworben hatte – das Armenische Viertel der Jerusalemer Altstadt. Teils waren das Nachkommen von armenischen Jerusalempilgern, teils Mitarbeiter in der Verwaltung des Patriarchats. Sie sprachen arabisch und waren in der Jerusalemer Gesellschaft integriert, während die Mitglieder der Bruderschaft aus verschiedenen Teilen der armenischen Welt zugezogen waren.
Während der Jungtürkischen Revolution 1908 war das armenische Patriarchat von Jerusalem wie paralysiert. Gerade war aufgedeckt worden, dass Mitglieder der Bruderschaft große Geldbeträge unterschlagen hatten; eine Untersuchungskommission des Patriarchen von Konstantinopel verbannte mehrere Mönche der Bruderschaft, aber das Chaos in der Verwaltung bestand weiter. Der Jerusalemer Patriarch Harutiun Vehabedian starb 1910; es folgte eine zehnjährige Vakanz. Nach Beginn des Ersten Weltkriegs strömten Tausende Geflüchtete des Genozids an den Armeniern nach Jerusalem. Dadurch änderte sich die demografische Zusammensetzung im Armenischen Viertel von Grund auf.
Die kleine äthiopische Gemeinschaft in Jerusalem suchte die Unterstützung europäischer Konsulate und stilisierte sich als isoliert, umringt von Feinden (Kopten, Armeniern, osmanischen Behörden) und schutzbedürftig. Das Engagement für die „armen“ Äthiopier in Jerusalem stand aber im Kontext von europäischen Ambitionen am Horn von Afrika; erwartet wurde, dass die äthiopischen Kaiser Gesten guten Willens honorieren würden. Im Jahr 1891 ließ Kaiser Yohannes IV. das äthiopische Tekle-Haymanot-Kloster als Amtssitz des äthiopischen Erzbischofs errichten. Im Nordwesten der Jerusalemer Neustadt ließ Kaiserin Taytu Betul, die Gattin Meneliks II., das Kloster Debre Genet („Paradiesgarten“) mit der Kidane-Mihiret-Kirche erbauen. Es besitzt separate Trakte mit Mönchs- und Nonnenzellen.

## Britisches Mandatsgebiet (1920–1948)

### Lateinisches Mönchtum

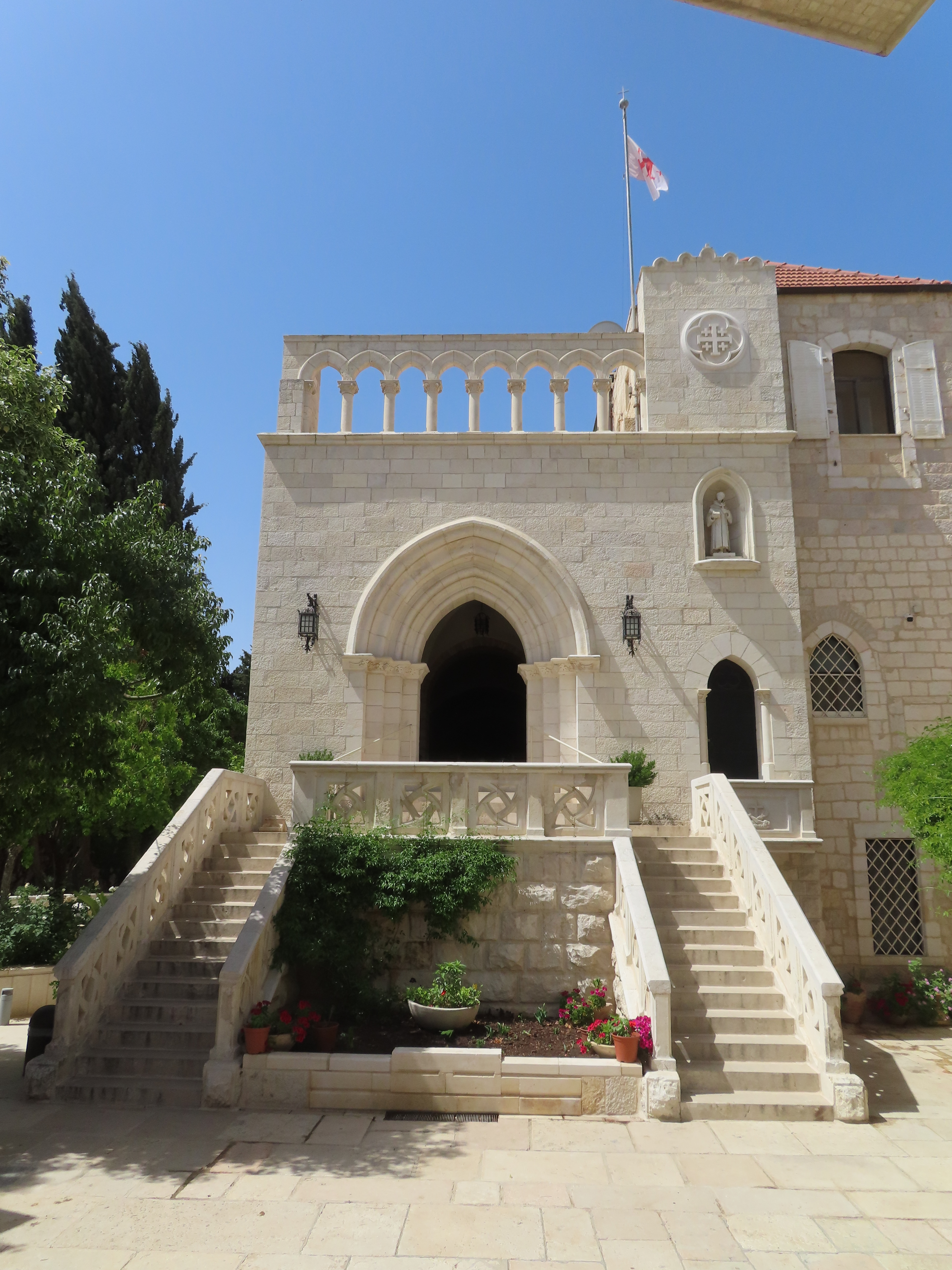
Franziskanerkloster beim Abendmahlssaal

Der Vertrag von Sèvres (1920) unterstellte Palästina der Regierung Großbritanniens; zugleich endete Frankreichs jahrhundertealte Rolle als Schutzmacht der Christen des Heiligen Landes. Diese Rolle, für die die Annenkirche als Erinnerungsort stehen kann, hatte in der Endphase des Osmanischen Reichs massive Auswirkungen auf die katholischen Schulen des Landes gehabt, die in Trägerschaft von Orden waren. Aufgrund ihrer Qualität hatten die osmanischen Behörden akzeptiert, dass die Unterrichtssprache Französisch war und aus diesen Schulen eine einheimische frankophone Elite hervorging. In den 1920er Jahren unterstützte Frankreich weiter das katholische Schulwesen Palästinas, um den eigenen Einfluss im Mandatsgebiet zu wahren. Die Schwestern vom Rosenkranz (Sœurs du Saint Rosaire de Jérusalem des Latins), deren Orden in den 1920er Jahren Zulauf hatte, betrieben arabischsprachige Mädchenschulen mit einem arabischen Lehrplan; ein entsprechendes Angebot für katholische palästinensische Jungen gab es nicht.
Die Amtszeit von Luigi Barlassina als Lateinischer Patriarch von Jerusalem (1920–1947) ist fast deckungsgleich mit der Zeit des Völkerbundsmandats für Palästina. Im Jahr 1920 unterstanden der römisch-katholischen Kirche allein in Jerusalem 18 Klöster, zwei Krankenhäuser und weitere karitative Einrichtungen. In der Amtszeit Barlassinas kam 1924 ein neues Kloster der Schwestern des hl. Joseph von der Erscheinung in Abu Gosch hinzu (Unsere Liebe Frau von der Bundeslade), außerdem Kirchen auf dem Berg Tabor und dem Berg der Seligpreisungen am See Genezareth. Für den Bau eines Klosters in Abu Gosch sprach, dass der Dominikaner Marie-Joseph Lagrange 1901 der Meinung war, dort den Standort des altisraelitischen Heiligtums der Bundeslade identifiziert zu haben. Archäologen der École biblique fanden auf dem Gelände Reste einer byzantinischen Basilika. Bei Kriegsbeginn 1914 waren die Klostergebäude bereits im Bau und die Grundmauern der Basilika gelegt; diese Arbeiten wurden während der Mandatszeit abgeschlossen.
Im Jahr 1935 kehrten die Franziskaner auf den Jerusalemer Zionsberg zurück, den sie 1551 verlassen hatten, und errichteten nördlich des Abendmahlssaals ein modernes Kloster ad Coenaculum.
Die im frühen 20. Jahrhundert entstandene kleine Kongregation Ancelles de Notre-Dame, Reine de Palestine („Mägde unserer lieben Frau, der Königin Palästinas“) schloss sich 1936 den Schwestern Unserer Lieben Frau von Sion (Sionsschwestern) an. Wie diese verstanden die Ancelles ihre Mission als beständiges Gebet für die Bekehrung Israels, lebten aber in Zivilkleidung in jüdischen Gemeinden in Palästina und teilten ihren Alltag. Ihre Erfahrungen wirkten auf die Sionsschwestern zurück und trugen zur Neuausrichtung des Ordens in den 1950er Jahren bei.

### Orthodoxes (chalcedonensisches) Mönchtum
In der frühen Mandatszeit besaß das griechisch-orthodoxe Patriarchat von Jerusalem Landbesitz in der Form von Waqf nicht nur innerhalb, sondern auch außerhalb der Altstadtmauern (auf dem Ölberg und in den heutigen West-Jerusalemer Stadtteilen Rehavia, Talpiot und Katamon). Seine wirtschaftliche Situation war aber seit Jahrzehnten prekär; die Priestermönche lebten in Armut, Kirchen konnten nicht aus eigenen Mitteln renoviert werden und kirchliche Schulen mussten schließen. Der griechische Staat bot an, die Schulden des Patriarchats zu übernehmen, wenn Damianos I. seinen Rücktritt erklärte und ein neuer Patriarch mit engen Bindungen nach Athen seine Nachfolge anträte. Damianos weigerte sich. Der britische Außenminister Lord Curzon stützte Damianos aus der Überlegung heraus, dass mit Athen kein neuer religiöser Player im Mandatsgebiet auftreten sollte, auch weil dies indirekt den Einfluss Frankreich als traditioneller Schutzmacht der Katholiken Palästinas gestärkt hätte. Damianos verkaufte nun Ländereien des Patriarchats an die zionistische Palestinian Land Development Company. Die Mandatsbehörden beaufsichtigten diese Transaktionen, um die Rechte palästinensischer Bewohner zu wahren. Vor allem waren sie bestrebt, soziale Unruhen zu vermeiden.
Nach Ende des Ersten Weltkriegs kehrte nur ein Teil der Nonnen des russischen Bergklosters nach Ein Kerem zurück. Der Konvent vergrößerte sich durch Nonnen aus Bessarabien, die während des Russischen Bürgerkriegs geflohen waren und zwischenzeitlich Unterkunft in rumänischen Klöstern gefunden hatten. Auf sich gestellt, setzten die Nonnen die schwer beschädigten Klostergebäude in Ein Kerem instand. Die meisten Novizinnen stammten aus der palästinensischen orthodoxen Bevölkerung. Als sich die Kirchenpolitik Stalins 1943 änderte und die Neuwahl eines russischen Patriarchen möglich wurde, spaltete sich die Schwesternschaft von Ein Kerem: Eine Gruppe unter Äbtissin Jelisaweta wollte sich weiterhin der Russischen Orthodoxen Kirche im Ausland unterstellen, eine andere unter Äbtissin Antonina erkannte das Moskauer Patriarchat an und unterstellte sich dem griechisch-orthodoxen Patriarchen von Jerusalem, der den russischen Nonnen ein Frauenkloster seiner Jurisdiktion zuwies.
Zwei Anglikanerinnen, Barbara Robinson (Klostername: Marija) und Alice Sprott (Klostername: Marfa), konvertierten 1933 in Palästina zur Orthodoxie und erhielten im Folgejahr die Erlaubnis, aus eigenen Mitteln ein Frauenkloster in Bethanien zu gründen. Erzbischof Anastasij (Gribanowskij) als Oberhaupt der Auslandskirche erkannte das neue Kloster 1935 an, das eine orthodoxe Mädchenschule betrieb. Äbtissin Marija übersiedelte mit einem Teil des Konvents in den Garten Gethsemane, wo die Russische Geistliche Mission seit 1881 Land besaß und wo seit 1886 die russische Maria-Magdalena-Kirche stand. Seit 1920 befand sich in der Krypta das Grab der 1918 von Bolschewiki ermordeten Großfürstin Jelisaweta Fjodorowna, die die kleine Nonnengemeinschaft, die bei der Maria-Magdalena-Kirche lebte, unterstützt hatte. Durch die Übersiedlung der Nonnen unter Leitung der Äbtissin Marija verstärkte sich der Konvent auf etwa 40 Nonnen und erhielt den offiziellen Status eines Klosters. In Bethanien blieben nur einzelne Nonnen zurück, um den Schulbetrieb weiterzuführen. Da das Maria-Magdalenen-Kloster keinen nennenswerten Grundbesitz hatte, lebten die Schwestern von Spenden und kleinen handwerklichen Arbeiten.

### Nichtchalcedonensisches Mönchtum

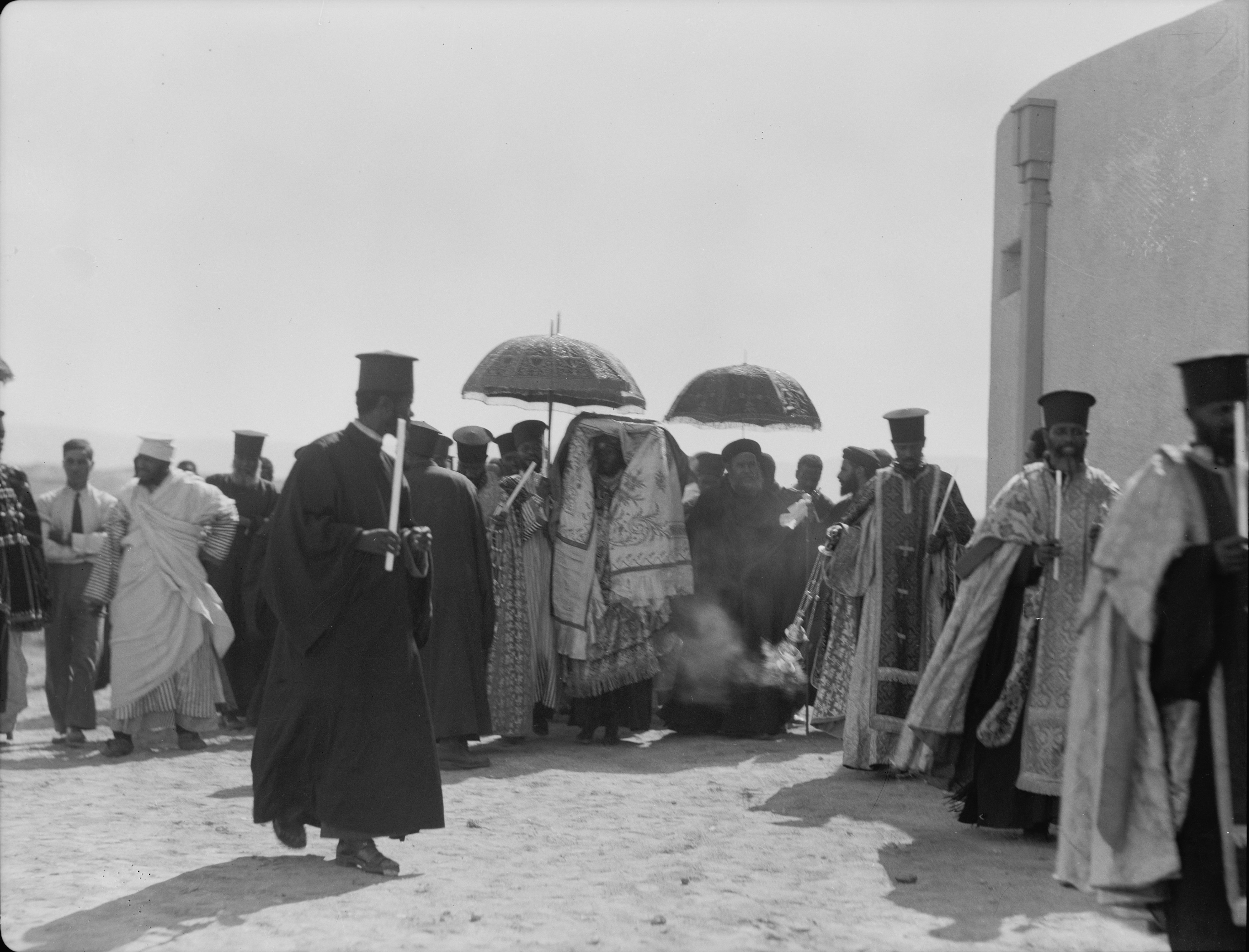
Weihe des neuen äthiopischen Dreifaltigkeitsklosters. Das Kloster liegt wie alle Gebäude am westlichen Jordanufer seit 1967 im israelischen Sperrgebiet an der Grenze zu Jordanien; es wurde geräumt und vermint

Die Briten übernahmen das osmanische Millet-System mit einigen Modifikationen. Wie die osmanische Regierung stabilisierten sie ihre Herrschaft über die verschiedenen Kirchen Jerusalems, indem sie deren Hierarchie stärkten und unterstützen. Dementsprechend begünstigten sie die St. Jakobus-Bruderschaft der Armenier. Während sich in der Jerusalemer Bevölkerung ein arabisch-palästinensischer Nationalismus formierte, waren die Armenier daran nicht beteiligt, weil die Mitglieder der Bruderschaft nicht aus Palästina stammten und die Geflüchteten, die nun die große Mehrheit der Gemeinde bildeten, dem Patriarchat für alle Unterstützung dankbar waren. Politisiert waren sie zwar, aber nicht im Blick auf Palästina, sondern im Blick auf ihre Herkunftsgebiete, wohin sie zurückzukehren hofften. Ronald Storr setzte als Militärgouverneur 1919 einen Bischof zur Verwaltung der Finanzen der Bruderschaft ein. Der neugewählte und von der britischen Krone bestätigte Patriarch Yeghische Tourian wurde 1921 inthronisiert und organisierte Hilfe für die Überlebenden des Genozids. Er richtete Waisenhäuser ein, unter anderem im Kreuzkloster. Mehrere Maßnahmen sollten die theologische Ausbildung der Bruderschaft heben. Sein Traum war es, das traditionsreiche Theologische Seminar von Armasch in Jerusalem weiterzuführen, zumal unter den Geflüchteten 15–20 Seminaristen aus Armasch waren. Nachdem Tourian 1929 gestorben war, sicherte sich die Bruderschaft mit britischer Unterstützung das alleinige Recht, den Jerusalemer Patriarchen wählen zu dürfen.
Die Taufstelle Jesu am Jordan war seit jeher ein Ziel äthiopischer Pilger. Im Jahr 1934 ließ Kaiserin Menen Asfaw das äthiopische Dreifaltigkeitskloster südlich der traditionellen Taufstelle am westlichen Jordanufer erbauen.

## Jordanien, Israel, Gebiete unter israelischer Militärverwaltung

### Lateinisches Mönchtum
Am Beginn des Palästinakriegs war das Lateinische Patriarchat in einer schwierigen Situation. Der Patriarchensitz war seit dem Tod Barlassinas am 27. September 1947 vakant. Ein internationaler Status der Stadt Jerusalem, später Kern vatikanischer Nahostpolitik, war keine genuin vatikanische Idee, sondern wurde von einigen europäischen und lateinamerikanischen Staaten lanciert. Dementsprechend positionierte sich der Vatikan Ende 1947 nicht, während die Ereignisse vor Ort eskalierten. Zionistische Angriffe und die Furcht vor muslimischen Gegenangriffen, außerdem innerpalästinensische Konflikte zwischen Husaynis und Nashashibis verursachten Anfang 1948 eine Massenflucht christlicher Palästinenser aus Dörfern im Großraum Jerusalem. Zur Verunsicherung der palästinensischen Christen trug der Bombenanschlag der Hagana auf das Luxushotel Semiramis in Qatamon in der Nacht auf den 5. Januar 1948 bei. Die franziskanische Kustodie nahm 200 Familien in ihrem Gästehaus (Casa Nova) am Jerusalemer Salvatorkloster auf. Im Verlauf des Jahres 1948 waren immer mehr Menschen auf der Flucht. Die Weißen Väter öffneten das melkitische Priesterseminar an der Jerusalemer Annenkirche für christliche und muslimische Palästinenser, während die Brüder Unserer Lieben Frau von Sion ihr Kloster im West-Jerusalemer Stadtteil Rechavia für jüdische Geflüchtete zur Verfügung stellten. Beim Kampf um die Jerusalemer Altstadt eroberte die israelische Armee Gebäude auf dem Zionsberg, darunter das Benediktiner- und das Franziskanerkloster, und nutzte sie, um von hier aus die Altstadt unter Feuer zu nehmen. Das Trappistenkloster lag beim Kampf um Latrun im April und Mai 1948 unter israelischem und arabischem Artilleriefeuer. Die Gebäude nahmen Schaden, während die Mönche bemüht waren, ihre Liturgie aufrechtzuerhalten und Verwundeten zu helfen. Die Stadt Nazareth wurde während des Palästinakriegs zum Ziel vieler Flüchtender; die dort lebenden Ordensleute, insbesondere die Franziskaner, organisierten ihre Unterbringung und die Lebensmittelverteilung. Der zwischen Tel Aviv und Jerusalem gelegene katholische Marienwallfahrtsort Deir Rafat mit dem Heiligtum Marias als „Königin Palästinas“ besaß zwei in den 1920er Jahren erbaute Klöster. Dort lebten neun Dorotheenschwestern und drei Priester, alle italienischer Herkunft. Als die israelische Armee die Klöster Mitte Juli 1948 einnahm, soll es zu Übergriffen gekommen sein; die Berichte erregten in der katholischen Öffentlichkeit Europas und besonders der Vereinigten Staaten großes Aufsehen. Die Benediktinerabtei von Abu Gosch, 10 Kilometer westlich von Jerusalem, hatte während der Mandatszeit gute Beziehungen zum benachbarten Kibbuz Kirjat Anawim unterhalten. Der friedlichen palästinensischen Bevölkerung des Dorfs Abu Gosch erlaubte das israelische Militär 1948 zunächst zu bleiben; nach einem Waffenfund 1953 wurde sie aber doch vertrieben, und auch die französischen Benediktiner mussten ihr Kloster verlassen. Das französische Konsulat suchte nun dringend nach einem Orden, der die Klosteranlage wieder beziehen würde. Es sollten aber keine italienischen Ordensleute sein, um den Proporz zwischen französischen und italienischen Niederlassungen im Heiligen Land nicht zu verändern. Schließlich zogen Lazaristen nach Abu Gosch; sie blieben bis 1976. Das Beispiel zeigt, wie stark die nationale Agenda des 19. Jahrhunderts unter völlig veränderten politischen Rahmenbedingungen noch immer die Klosterpolitik bestimmte.
Die Demarkationslinie des Waffenstillstandabkommens von 1949 verlief zwischen der Jerusalemer Altstadt (Jordanien) und dem südwestlich davon gelegenen Zionsberg (Israel). Dort blieb israelisches Militär stationiert. Das Religionsministerium förderte den Pilgertourismus zum Davidsgrab auf dem Zionsberg als dem bedeutendsten jüdischen Heiligtum auf israelischem Staatsgebiet, während der christliche Pilgertourismus zum Zionsberg restriktiv behandelt wurde und insbesondere der Abendmahlssaal nur mit Sondergenehmigung zugänglich war; Gottesdienste dort waren untersagt. Die Franziskaner intervenierten immer wieder bei den israelischen Behörden, um dies zu ändern. Im Jahr 1951 erzielten sie einen ersten Erfolg: An Pfingsten zog eine Festprozession, aus der jordanischen Altstadt kommend, durch das Niemandsland zum Zionsberg hinauf. Sie endete mit einem Gemeinschaftsgebet der Franziskaner im Abendmahlssaal. Solche franziskanischen Gebetsgottesdienste im Coenaculum waren von nun an zweimal pro Jahr gestattet, ansonsten blieb der Saal geschlossen.
In Israel lebten mehrere katholische Ordensleute, für die die Staatsgründung eine große positive Bedeutung hatte. Einige von ihnen stammten aus jüdischen Familien bzw. hatten einen jüdischen Elternteil und waren zum Katholizismus konvertiert. Am bekanntesten ist der Dominikaner Bruno Hussar. Er gründete 1959 das Studienzentrum St. Isaiah House in der zu Israel gehörigen Jerusalemer Neustadt – zu einer Zeit, in der katholische Orden vor allem an einer Präsenz in der jordanischen Altstadt von Jerusalem interessiert waren. Hussar war auf Einladung von Kardinal Augustin Bea als Experte des Sekretariats zur Förderung der Einheit der Christen an der Formulierung der 1965 promulgierten Konzilserklärung Nostra aetate beteiligt. Marcel-Jacques Dubois gehörte zu einer Gruppe von Dominikanern, die im Krieg jüdische Kinder in französischen kirchlichen Einrichtungen versteckt hatten; er erwirkte 1964 die Erlaubnis seines Ordens, nach Israel zu ziehen, lernte Neuhebräisch und unterrichtete Philosophie an der Hebräischen Universität Jerusalem. 1974 wurde er in die vatikanische Kommission für die Beziehung zum Judentum berufen und nahm im gleichen Jahr auf Wunsch des Jerusalemer Bürgermeisters Teddy Kollek die israelische Staatsangehörigkeit an. Jean Laraouh war französischer Soldat im Libanon gewesen, bevor er den Kleinen Brüdern Jesu beitrat. 1956 wanderte er nach Israel ein und nahm den Namen Yohanan Elihay an. Als Linguist ein Kenner sowohl des Hebräischen als auch des Arabischen, setzte er sich für die Verständigung zwischen Israelis und Palästinensern ein. Im Karmelitenkloster Stella Maris in Haifa lebte der Ordensmann Daniel Rufeisen, der als polnischer Jude den Holocaust überlebt hatte, dessen Antrag auf israelische Staatsangehörigkeit nach dem Rückkehrgesetz aber vom Obersten Gerichtshof Israels abgewiesen wurde. Abraham Shmuelof stammte aus einer iranisch-jüdischen Familie in Me'a Sche'arim. Als britischer Soldat kam er 1941 in deutsche Kriegsgefangenschaft, konvertierte zum Katholizismus und kehrte 1945 nach Jerusalem zurück. Er wurde Benediktiner in Jerusalem, dann Trappist in Latrun, wieder Benediktiner, dann Pfarrer für mehrere römisch-katholische palästinensische Gemeinden. Später ließ er sich zum griechisch-katholischen Priester ordinieren und lebte schließlich als Dominikaner im Jerusalemer Isaiah House. Bekannt wurde Shmuelof dadurch, dass er alle Bücher des Tanach und des ins Hebräische übersetzten Neuen Testaments für Tonaufnahmen vorlas. All diese Grenzgänger trugen dazu bei, dass sich die Position der römisch-katholischen Kirche zum Judentum und zum Staat Israel allmählich veränderte.
Die Jerusalemer Sionsschwestern definierten im Lauf der 1950er Jahre ihre Mission völlig neu. Verschiedene Faktoren wirkten zusammen: Kontakte zu jüdischen Nachbarn und Gemeinden in der Zeit der Staatsgründung 1948, Informationen über den Holocaust und persönliche Kriegserfahrungen, Bibelstudien und dadurch ein besseres Verständnis des Judentums. In der Erkenntnis, dass Missionierung und Dialog einander ausschließen, stellten die Schwestern die Gebete um die Bekehrung von Juden zum Christentum ein und engagierten sich im jüdisch-christlichen Gespräch.
Dominikaner und Franziskaner traten in den 1950er Jahren in Palästina besonders als Archäologen hervor. Der Leiter der jordanischen Antikenbehörde, Gerald Lankester Harding, und der Direktor der dominikanischen École biblique, Roland de Vaux, ergruben in mehreren Kampagnen von 1951 bis 1956 die archäologische Stätte Khirbet Qumran. De Vaux vertrat die viel rezipierte These, dass Qumran eine Siedlung der Essener gewesen sei. Er leitete auch die „Scrollery“, ein internationales Forscherteam, das sich von 1952 bis 1960 in den Räumen der École biblique mit der Edition der antiken jüdischen Schriftrollen vom Toten Meer befasste. Unterdessen nahmen die führenden franziskanischen Archäologen Bellarmino Bagatti und Emanuele Testa eine Weichenstellung bei der Präsentation der heiligen Stätten vor, die Eigentum der Kustodie waren. Es hatte sich mittlerweile gezeigt, dass es überall in Palästina byzantinische Kirchen gab und ihr Nachweis für die Lokalisierung biblischer Orte wenig austrug. Um die Lücke zwischen der Zeit des Neuen Testaments und dem byzantinischen Pilgerwesen zu schließen, führten sie das Konzept eines archäologisch nachweisbaren Judenchristentums mit ganz eigener, aus Graffiti rekonstruierbarer Symbolik ein. Spuren dieses Judenchristentums wurden in Nazareth, Kafarnaum und am Ölberg identifiziert. Neue Kirchenbauten (Dominus flevit, Petruskirche), kombiniert mit der Ausstellung antiker Artefakte, vermittelten das so rekonstruierte Judenchristentum vor allem kirchlichen Touristengruppen. Die Mehrheit der Biblischen Archäologen lehnte die Hypothese von Bagatti und Testa allerdings ab oder beachtete sie nicht. Insbesondere israelische Forscher widersprachen.

### Orthodoxes (chalcedonensisches) Mönchtum

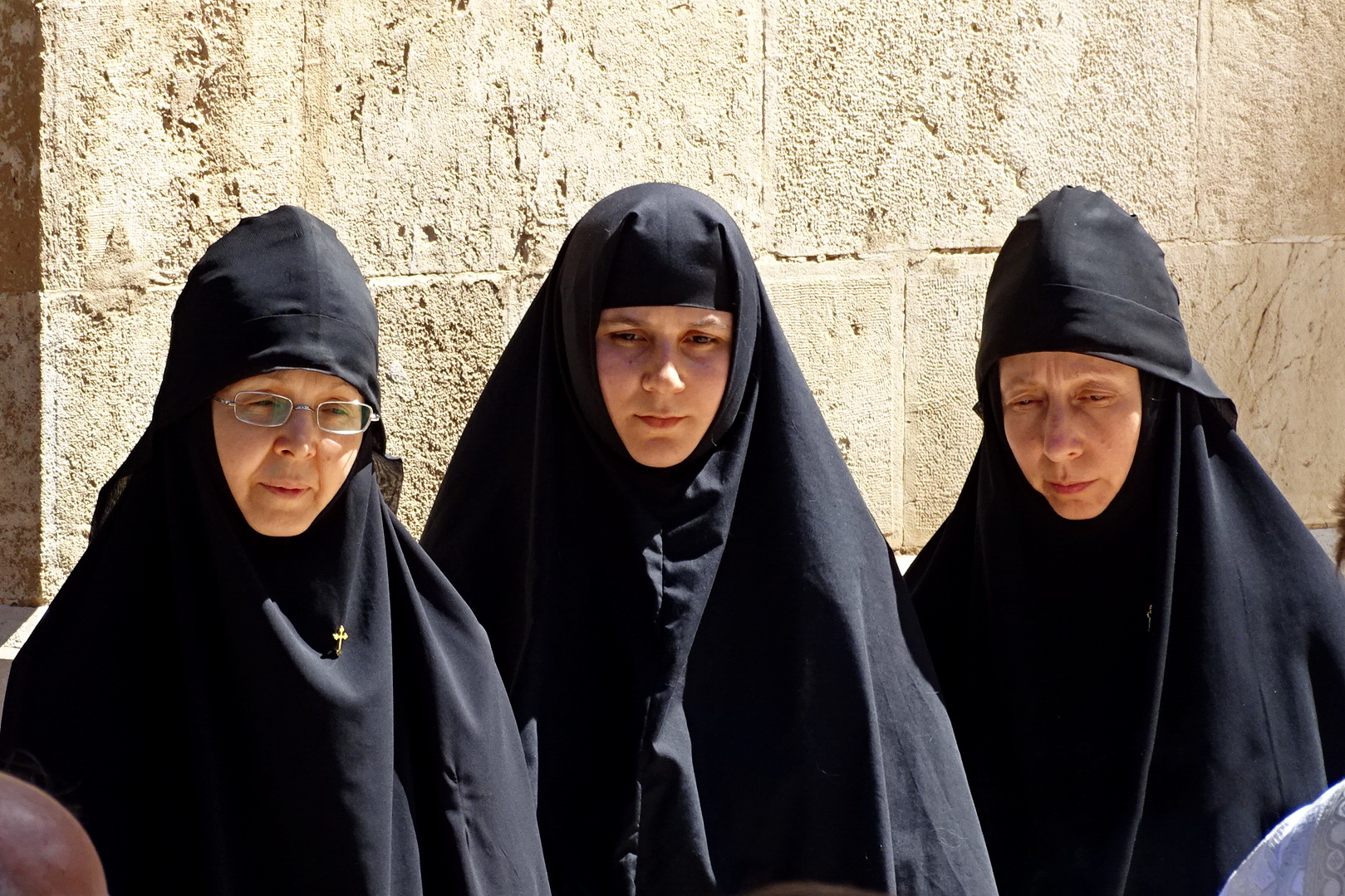
Nonnen im Maria-Magdalena-Kloster (2016)

Nach dem Palästinakrieg unterstanden die russischen Klöster auf jordanischem Staatsgebiet weiterhin der Jurisdiktion der Russischen Orthodoxen Kirche im Ausland; ihre geistlichen Zentren waren die beiden Frauenklöster auf dem Ölberg. Das Himmelfahrtskloster auf der Kuppe des Berges wurde von der Äbtissin Tamara (Tatjana Konstantinowna Romanowa) geleitet. Hier wie auch im Maria-Magdalena-Kloster am Fuß des Ölbergs traten junge orthodoxe Palästinenserinnen ein, die meist die russische Mädchenschule in Bethanien absolviert hatten und nun die kirchenslawische Liturgiesprache lernten. Nachdem die Sowjetunion den Staat Israel anerkannt hatte, übernahm die Russische Geistliche Mission des Moskauer Patriarchats die russischen kirchlichen Besitzungen auf israelischem Staatsgebiet. Die Nonnen unter Äbtissin Antonina, die das Moskauer Patriarchat bereits früher anerkannt hatten, kehrten nach Ein Kerem zurück. Eine weitere Gruppe von fünfzig Nonnen aus der Sowjetunion (sie stammten aus dem Mariä-Schutz- und dem Florus-Kloster in Kiew) zog in das Bergkloster ein. Die meisten Nonnen des früheren Konvents von Ein Karem unterstellten sich weiterhin der Auslandskirche und verließen das Bergkloster. Einige zogen in das Himmelfahrtskloster auf dem Ölberg, das auf jordanischem Staatsgebiet lag und somit weiterhin der Auslandskirche unterstand, andere emigrierten in die Vereinigten Staaten, nach Großbritannien und Chile, wo sie neue Klöster gründeten.
Da sich die israelisch-sowjetischen Beziehungen mittlerweile stark verschlechtert hatten, unterließ es Israel, die russischen Kirchen, Klöster und Besitzungen in der 1967 eingenommenen Jerusalemer Altstadt und dem Westjordanland, nun unter israelischer Militärverwaltung, an das Moskauer Patriarchat zu übergeben. Das Himmelfahrtskloster, in dem um 1980 noch 50 Nonnen und 30 Novizinnen lebten, hatte weiterhin einen russischen Charakter, und Russisch war die Umgangssprache, auch wenn die meisten Nonnen palästinensischer Herkunft waren. Das Kloster hatte großen Grundbesitz. Außer der Landwirtschaft trug eine Kerzengießerei, Ikonen- und Paramentenwerkstatt zum Unterhalt bei. Die Rivalität der russischen Auslandskirche und des Moskauer Patriarchats bestand weiter. Als Patriarch Alexius II. 1997 Jerusalem besuchte, verweigerte ihm die Äbtissin des Himmelfahrtsklosters den Zutritt zum Klostergelände und verursachte damit einen Eklat. Der Konvent des Maria-Magdalenen-Kloster gestattete dem Patriarchen dagegen den Besuch der Reliquien der mittlerweile zur Neumärtyrerin und Heiligen erhobenen Jelisaweta Fjodorowna.

### Entwicklungen im 21. Jahrhundert

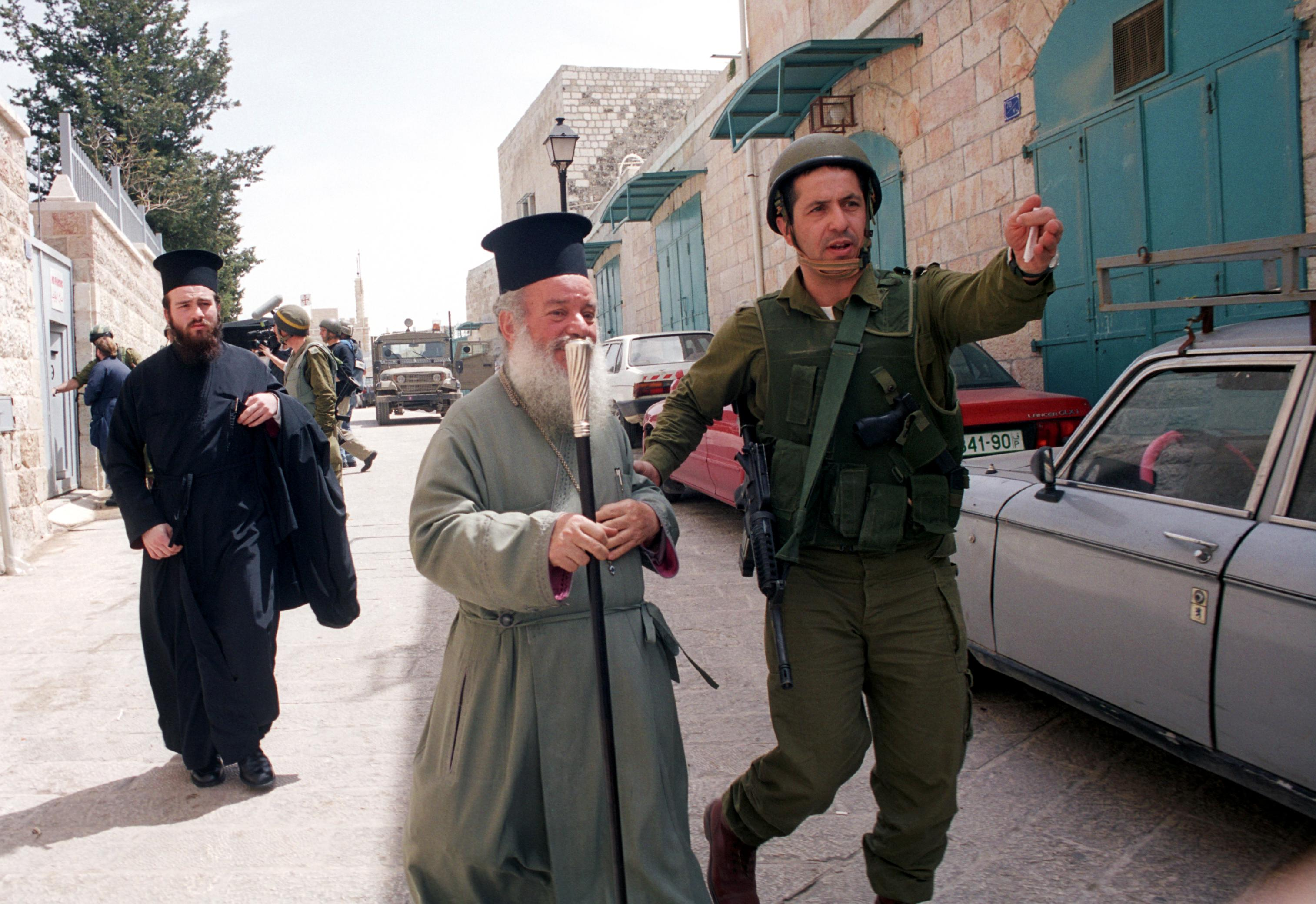
Der griechisch-orthodoxe Erzbischof Ambrosios (Mitte) und ein Diakon verlassen den belagerten Geburtskirchen-Komplex und werden vom israelischen Militär in Empfang genommen (2002, Foto: IDF)

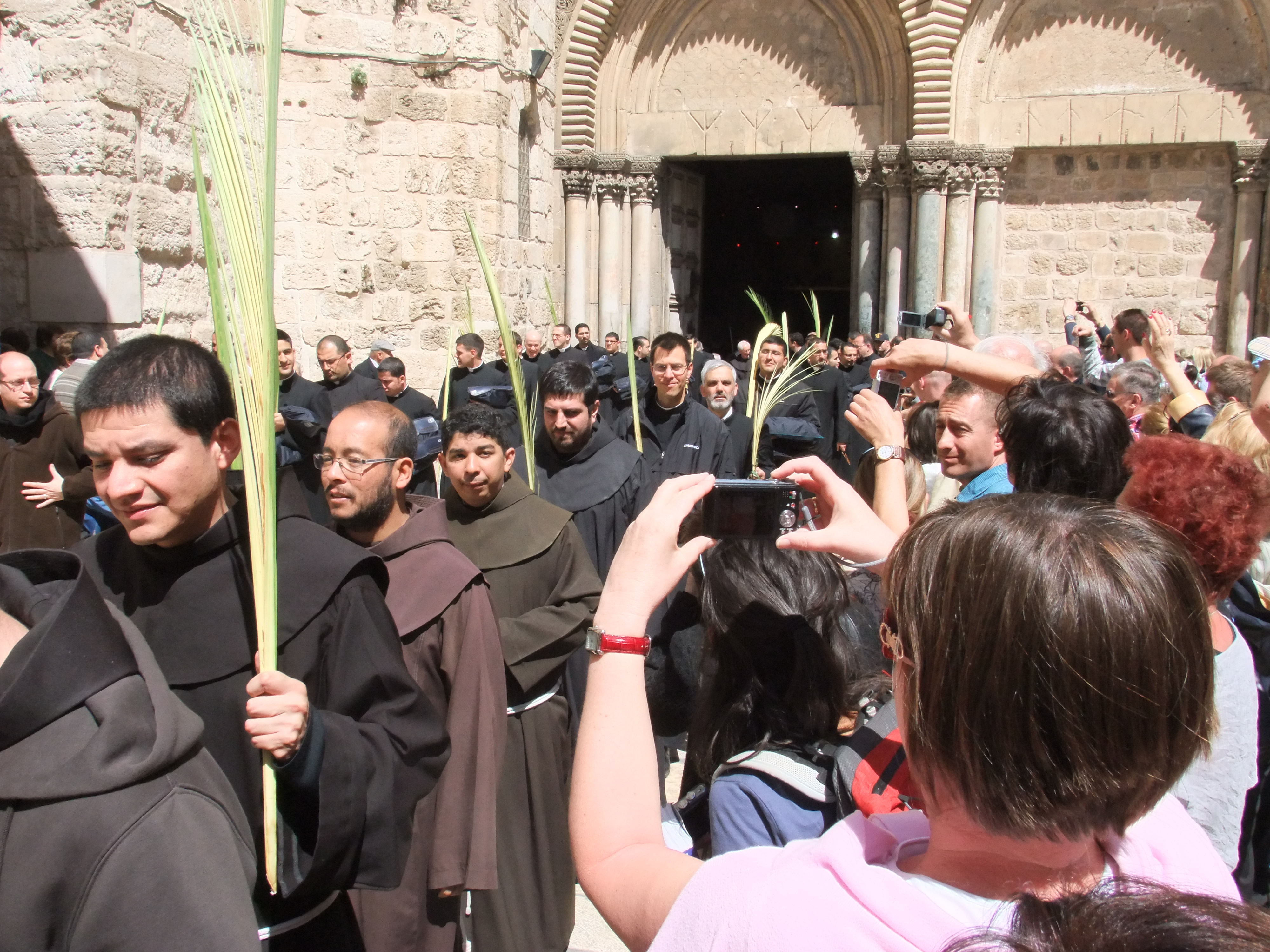
Die Palmsonntagsprozession der Franziskaner verlässt die Grabeskirche (2012)

Während der Zweiten Intifada stand die Geburtskirche in Bethlehem im Mittelpunkt des internationalen Medieninteresses. Israelisches Militär durchkämmte im Rahmen der Operation Defensive Shield die Stadt Bethlehem. Bewaffnete PLO-Mitglieder, die meisten von ihnen Moslems, verschanzten sich in der Geburtskirche. Das israelische Militär verhängte vom 2. April bis zum 10. Mai 2002 eine Belagerung über die Kirche, um die Bewaffneten durch Aushungern zur Aufgabe zu zwingen. Die Mönche der verschiedenen Konfessionen entschieden sich größtenteils, in dem Geburtskirchen-Gebäudekomplex zu bleiben. Während Franziskaner und Armenier sich in ihre Klöster zurückzogen und die Basilika selten betraten, feierten die Griechen dort wie gewohnt weiter ihre Liturgie. Am Ende stand eine Verhandlungslösung – die meisten Militanten wurden in den Gazastreifen ausgewiesen, einige in westliche Staaten. Die Palästinensische Autonomiebehörde war im Nachhinein bestrebt, die Belagerung der Geburtskirche als leuchtendes Beispiel christlich-muslimischer Zusammenarbeit darzustellen. In der christlichen Minderheit blieb aber in Erinnerung, dass die Militanten mit Waffengewalt eingedrungen waren und sich in der Endphase der Belagerung chaotische Szenen abspielten: Militante durchsuchten jeden Raum des armenischen Klosters nach Lebensmitteln und Wertgegenständen; ein älterer armenischer Mönch wurde ausgeraubt und terrorisiert. Das war, so Joshua Hammer, „Kooperation, erzwungen mit vorgehaltener Waffe, und die christliche Gemeinschaft war sich dieser Tatsache bitter bewusst.“
Seit etwa 2005 wurde bekannt, dass Christen in der Jerusalemer Altstadt von meist jungen Israelis aus dem ultraorthodoxen und nationalreligiösen Spektrum vermehrt verbal angegriffen und angespuckt wurden. Dies betraf vor allem die an ihrer Kleidung eindeutig kenntlichen Mönche. Amnon Ramon stellte bei einer Befragung fest, dass es „kaum einen Mönch oder Kleriker gab, der nicht in den Straßen Jerusalems bespuckt oder verflucht worden war.“ Klöster und kirchliche Einrichtungen wurden Ziel von Vandalismus, mit einem Höhepunkt 2015, als das Priorat Tabgha am See Genezareth durch Brandstiftung schwer beschädigt wurde. Mehrere Extremisten der Hilltop Youth wurden wegen dieses Anschlags verurteilt, einer der Täter zu fünfeinhalb Jahren Gefängnis. Da religiöse Toleranz und Religionsfreiheit zum Selbstverständnis des israelischen Staates gehören, sind die fortgesetzten Übergriffe gegen Kleriker und Mönche auch für Israels internationale Reputation schädlich. Die Jerusalemer Polizei geht mit begrenztem Erfolg dagegen vor; eine nachhaltige Verbesserung der Situation müsste, so Amnon Ramon, beim Bild des Christentums (und Mönchtums), das in ultraorthodoxen bzw. nationalreligiösen Bildungseinrichtungen vermittelt wird, ansetzen.
Während die Zahl der Christen in Israel und den seit 1967 israelisch besetzten Gebieten seit langem rückläufig ist, haben sowohl das Lateinische Patriarchat als auch das Griechisch-orthodoxe Patriarchat von Jerusalem weiterhin bedeutenden Landbesitz. Die Lateiner verkaufen nur sehr selten Land; nicht so der griechische Patriarch und die Bruderschaft des Heiligen Grabes – der seit langem schwelende Konflikt zwischen der griechischen Hierarchie und den palästinensischen orthodoxen Gemeinden eskalierte im 21. Jahrhundert aufgrund mehrerer Land- und Immobilientransaktionen, die das Patriarchat durchführte. Israelische Organisationen, deren Ziel der Aufbau einer stärkeren jüdische Präsenz in Ostjerusalem ist, wurden bei ihrem Kaufinteresse von der israelischen Regierung unterstützt.